# Nhà Đường
Nhà Đường là một hoàng triều cai trị Trung Quốc từ năm 618 đến năm 907. Thành lập bởi gia tộc họ Lý, nhà Đường là triều đại kế tục nhà Tùy (581–618) và là tiền thân của giai đoạn Ngũ đại Thập quốc (907–979). Triều đại này bị gián đoạn trong thời gian ngắn từ năm 690 đến năm 705, khi Võ Tắc Thiên lên ngôi, tuyên bố sáng lập nhà Võ Chu và trở thành nữ hoàng đế chính thống duy nhất trong lịch sử Trung Quốc. Các sử gia thường coi nhà Đường là đỉnh cao nền văn minh Trung Quốc, một thời kỳ hoàng kim của văn hóa đa quốc gia. Thông qua các chiến dịch quân sự mà các nhà cai trị sơ kỳ đã liên tục tiến hành, lãnh thổ nhà Đường vào thời điểm cực thịnh rộng lớn hơn bất kỳ triều đại nào trước đó.
Thâu tóm quyền lực khi nhà Tùy bắt đầu suy tàn và sụp đổ, Lý Uyên cùng con trai Lý Thế Dân thành lập nhà Đường, mở ra nửa đầu triều đại tiến bộ và ổn định. Kinh đô Trường An (Tây An ngày nay) của nhà Đường là thành phố đông dân nhất thế giới đương thời. Các cuộc điều tra dân số vào giữa thế kỷ 8 cho biết số lượng người đăng ký hộ tịch của toàn quốc là khoảng 50 triệu và phát triển lên tới khoảng 70 triệu người vào những năm giữa thế kỷ 8. Với nguồn nhân lực dồi dào, nhà Đường nuôi dưỡng các đội quân cả chuyên nghiệp lẫn nghĩa vụ có quân số hàng chục vạn để cạnh tranh với các thế lực du mục, giành quyền kiểm soát Nội Á và nhiều tuyến đường thương mại sinh lời dọc theo Con đường Tơ lụa. Nhiều tiểu quốc, vương quốc gần xa chấp nhận cống nạp cho triều đình nhà Đường trong khi nhà Đường cũng gián tiếp kiểm soát một số vùng lãnh thổ thông qua hệ thống đô hộ phủ. Tước hiệu "Thiên Khả hãn" biến Đường Thái Tông trở thành "hoàng đế đa quốc gia" đầu tiên ở châu Á. Ngoài quyền bá chủ chính trị, nhà Đường còn tạo ra ảnh hưởng văn hóa mạnh mẽ đối với một vài quốc gia Đông Á láng giềng như Nhật Bản và các vương quốc trên bán đảo Triều Tiên.
Thời nhà Đường, văn hóa Trung Quốc phát triển rực rỡ và ngày càng trở nên hoàn thiện. Nhà Đường thường được xem là thời kỳ hoàng kim của thi ca Trung Quốc. Hai trong số những nhà thơ Trung Quốc vĩ đại nhất, Lý Bạch và Đỗ Phủ, cùng nhiều danh họa như Ngô Đạo Tử, Hàn Cán, Vương Duy và Châu Phưởng, đều sống ở thời đại này. Các học giả thời Đường đã biên soạn nhiều tài liệu lịch sử, sách bách khoa toàn thư và tác phẩm địa lý đa dạng. Giai đoạn này cũng chứng kiến nhiều tiến bộ đáng kể trong kỹ thuật in mộc bản. Phật giáo ảnh hưởng mạnh mẽ đến nền văn hóa Trung Quốc, dẫn đến sự ra đời của nhiều tông phái bản địa. Tuy nhiên, tới những năm 840, Đường Vũ Tông ban hành các chính sách bài Phật, khiến tôn giáo này suy giảm dần sức ảnh hưởng.
Trong nửa sau triều đại, Loạn An Sử làm rung chuyển đế quốc, khiến quyền lực trung ương suy yếu trầm trọng. Giống như nhà Tùy trước đó, nhà Đường duy trì hệ thống công vụ nhờ tuyển dụng các sĩ đại phu thông qua hình thức khoa cử và cơ chế tiến cử chức vụ. Trật tự dân sự này bị phá vỡ khi các tiết độ sứ trỗi dậy mãnh liệt trong thế kỷ thứ 9. Chính quyền trung ương bắt đầu suy tàn trong nửa sau thế kỷ thứ 9; dân số suy giảm, dân cư di trú hàng loạt, nghèo đói lan rộng và sự rối loạn chức năng chính phủ là kết quả của hàng loạt cuộc khởi nghĩa nông dân, mà đỉnh điểm là Loạn Hoàng Sào. Năm 907, tiết độ sứ Chu Toàn Trung soán vị Đường Ai Đế, chính thức đặt dấu chấm hết cho nhà Đường sau gần 3 thế kỷ tồn tại.

## Từ nguyên
"Đường" (唐) là tên cũ của nước Tấn, một nước chư hầu thời nhà Chu nằm ở khu vực trung tâm của tỉnh Sơn Tây ngày nay. Thời Nam–Bắc triều, Lý Hổ—một trong Bát Trụ Quốc của triều Tây Ngụy—được phong là Lũng Tây quận công (隴西郡公). Sau khi mất, Lý Hổ được nhà Bắc Chu truy hiệu là Đường quốc công (唐國公), được con là Lý Bính thừa kế. Năm 582, con của Lý Bính là Lý Uyên kế thừa tước vị Đường quốc công, về sau được thăng tước là Đường vương (唐王). Sau khi Lý Uyên soán ngôi Tùy Cung Đế, ông đã sử dụng quốc hiệu là "Đường".

## Lịch sử

### Thành lập
Lũng Tây Lý thị là một gia tộc thuộc tầng lớp quý tộc quân sự, cát cứ ở vùng tây bắc vào thời nhà Tùy. Họ tự xưng là dòng dõi phụ hệ của thủy tổ Đạo giáo Lão Tử, tướng Lý Quảng thời nhà Hán và Vũ Vương Lý Cảo nước Tây Lương thời Thập lục quốc. Các hoàng đế nhà Đường cũng mang dòng dõi Tiên Ti theo mẫu hệ, vì mẹ của Đường Cao Tổ, Độc Cô thị, là người Tiên Ti.
Lưu thủ Thái Nguyên Lý Uyên vốn là em họ của Tùy Dạng Đế, có thanh thế và rất giàu kinh nghiệm trận mạc. Sau thất bại trong ba lần xâm lược Cao Câu Ly đầy tốn kém của Dạng Đế, quốc lực nhà Tùy suy yếu trầm trọng, dẫn đến sự bùng nổ của hàng loạt cuộc khởi nghĩa nông dân trên khắp cả nước.  Năm 617, Lý Uyên cùng các con khởi binh tạo phản ở Thái Nguyên. Mùa đông cùng năm, sau khi chiếm được kinh đô Đại Hưng, ông lập Thái tử Dương Hựu làm hoàng đế, tôn Tùy Dạng Đế làm thái thượng hoàng, đồng thời giữ vai trò nhiếp chính cho hoàng đế bù nhìn. Ngày 18 tháng 6 năm 618, sau khi nhận được tin Dạng Đế bị Vũ Văn Hóa Cập sát hại, Lý Uyên phế Dương Hựu, tự lập làm hoàng đế, đổi quốc hiệu là "Đường".
Lý Uyên, tức Đường Cao Tổ, tại vị đến năm 626 thì bị Tần vương Lý Thế Dân ép nhường ngôi. Lý Thế Dân bắt đầu cầm quân từ năm 18 tuổi, cung kiếm, đao thương đều rất giỏi, nổi danh với nhiều trận đột kích kỵ binh hiệu quả. Trong trận Hổ Lao diễn ra vào ngày 28 tháng 5 năm 621, Lý Thế Dân đã giành chiến thắng ngay cả khi phải đối mặt với lực lượng áp đảo quân số của Đậu Kiến Đức (573–621). Ngày 2 tháng 7 năm 626, trong chính biến Huyền Vũ Môn, vì lo ngại bị ám sát, Lý Thế Dân phục kích và giết chết em trai là Lý Nguyên Cát (sinh 603) cùng huynh trưởng là Thái tử Lý Kiến Thành (sinh 589). Ngay sau đó, Đường Cao Tổ thoái vị, Lý Thế Dân lên ngôi, tức Hoàng đế Đường Thái Tông.
Bất chấp việc hạ bệ cha và giết anh em ruột đi ngược lại với quan điểm về lòng hiếu thảo của Nho giáo, Đường Thái Tông đã chứng tỏ được năng lực của bản thân, biết lắng nghe ý kiến từ những thành viên tài trí nhất trong triều đình của mình. Năm 628, ông cho cử hành đại lễ Phật giáo tưởng niệm thương vong chiến tranh. Một năm sau, Đường Thái Tông cho xây dựng tu viện Phật giáo tại những địa điểm từng diễn ra các trận đánh lớn để các nhà sư có thể tụng kinh siêu độ vong linh cho những người đã ngã xuống, mà trong đó có cả kẻ thù của ông.

### Mở rộng lãnh thổ

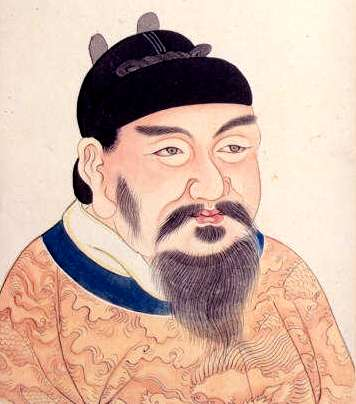
Lãnh thổ Đại Đường được mở rộng tối đa dưới thời Đường Cao Tông

Sau khi ổn định tình hình trong nước, Đường Thái Tông theo đuổi chính sách bành trướng lãnh thổ. Năm 630, nhân lúc Đông Đột Quyết xảy ra nội loạn, tướng Lý Tĩnh (571–649) dẫn quân Bắc phạt, bắt sống Khả hãn Hiệt Lợi và tiêu diệt nhà nước này. Sau chiến thắng này, các bộ lạc thảo nguyên lần lượt quy phục nhà Đường, tôn Đường Thái Tông là "Thiên Khả Hãn". Trong những năm cuối đời, Thái Tông tiếp tục thực hiện các chiến dịch lớn về phía Tây nhằm vào các tiểu quốc ốc đảo nằm dọc theo Con đường tơ lụa tại Lòng chảo Tarim như Cao Xương vào năm 640, Yên Kỳ vào năm 644 và 648, và Quy Từ vào năm 648. Sau khi Thái Tông qua đời vào năm 649, Đường Cao Tông tiếp tục khuếch trương thế lực về phía Tây. Năm 657, sau khi tướng Tô Định Phương đánh bại được Khả hãn A Sử Na Hạ Lỗ, Hãn quốc Tây Đột Quyết chính thức bị Đại Đường thôn tính.
Tại khu vực Đông Bắc, Thái Tông phát động một cuộc xâm lược quy mô lớn nhằm vào Cao Câu Ly vào năm 644. Tuy giành được những thắng lợi sơ khởi song quân Đường phải rút lui do không thể xuyên thủng phòng tuyến của Uyên Cái Tô Văn (603–666). Năm 660, dưới thời Cao Tông, quân Đường với sự trợ giúp của Tân La đã thành công đánh bại Bách Tế. Tàn quân Bách Tế cầu viện đồng minh là Yamato (Nhật Bản), song liên quân hai nước này bị quân Đường và Tân La dưới sự chỉ huy của Tô Định Phương và Kim Dữu Tín (595–673) tiêu diệt trong trận Bạch Giang vào tháng 8 năm 663. Về phần Cao Câu Ly, nước này đã bị suy yếu trầm trọng bởi những xung đột nội bộ và việc để mất nhiều thành trì trọng yếu ở biên ải vào tay quân Đường trong năm 645. Năm 668, Cao Câu Ly thất thủ trước liên quân Đường – Tân La do Lý Thế Tích (594–669) chỉ huy.

### Võ hậu cướp ngôi

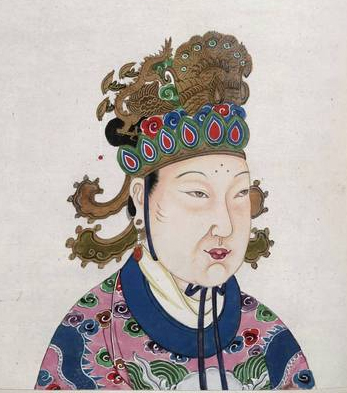
Võ Tắc Thiên là nữ hoàng đế đầu tiên và duy nhất được công nhận trong lịch sử Trung Quốc. Bà điều khiển chính sự dưới triều đại của chồng và hai con trước khi đích thân trở thành hoàng đế.

Tuy nhập cung với danh phận tài nhân thấp kém, Võ Tắc Thiên vươn lên nắm giữ quyền lực tối thượng vào năm 690 và thành lập triều đại Võ Chu tồn tại trong một thời gian ngắn. Võ hậu giành được đại quyền bằng những thủ đoạn tàn nhẫn và đầy toan tính. Một trong những thuyết âm mưu nổi tiếng nhất cho rằng chính Võ Tắc Thiên đã giết con gái và đổ lỗi cho Vương Hoàng hậu, khiến bà bị phế truất. Năm 655, Cao Tông đột quỵ, Võ hậu buông rèm nhiếp chính, đích thân xử lý quốc sự với các đại thần. Nhiều người nghi ngờ chính bà là người ra tay sát hại con ruột là Thái tử Lý Hoằng khi ông đột ngột qua đời năm 675. Nguyên nhân có thể là do ông đã dần chứng tỏ thực lực bản thân và thường xuyên ra mặt ủng hộ những chính sách mà Võ hậu phản đối. Thái tử kế tiếp, Lý Hiền, tuy cam chịu thủ phận, nhưng vẫn bị mẹ khép vào tội mưu phản và đày đến biên ải, ít lâu sau thì bị bức tử.
Năm 683, Đường Cao Tông băng hà và được nối ngôi bởi người con lớn tuổi nhất còn sống của Võ hậu là Đường Trung Tông. Trung Tông cố gắng bổ nhiệm quốc cữu làm tể tướng, nhưng đã bị Võ hậu phế truất và thay thế bởi em trai là Duệ Tông chỉ sau sáu tuần tại vị. Sự việc đã kích động một nhóm tông thất nổi dậy vào năm 684, nhưng họ bị triều đình đàn áp chỉ trong vòng hai tháng. Ngày 16 tháng 10 năm 690, Võ hậu cải nguyên niên hiệu thành Thiên Thuận, quốc hiệu thành Chu (周), chính thức lên ngôi đại thống, trở thành nữ hoàng đế đầu tiên và duy nhất trong lịch sử Trung Quốc. Đường Duệ Tông bị giáng xuống làm thái tử và bị buộc phải đổi sang họ Võ của mẹ.
Trong khoảng thời gian tại vị, về mặt đối nội, Võ Tắc Thiên tập trung phát triển kinh tế xã hội, tiến hành cải cách chữ viết, duy trì sự ổn định trong nước. Về mặt đối ngoại, bà tiến hành các cuộc chiến ở Nội Á, giành lại quyền kiểm soát lãnh thổ An Tây độ hộ phủ từng rơi vào tay người Thổ Phồn. Là một người sùng đạo, Võ Tắc Thiên khuyến khích phát triển Phật giáo, hạ lệnh trong nước tích cực xây dựng chùa chiền, tăng cường biên dịch kinh Phật. Sau 15 năm tại vị, Võ Tắc Thiên bị ép phải thoái vị vào này 22 tháng 2 năm 705 trong một cuộc chính biến cung đình. Đường Trung Tông phục vị, khôi phục quốc tính thành họ Lý và quốc hiệu "Đường" như cũ. Vài tháng sau, Võ hậu qua đời.
Trước khi lên ngôi, nhằm hợp pháp hóa quyền cai trị của mình, Võ hậu đã cho một nhóm nhà sư biên soạn Đại Vân kinh (大雲經)  ca ngợi bà là Phật Di Lặc hóa thân xuống trần gian để trở thành một vị Chuyển Luân Thánh Vương làm chủ thiên hạ, phổ độ chúng sinh. Phần lớn các cải cách của Võ Tắc Thiên đều bị những người kế nhiệm hủy bỏ sau khi bà qua đời. Tuy nhiên, có thể nói, thành tựu lớn nhất của Võ Tắc Thiên là hạn chế quyền lực của tầng lớp quý tộc Tây Bắc, tạo điều kiện cho những người đến từ các gia tộc khác hay khu vực khác của Trung Quốc có cơ hội thể hiện tiếng nói trong triều đình.

### Triều đại của Đường Huyền Tông

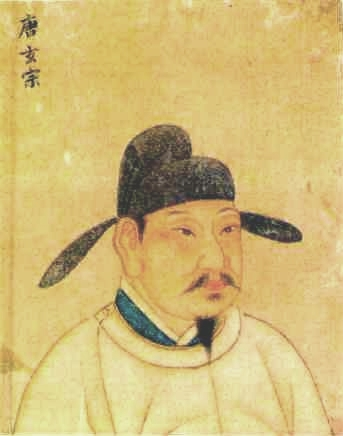
Trong thời gian Đường Huyền Tông nắm quyền, nhà Đường bước vào thời thịnh trị kéo dài 40 năm, gọi là Khai Nguyên thịnh thế (開元盛世)

Dưới và sau triều đại của Võ Tắc Thiên, chốn cung đình xuất hiện nhiều nữ nhân nổi bật, bao gồm Thượng Quan Uyển Nhi (664–710), một nhà thơ, nhà văn và nội quan thân cận của Võ hậu, giữ nhiệm vụ xử lý tấu chương. Năm 706, Vi Hoàng hậu (mất 710) thuyết phục Đường Trung Tông cho phép mình cùng các chị em ruột và con gái của bà tham dự triều chính. Năm 709, bà yêu cầu hoàng đế trao cho nữ giới quyền mẹ truyền con nối (mà trước đây vốn chỉ là cha truyền con nối). Năm 710, Vi Hoàng hậu hạ độc sát hại Trung Tông, đưa Thái tử Lý Trọng Mậu mới 15 tuổi lên ngôi. Hai tuần sau, Lý Long Cơ cùng thủ hạ vào cung giết Vi Hoàng hậu, phục hồi đế vị cho cha là Duệ Tông. Tương tự như Trung Tông trước đó, Duệ Tông hoàn toàn không có thực quyền khi ông bị Thái Bình công chúa khống chế. Tình trạng nữ nhi tham chính chỉ kết thúc khi Duệ Tông truyền ngôi cho Lý Long Cơ, tức Đường Huyền Tông và âm mưu chính biến của Thái Bình công chúa bị dập tắt vào năm 712.
Nhà Đường bước vào giai đoạn đỉnh cao dưới triều đại kéo dài 44 năm của Đường Huyền Tông, một thời kỳ hoàng kim được đánh dấu bởi tỷ lệ lạm phát kinh tế thấp cùng lối sống cung đình không quá phô trương. Được xem là một nhà lãnh đạo cấp tiến và nhân từ, Huyền Tông thậm chí đã bãi bỏ án tử hình vào năm 747. Tất cả các án tử hình đều phải do đích thân hoàng đế phê chuẩn (số lượng tương đối ít, ví dụ năm 730 chỉ có tổng cộng 24 vụ hành quyết được thông qua). Huyền Tông cố gắng giữ cân bằng chính trị bằng cách bổ nhiệm các phe phái vào những vị trí trong lục bộ một cách công bằng. Là một người thấm nhuần tư tưởng Nho giáo, Thượng thư hữu thừa tướng Trương Cửu Linh (673–740) thực hiện các biện pháp nhằm giảm thiểu lạm phát và gia tăng nguồn cung tiền bằng cách duy trì sự lưu thông của tiền đúc tư nhân. Tuy nhiên, chính sách tiền tệ của nhà Đường đã thay đổi dưới nhiệm kỳ của người kế nhiệm Lý Lâm Phủ. Là một người trưởng giả, kỹ trị, ông ủng hộ sự độc quyền của triều đình đối với việc phát hành tiền đúc. Kể sau năm 737, Huyền Tông đặt sự tin tưởng vào Lý Lâm Phủ, người ủng hộ chính sách đối ngoại bành trướng và sử dụng các tướng lĩnh không phải là người Hán. Tuy nhiên, chính sách này rốt cuộc đã tạo điều kiện cho một cuộc nổi dậy quy mô lớn chống lại nhà Đường.

### Loạn An Sử và thiên tai

Bản đồ 10 phiên trấn và binh lực của họ dưới thời Đường Huyền Tông

Nhà Đường đang trong thời kỳ hoàng kim vào giữa thế kỷ 8 khi Loạn An Sử bùng nổ phá hủy sự thịnh vượng của đế quốc. An Lộc Sơn, một viên tướng gốc Túc Đặc–Đột Quyết, được giao nhiệm vụ trấn giữ biên giới phía bắc trước người Khiết Đan kể từ năm 744, song các chiến dịch của ông ta đa phần đều không mang lại kết quả nào. Tuy nhiên, nhờ được lòng hoàng đế, An Lộc Sơn trở thành Tiết độ sứ Hà Đông, Bình Lô, Phạm Dương, nắm giữ trong tay toàn bộ khu vực Đông Bắc và 1/3 binh mã triều đình, cho phép ông có thể nổi dậy với một đội quân trên 10 vạn người. Sau khi chiếm được Lạc Dương, An Lộc Sơn xưng đế và tuyên bố thành lập nước Yên. Tuy giành được một số thắng lợi sơ khởi song quân đội triều đình, vốn chủ yếu là dân binh, dưới trướng Quách Tử Nghi (697–781) không thể chống cự lâu trước đội quân dày dặn kinh nghiệm trận mạc nơi biên ải của An Lộc Sơn. Trước sự áp sát của quân nổi dậy, triều đình nhà Đường bị buộc phải triệt thoái khỏi Trường An. Trong lúc Thái tử Lý Hanh chạy tới Sơn Tây để mộ binh còn Huyền Tông chạy vào đất Thục, nhà Đường đã phải cầu viện Hãn quốc Hồi Cốt. Khả hãn Bayanchur khi hay tin đã rất phấn khích, ngay lập tức gả con gái cho sứ giả nhà Đường khi ông ta vừa tới nơi, đổi lại, vị khả hãn trở thành phò mã nhà Đường. Người Hồi Cốt giúp nhà Đường chiếm lại kinh đô Trường An, nhưng không chịu rút lui cho đến khi nhà Đường chịu trả một khoản cống nạp khổng lồ bằng lụa. Ngoài Hồi Cốt, nhà Đường còn nhận được sự hỗ trợ từ nhà Abbas của người Ả Rập Hồi giáo. Cũng trong thời gian này, người Thổ Phồn lợi dụng chiến loạn ở Trung Nguyên để đánh phá nhiều khu vực nằm dưới sự kiểm soát của người Hán ở Trung Á. Ngay cả sau khi Thổ Phồn  sụp đổ vào năm 842 (tiếp đó là người Hồi Cốt), nhà Đường không còn đủ sức để giành lại lãnh thổ Trung Á đã mất sau năm 763. Những tổn thất mà Loạn An Sử gây ra nghiêm trọng tới mức nửa thế kỷ sau, các thí sinh tham gia kỳ thi tiến sĩ được yêu cầu viết bài luận về nguyên nhân dẫn đến sự suy yếu của nhà Đường. Dù An Lộc Sơn đã bị một hoạn quan hạ sát vào năm 757, song chiến loạn chỉ kết thúc khi thủ lĩnh quân nổi dậy là Sử Tư Minh bị chính con trai ruột sát hại vào năm 763.

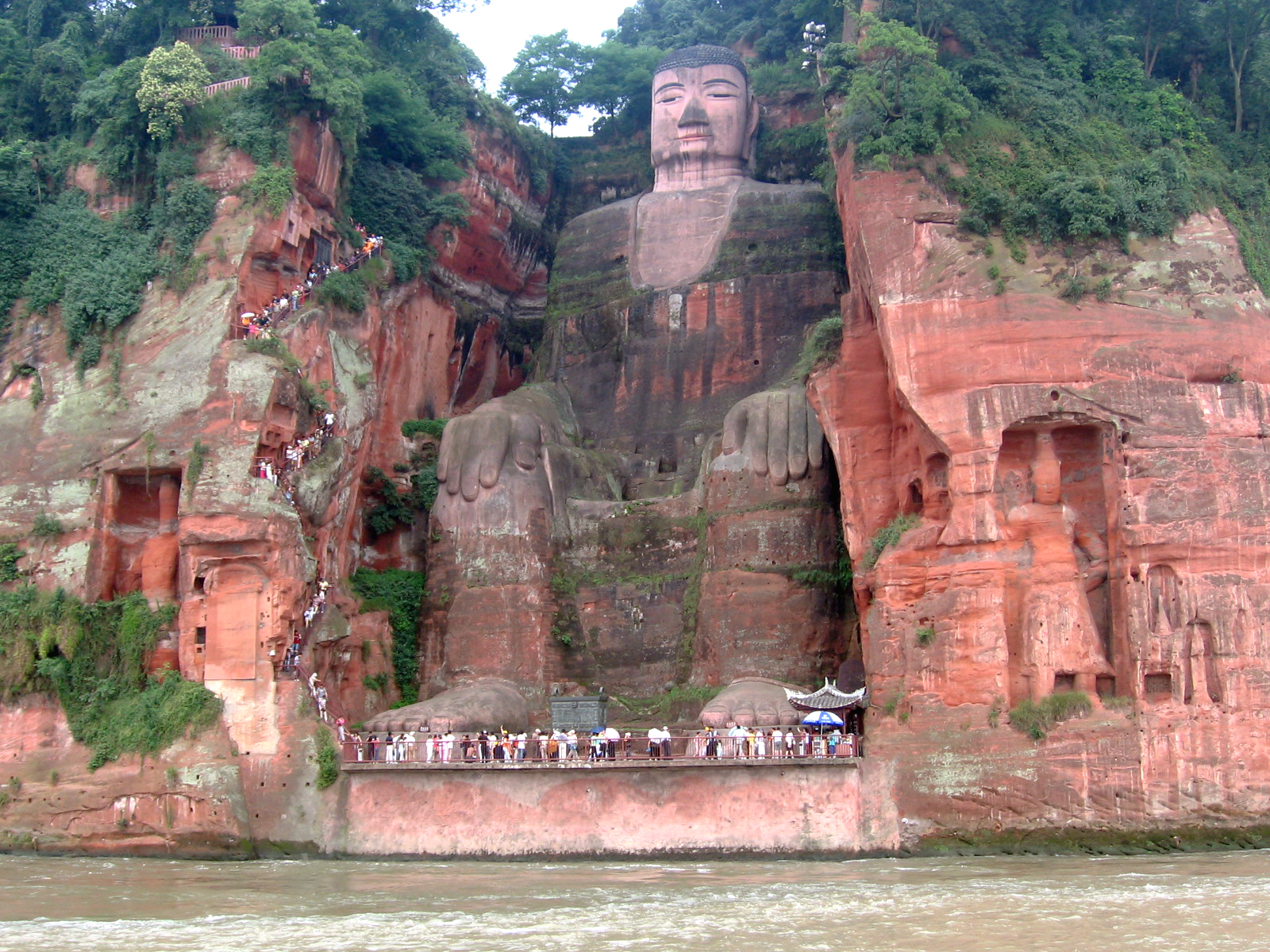
Lạc Sơn Đại Phật, cao 71 m; khởi công năm 713, hoàn thành năm 803

Một trong những di sản mà chính quyền nhà Đường để lại sau năm 710 là sự trỗi dậy của các tiết độ sứ, những người dần dần thách thức chính quyền trung ương. Sau Loạn An Sử, quyền lực và mức độ tự trị mà các tiết độ sứ Hà Bắc có được đã vượt ra ngoài tầm kiểm soát của chính quyền trung ương. Sau hàng loạt các cuộc nổi dậy giữa năm 781 và 784, tại các vùng Hà Bắc, Sơn Đông, Hồ Bắc và Hà Nam ngày nay, triều đình nhà Đường đã phải chính thức công nhận tính thế tập đối với chức vị tiết độ sứ. Để đề phòng ngoại xâm hoặc nội loạn, chính quyền nhà Đường buộc phải dựa dẫm vào các tiết độ sứ. Triều đình phải thừa nhận quyền duy trì quân đội riêng, thu thuế của các tiết độ sứ và thậm chí là cho phép con cái họ thừa hưởng tước vị của cha. Theo thời gian, những võ quan này dần dần làm phai mờ sự ảnh hưởng của các quan văn được tuyển chọn thông qua hình thức khảo thí. Sự cai trị của các tiết độ sứ hùng mạnh này chỉ kết thúc vào năm 960 khi nhà Tống tiến hành cải cách hành chính. Bên cạnh đó, chế độ Quân điền bị bãi bỏ tạo điều kiện cho mọi người có thể tự do mua bán đất đai. Nhiều người nghèo lâm vào cảnh nợ nần, buộc phải bán đất làm thuê cho các gia đình địa chủ, dẫn đến sự hình thành và phát triển nhanh chóng của hàng loạt điền trang lớn. Cùng với sự sụp đổ của chế độ quân điền sau năm 755, chính quyền trung ương gần như đánh mất vai trò quản lý nông nghiệp, chỉ còn đơn thuần là người thu sưu thuế trong khoảng một thiên niên kỷ, với một vài ngoại lệ như công cuộc quốc hữu hóa đất đai thất bại của nhà Tống trong cuộc chiến với người Mông Cổ ở thế kỷ 13.

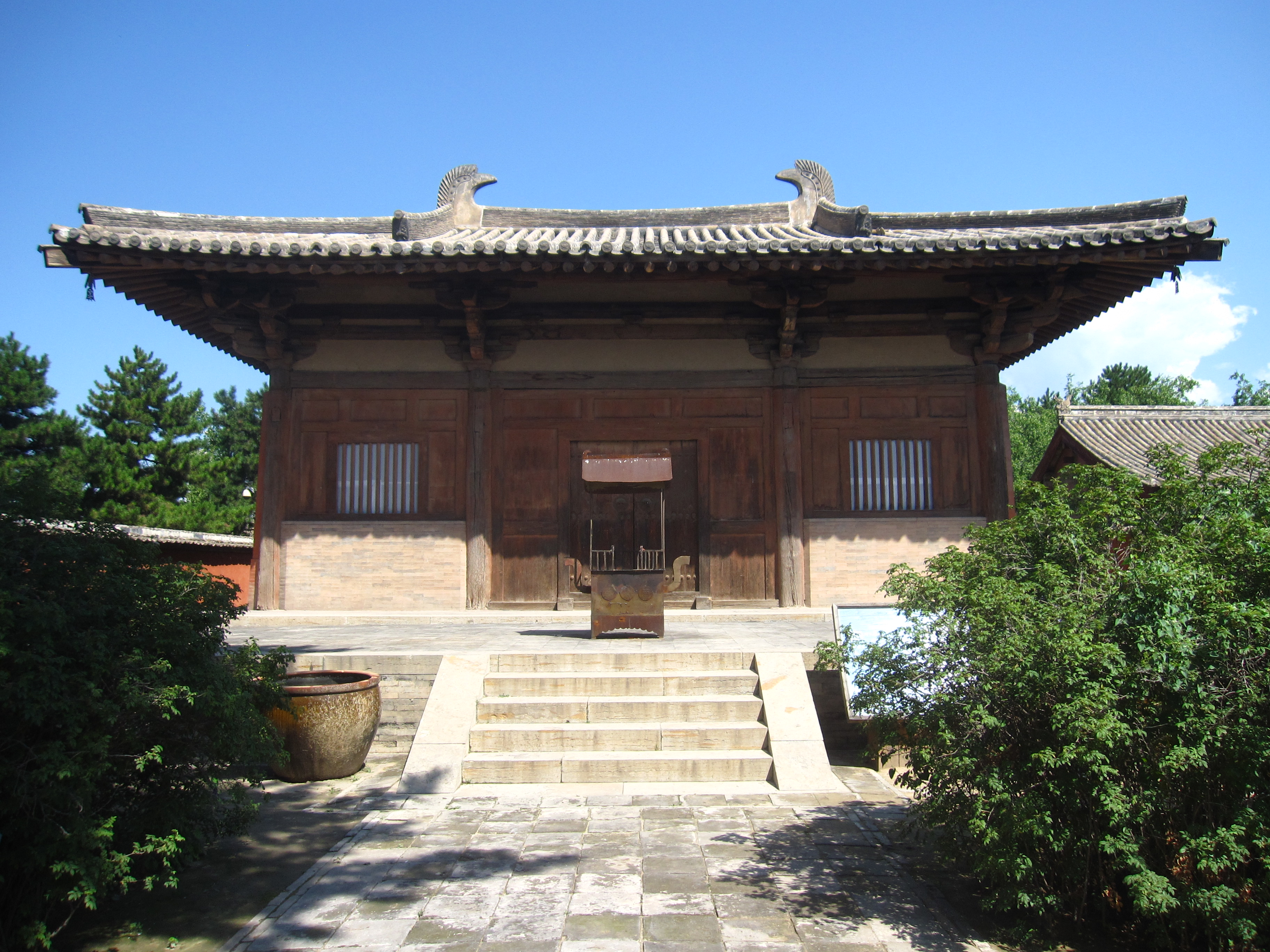
Nam Thiền tự trên Ngũ Đài sơn, xây dựng vào thế kỷ 8

Với việc chính quyền trung ương đánh mất quyền kiểm soát đối với nhiều khu vực khác nhau, ghi chép cho thấy vào năm 845, có những nhóm thảo khấu, thủy tặc quy mô hàng trăm  người thường xuyên cướp bóc các khu dân cư dọc theo sông Trường Giang mà không gặp phải sự chống cự nào. Năm 858, một trận lụt lớn dọc Đại Vận Hà đã làm ngập nhiều vùng đất và địa hình rộng lớn của Bình nguyên Hoa Bắc, khiến hàng vạn người chết đuối. Hàng loạt thiên tai ập đến khiến nhiều người dân tin rằng nhà Đường đã đánh mất thiên mệnh. Năm 873, mùa màng thất bát đã làm lung lay đế quốc Đại Đường, với sản lượng lương thực tại một số khu vực chỉ đạt một nửa, dẫn đến hàng vạn người phải đối mặt với nạn đói. Vào thời Sơ Đường, triều đình đủ khả năng để có thể ứng phó hiệu quả trước những nguy cơ mất mùa. Ví dụ, trong khoảng thời gian 714–719, chính quyền nhà Đường đã ứng phó thiên tai một cách hiệu quả bằng cách mở rộng hệ thống Thường Bình thương (常平倉) điều tiết giá cả lương thực cả nước. Thông qua đó, chính phủ có thể xây dựng kho dự trữ lương thực, ngăn chặn nạn đói tiềm ẩn và tăng năng suất nông nghiệp thông qua khai hoang. Tuy nhiên, sang thế kỷ thứ 9, triều đình gần như bất lực trong việc đối phó với thiên tai.

### Tái thiết và phục hồi

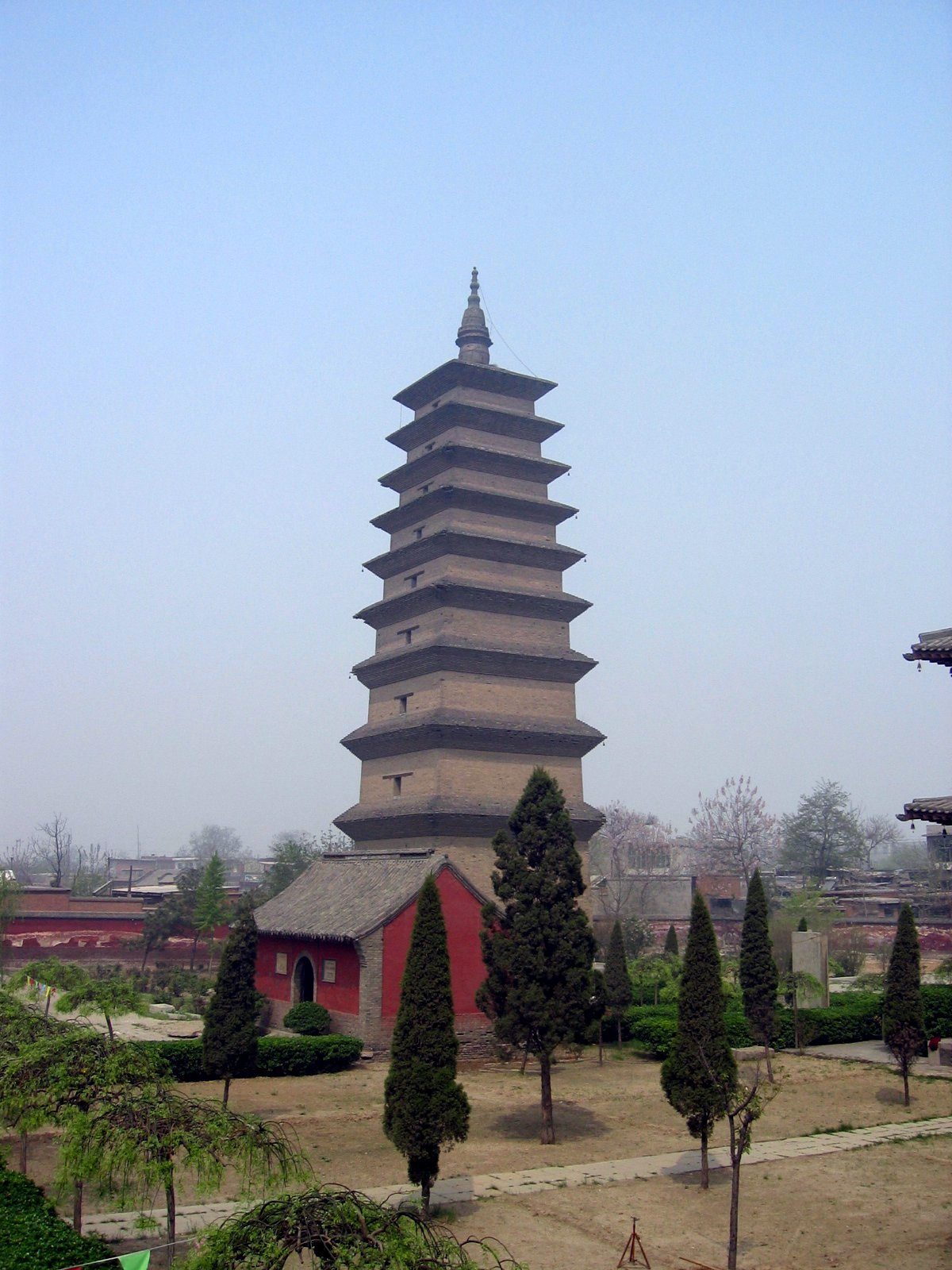
Tháp Tu Di ở Chính Định, Hà Bắc, xây dựng năm 636

Mặc dù các cuộc thiên tai và nổi loạn cản trở chính quyền trung ương hoạt động một cách hiệu quả, nửa đầu thế kỷ 9 vẫn được xem là giai đoạn phục hồi của nhà Đường. Việc chính phủ rút khỏi vai trò quản lý kinh tế đã vô tình kích thích thương mại, khi ngày càng có nhiều thị trường với ít hạn chế quan liêu xuất hiện. Năm 780, các loại thuế đinh, thuế hộ và thuế ruộng (tô dung điệu) được thay thế bằng thuế nửa năm trả bằng tiền mặt (lưỡng thuế pháp), đánh dấu sự chuyển dịch sang nền kinh tế tiền tệ được tầng lớp thương nhân thúc đẩy. Các thành phố vùng Giang Nam như Dương Châu, Tô Châu và Hàng Châu phát triển mạnh mẽ về mặt kinh tế vào thời Vãn Đường. Nền độc quyền muối của chính phủ đã suy yếu sau Loạn An Sử, nay được đặt dưới sự kiểm soát của một cơ quan quản lý muối. Cơ quan này theo thời gian dần trở thành một trong những cơ quan nhà nước quyền lực nhất, được điều hành bởi các vị quan năng lực có chuyên môn. Quan phủ tiến hành bán muối độc quyền cho thương nhân, sau đó thương nhân sẽ vận chuyển và bán cho người dân tại các thị trường địa phương với giá cao. Năm 799, lợi nhuận từ muối chiếm một nửa doanh thu chính phủ. S.A.M. Adshead cho rằng hình thức thuế muối thời nhà Đường là "lần đầu tiên [trong lịch sử], thuế gián thu, thay vì thuế đánh trực tiếp vào đất đai hoặc con người, hay lợi nhuận từ các doanh nghiệp nhà nước như hầm mỏ, trở thành nguồn thu chính của một nước lớn." Ngay cả khi quyền lực chính quyền trung ương bị lung lay trong nửa sau thế kỷ thứ 8, triều đình vẫn có thể hoạt động và ban hành chính lệnh trên quy mô lớn. Cựu Đường thư, biên soạn vào năm 945, ghi lại rằng vào năm 828, triều đình đã ban hành sắc lệnh tiêu chuẩn hóa máy bơm xích vận hành thủ công bằng chân (翻車) dùng cho tưới tiêu trên phạm vi toàn quốc:
Thái Hòa năm thứ hai [828], tháng hai [...] triều đình xuống chiếu [áp dụng] một kiểu mẩu máy bơm xích (牙車) tiêu chuẩn, dân chúng phủ Kinh Triệu được lệnh chế tạo số lượng lớn máy móc nhằm phân phát cho người dân dọc theo kênh Trịnh Bạch (鄭白渠), phục vụ cho mục đích tưới tiêu.
Vị hoàng đế đầy tham vọng cuối cùng của nhà Đường là Đường Hiến Tông (trị. 805–820). Triều đại của ông được hỗ trợ bởi các cải cách tài khóa thi hành vào thập niên 780. Hoàng đế sở hữu trong tay lực lượng Thần Sách quân tinh nhuệ đóng tại phủ Kinh Triệu, với số lượng binh lính lên tới 24 vạn người vào năm 798. Giữa các năm 806 và 819, Hiến Tông thực hiện tổng cộng bảy chiến dịch quân sự lớn nhằm bình định các phiên trấn không quy phục triều đình. Ngoại trừ hai trấn, toàn bộ các phiên trấn đều lần lượt quy thuận triều đình. Dưới triều đại của mình, Hiến Tông tạm thời chấm dứt chế độ cha truyền con nối ở các phiên trấn bằng cách bổ nhiệm những tướng lĩnh thân cận và biên chế các quan văn vào các cơ quan hành chính địa phương. Tuy nhiên, các vị hoàng đế kế nhiệm ông tỏ ra kém năng lực, thường xuyên dành nhiều thời gian tiêu khiển, săn bắn, yến tiệc hay chơi các môn thể thao ngoài trời. Điều này cho phép hoạn quan thâu tóm quyền lực, trong khi quan viên lại chia bè đảng, tranh quyền lẫn nhau. Nhằm diệt trừ nạn hoạn quan tham chính, Đường Văn Tông âm mưu thực hiện một cuộc chính biến cung đình nhưng không thành công. Thay vào đó, các đại thần ủng hộ ông bị hoạn quan hành quyết công khai ở khu chợ Tây thành Trường An. Sau sự kiện này, cục diện hoạn quan lộng quyền tiếp tục cho đến tận những năm cuối triều Đường.

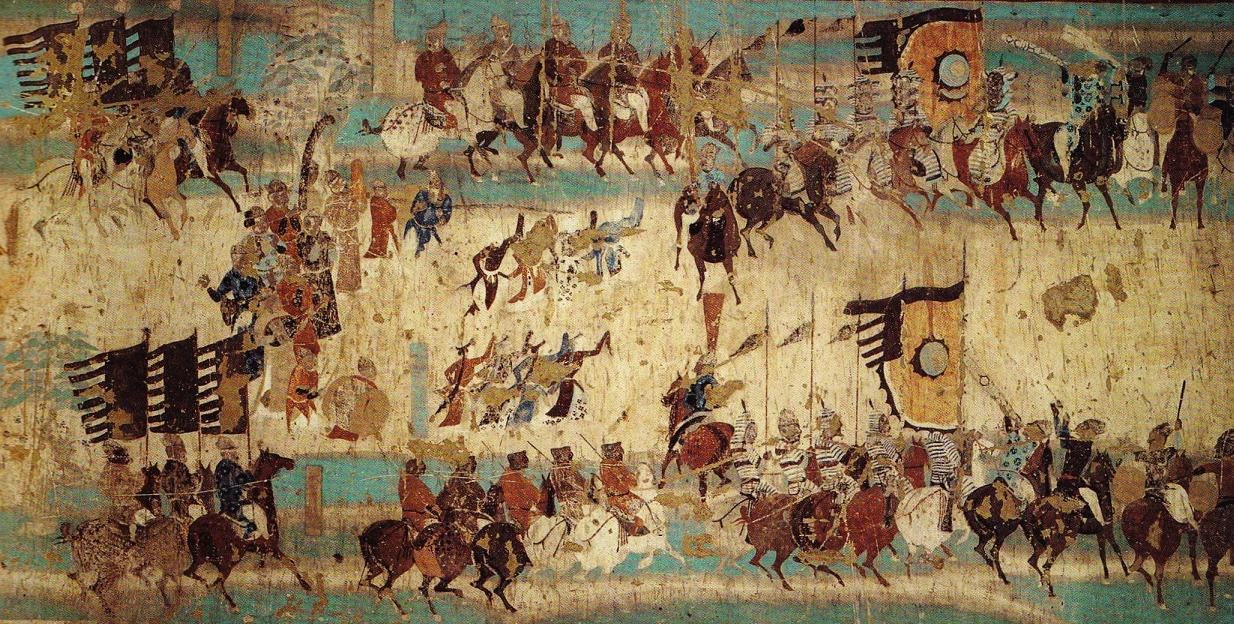
Bích họa thời Vãn Đường miêu tả Trương Nghị Triều thống quân đẩy lui Thổ Phồn. Hang số 156 trong quần thể hang Mạc Cao.

Nhà Đường khôi phục quyền kiểm soát gián tiếp đối với một số lãnh thổ cũ ở phía Tây như Hành lang Hà Tây và Đôn Hoàng ở Cam Túc. Năm 848, một viên tướng người Hán là Trương Nghĩa Triều từ Sa Châu đã nhân khi Thổ Phồn có nội loạn, nổi dậy giành quyền kiểm soát khu vực rồi đem lãnh thổ quy phục triều Đường. Trương Nghĩa Triều sau đó được Đường Tuyên Tông phong làm Sa Châu phòng ngự sử và Quy Nghĩa quân tiết độ sứ.

### Sụp đổ
Bên cạnh thiên tai cũng như nạn phiên trấn cát cứ, Khởi nghĩa Hoàng Sào nổ ra vào năm 874 khiến triều đình nhà Đường phải mất cả thập kỷ để đàn áp. Hai thành Trường An và Lạc Dương bị cướp phá, quốc lực nhà Đường ngày càng suy kiệt và vĩnh viễn không thể phục hồi sau cuộc nổi dậy này, tạo điều kiện cho các thế lực quân sự trỗi dậy và thay thế. Các băng đảng thổ phỉ lớn hoành hành ở các vùng nông thôn vào những năm cuối triều Đường, tổ chức buôn lậu muối bất hợp pháp, phục kích cướp bóc các đoàn thương nhân hay thậm chí là vây hãm nhiều thành trì. Trong bối cảnh nạn cướp bóc hoành hành và xung đột phe phái trong triều đình giữa hoạn quan và quan lại, các gia đình thuộc tầng lớp quý tộc, vốn tích lũy được nhiều đất đai và chức vụ, phần lớn đều mất tài sản hoặc bị cho ra rìa.
Vào hai thập kỷ cuối cùng của nhà Đường, sự sụp đổ từ từ của chính quyền trung ương dẫn đến sự trỗi dậy của hai nhân vật quân sự hùng mạnh đối địch nhau, tranh giành quyền kiểm soát miền Bắc Trung Quốc, là Chu Ôn và Lý Khắc Dụng. Quân đội nhà Đường đánh bại Hoàng Sào với sự giúp đỡ từ bộ tộc Sa Đà dân tộc Đột Quyết ở Sơn Tây. Với những chiến công của mình, Lý Khắc Dụng được phong làm tiết độ sứ, tước vị Tấn Vương và được ban quốc tính. Chu Ôn vốn là một tay buôn lậu muối, sau trở thành một tướng lĩnh trong đội quân nổi dậy của Hoàng Sào, nhưng đã quy thuận triều đình. Nhờ có công trong cuộc chiến chống Hoàng Sào, Chu Ôn được ban tên "Toàn Trung" và được bổ nhiệm làm Tuyên Vũ tiết độ sứ.
Năm 901, từ cơ sở quyền lực tại thành Đại Lương (Khai Phong ngày nay), Chu Toàn Trung giành quyền kiểm soát kinh đô Trường An, khống chế thiên tử. Năm 903, ông ép Đường Chiêu Tông phải dời đô đến Lạc Dương, chuẩn bị cho âm mưu soán vị. Năm 904, ông sát hại Đường Chiêu Tông, tôn hoàng tử Lý Chúc mới 12 tuổi làm hoàng đế mới, tức Đường Ai Đế. Để ngăn ngừa sự phản kháng, trong hai năm 905 và 906, Chu Toàn Trung sát hại toàn bộ anh em cũng như mẹ của Đường Ai Đế là Hà Thái hậu và hàng chục quan lại trong triều. Năm 907, Chu Toàn Trung soán ngôi nhà Đường, thành lập nhà Hậu Lương, mở đầu thời kỳ Ngũ đại Thập quốc. Năm 908, Chu Toàn Trung hạ độc giết Đường Ai Đế.
Đại kình địch của Chu Toàn Trung là Lý Khắc Dụng qua đời vào năm 908, nhưng vì lòng trung thành với nhà Đường, ông không bao giờ xưng đế. Con trai của ông là Lý Tồn Úc (tức Hậu Đường Trang Tông) thừa hưởng tước vị Tấn vương và chức vụ Hà Đông tiết độ sứ của cha, tiếp tục cuộc chiến trường kỳ chống lại Hậu Lương. Năm 923, Lý Tồn Úc xưng đế, khôi phục quốc hiệu "Đường". Cuối năm đó, ông tiêu diệt nhà Hậu Lương, thống nhất miền Bắc Trung Quốc. Miền Nam Trung Quốc sẽ vẫn bị chia cắt thành nhiều vương quốc nhỏ khác nhau cho đến khi phần lớn Trung Quốc được thống nhất dưới thời nhà Tống (960–1279). Giai đoạn này cũng chứng kiến sự trỗi dậy của nhà Liêu của người Khiết Đan, trở thành thế lực kiểm soát khu vực Đông Bắc Trung Quốc và Mãn Châu. Mặc dù thủ lĩnh người Khiết Đan là Gia Luật A Bảo Cơ từng liên minh cùng Lý Khắc Dụng để chống Chu Toàn Trung, nhưng chính nhà Liêu cuối cùng đã hỗ trợ một thủ lĩnh Sa Đà khác là Thạch Kính Đường lật đổ Hậu Đường và thành lập nhà Hậu Tấn vào năm 936.

## Hành chính và chính trị

### Luật pháp và thể chế chính trị

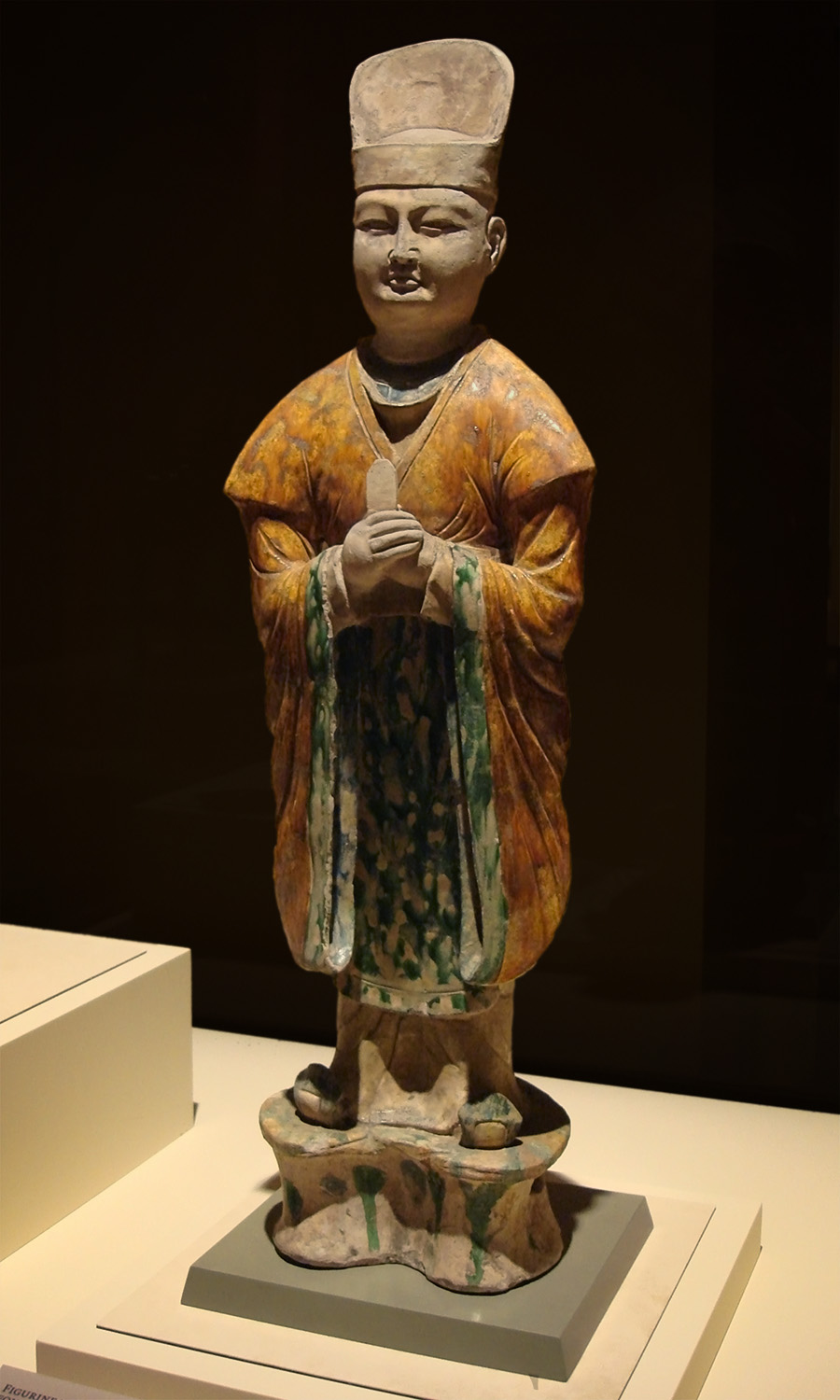
Tượng đất nung Tam thải của một vị quan trong triều phục, đầu đội mũ quyển vân, tay cầm hốt.

Sau khi lên ngôi, Đường Thái Tông thực hiện nhiều cải cách nhằm giải quyết các vấn đề nội bộ từng là mối họa của các triều đại trước đó. Ông tham khảo luật cũ triều Tùy để san định bộ pháp điển mới, gọi là Đường luật (唐律), trở thành cơ sở cho hệ thống luật pháp của các triều đại sau này và các nước lân bang như Việt Nam, Nhật Bản và Triều Tiên. Bộ Đường luật sớm nhất còn tồn tại đến ngày nay, "Vĩnh Huy luật sớ", ban hành vào năm 653, gồm 12 quyển chia thành 500 điều, quy định các tội danh và hình phạt khác nhau, với thứ tự khung hình phạt từ nhẹ nhất đến nặng nhất là "si hình" (đánh roi), "trượng hình" (đánh trượng), "lưu hình" (đày), "đồ hình" (lao động khổ sai) và "tử hình" (giết).
Luật nhà Đường nhìn chung tuy khoan dung hơn luật pháp các triều đại trước, song vẫn phản ánh sự phân biệt đẳng cấp và giai cấp, ví dụ nếu tôi tớ giết chủ hoặc cháu giết chú, hình phạt sẽ khác với chủ giết tớ, hoặc chú giết cháu. Tóm lại, nếu một người nằm trong diện "bát nghị" phạm tội, chỉ cần không phạm phải một trong thập ác, đều có thể được giảm nhẹ hoặc miễn chịu hình phạt. Luật pháp nhà Đường là cơ sở hình thành và phát triển của hệ thống pháp luật Trung Hoa sau này. Hình thức và nội dung cơ bản của Đường luật tuy phần lớn được giữ nguyên trong pháp điển các triều đại sau này, song một số chỗ đã được sửa chữa và san định, chẳng hạn như những cải thiện về quyền sở hữu tài sản của phụ nữ trong luật lệ nhà Tống.
Nhà Đường kế thừa thể chế chính trị nhà Tùy, áp dụng quan chế Tam tỉnh Lục bộ. Tam tỉnh là Trung thư tỉnh, Môn hạ tỉnh và Thượng thư tỉnh, có nhiệm vụ biên soạn, xét duyệt và quán triệt chấp hành các chính lệnh, chính sách trung ương. Lục bộ trực thuộc Thượng thư tỉnh, bao gồm Lại bộ, Hộ bộ, Lễ bộ, Binh bộ, Hình bộ, Công bộ, có vai trò thi hành các chính sách, song mỗi bộ đều được giao những nhiệm vụ khác nhau. Hệ thống Tam tỉnh tuy không duy trì lâu dài sau khi nhà Đường chấm dứt, song hệ thống Lục bộ vẫn tiếp tục tồn tại đến khi chế độ quân chủ Trung Quốc sụp đổ vào năm 1912.
Tuy các vị hoàng đế sáng lập nhà Đường luôn muốn tái hiện lại sự vinh quang của nhà Hán (202 TCN–220), song tổ chức hành chính nhà Đường về cơ bản mô phỏng hệ thống cũ thời Nam–Bắc triều. Về mặt quân sự, nhà Đường duy trì chế độ Phủ binh của nhà Bắc Chu (thế kỷ thứ 6), binh lính khi thì đóng quân ở Trường An hoặc nơi biên ải, khi thì về địa phương canh tác ruộng đất. Nhà Đường kế thừa chế độ Quân điền từ triều Bắc Ngụy (386–534), song có nhiều cải tiến.

### Khoa cử

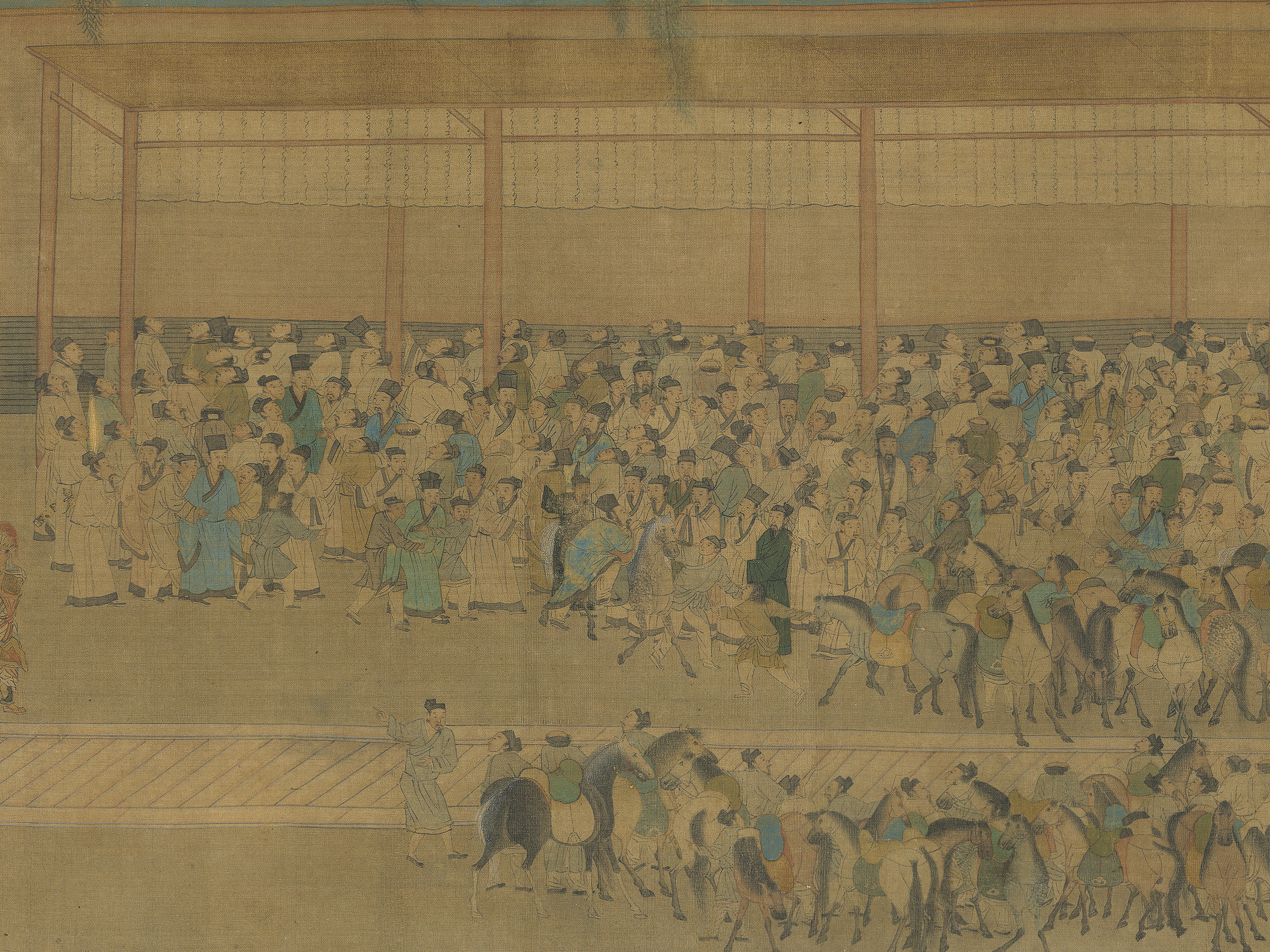
Sĩ tử xem tên những người được xướng danh trên bảng vàng. Họa phẩm của Cừu Anh.

Nhà Đường là triều đại đầu tiên trong lịch sử Trung Quốc hệ thống hóa chế độ tuyển chọn hiền tài bằng hình thức khảo thí. Sĩ tử đỗ đạt qua thi cử có thể được bổ nhiệm vào các chức vụ trong bộ máy quan liêu, có thể là ở địa phương hoặc trung ương. Ba loại khoa thi trong hệ thống khoa cử triều Đường là sinh đồ, cống cử và chế cử. Các sĩ tử đậu khoa sinh đồ và cống cử sẽ được chia thành ba hạng tú tài (秀才), tiến sĩ (進士) và minh kinh (明經). Mỗi hạng có cách thi khác nhau, trong đó tú tài thi về phương lược trị nước, tiến sĩ thi về tạp văn, thi phú và thời vụ, minh kinh thì yêu cầu sĩ tử thể hiện sự am hiểu về Ngũ kinh. Bên cạnh khả năng văn chương, các sĩ tử cũng sẽ được xét tuyển thông qua khả năng ứng xử, vẻ bề ngoài, tiếng nói, chữ viết. Những tiêu chí chọn lựa trên có phần thiên vị các sĩ tử dòng dõi trâm anh thế phiệt, trong khi những người có địa vị xã hội thấp, gia cảnh nghèo khó, không đủ tài chính chi trả thầy dạy, thì gặp nhiều hạn chế hơn. Mặc dù vào thời Đường, số lượng quan chức dân sự có xuất thân thế tộc là tương đối lớn, song tiền bạc và địa vị không phải là những điều kiện cần thiết của sĩ tử. Bất kỳ ai không xuất thân từ tầng lớp nghệ nhân hoặc thương nhân đều có thể tham gia các kỳ khoa cử bất kỳ. Tuy nhiên, những người sau khi thi đậu còn cần phải vượt qua kỳ khảo hạch của Bộ Lại mới có thể ra làm quan.
Để thúc đẩy và phổ biển Nho học, triều đình nhà Đường cho mở các trường lớp do nhà nước quản lý, đồng thời phát hành phiên bản tiêu chuẩn của Ngũ kinh kèm theo chú giải. Mặc dù mục đích chính của khoa cử là tìm kiếm hiền tài cho bộ máy chính quyền, song có lẽ một nguyên nhân khác mà các vị hoàng đế nhà Đường cân nhắc đó chính là ngăn ngừa sự lệ thuộc vào các gia đình thế phiệt bằng cách tuyển dụng một nhóm quan chức không vây cánh, không có thế lực đứng sau hậu thuẫn. Pháp chế nhà Đường đảm bảo sự phân chia tài sản một cách bình đẳng giữa những người con trong một gia đình, thúc đẩy tính linh động xã hội bằng cách ngăn chặn các gia đình quyền thế có thể trở thành tầng lớp quý tộc địa chủ nếu chỉ mỗi người con trai trưởng thừa kế toàn bộ tài sản. Hệ thống khoa cử tỏ ra thành công khi sĩ đại phu xây dựng được địa vị tại các cộng đồng địa phương, trong khi hình thành một thứ tinh thần kết nối con người họ với triều đình. Từ thời nhà Đường cho đến khi nhà Thanh kết thúc vào năm 1912, tầng lớp sĩ đại phu đóng vai trò trung gian giữa người dân và chính quyền.
Tuy nhiên, tiềm năng của hệ thống khoa cử không được khai phá hoàn toàn cho đến thời nhà Tống, thời điểm mà tầng lớp sĩ đại phu năng lực gần như chỉ xác lập địa vị xã hội của bản thân thông qua con đường khoa cử mà không phải là dựa vào xuất thân của mình.
Tuy chỉ được áp dụng ở quy mô nhỏ dưới thời Tùy Đường, hệ thống khoa cử [thời Tống] đã đóng một vai trò trọng yếu trong việc hình thành tầng lớp tinh hoa mới này (sĩ đại phu). Các hoàng đế thời sơ kỳ nhà Tống, trên hết quan tâm tới việc ngăn chặn tình trạng quân nhân cầm quyền, đã mở rộng đáng kể hệ thống tuyển dụng công chức cũng như hệ thống trường công lập.

### Ảnh hưởng chính trị của tôn giáo

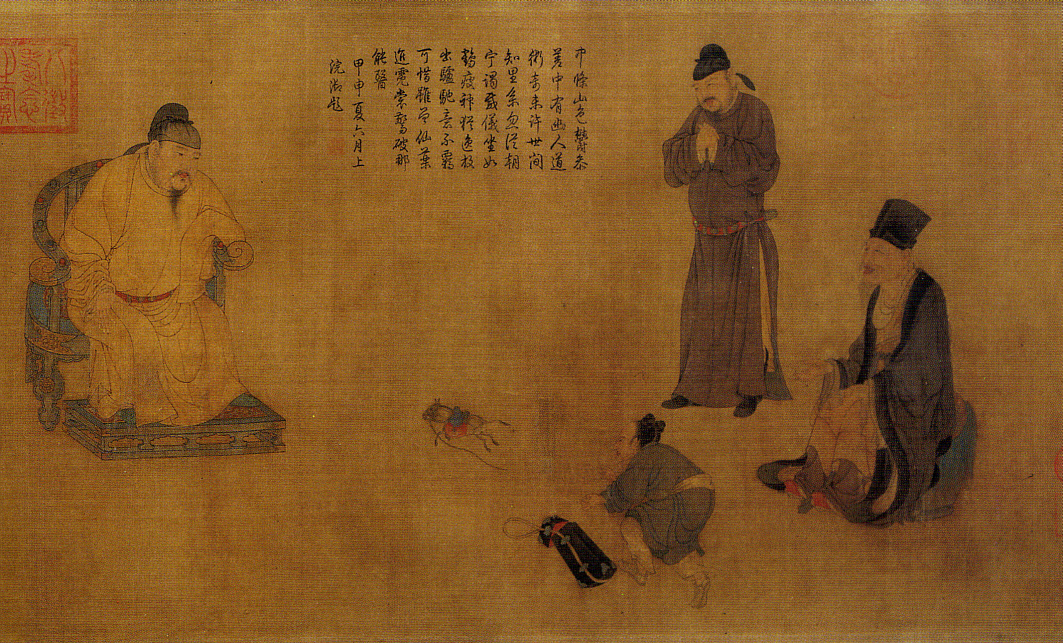
Đường Huyền Tông triệu kiến Trương Quả Lão, tranh vẽ đời Nguyên

Ngay từ buổi đầu triều đại, tôn giáo đã đóng một vai trò quan trọng trong đời sống chính trị nhà Đường. Trong canh bạc quyền lực của mình, Lý Uyên tuyên bố rằng ông là hậu duệ của Lão Tử, thủy tổ Đạo giáo, qua đó thu hút được một lượng lớn người ủng hộ. Những người muốn ra làm quan thường sẽ sắm sửa lễ vật, nhờ sư thầy làm lễ cúng. Trước khi Pháp nạn Hội Xương dưới thời Đường Vũ Tông (trị. 841–846) diễn ra, cả Đạo giáo lẫn Phật giáo đều được triều đình bảo hộ và hưởng nhiều chính sách ưu đãi.
Tôn giáo đóng vai trò trung tâm trong triều đại của Đường Huyền Tông (trị. 713–756). Hoàng đế đã triệu tập nhiều tăng sĩ và đạo sĩ tới hoàng cung để phục vụ mình. Ông cũng chủ trương xúc tiến Đạo giáo, sắc phong tước vị cho Lão Tử, Trang Tử, lại hạ lệnh các châu đều phải lập miếu thờ Lão tử. Các kinh điển Đạo giáo như Đạo đức kinh, Nam Hoa kinh trở thành các môn thi trong khoa cử. Năm 726, ông cho vời Đại sư người Thiên Trúc là Kim Cương Trí (671–741) thực hiện các nghi thức cầu mưa của Mật tông. Năm 742, Huyền Tông đích thân dâng hương trong lúc Đại sư Bất Không Kim Cương (705–774) lập pháp đàn, niệm trì chú để quân Đường xuất quân giành thắng lợi.
Đường Huyền Tông quản lý chặt chẽ tài chính tôn giáo. Khi mới lên ngôi vào năm 713, ông đã để mắt tới một tự viện Phật giáo lớn ở Trường An, vốn tích lũy được rất nhiều của cải vì có vô số người đến chùa sám hối, để lại vàng bạc châu báu làm lễ vật. Mặc dù tự viện này tuyên bố sử dụng số của cải trên cho việc thiện, song Huyền Tông lại cho rằng chùa có hành vi gian lận tài chính, cho nên đã hạ lệnh tịch thu của cải và phân phát cho các tự viện Phật giáo hoặc đạo quán Đạo giáo khác. Ông cũng dùng số tiền tịch thu được để đúc tượng, xây nhà cửa, cầu cống. Năm 714, ông trao độc quyền bán kinh Phật cho nhà chùa, đồng thời nghiêm cấm các cửa hàng ở Trường An buôn bán kinh sách lậu.

## Chính sách quân sự và đối ngoại

### Đô hộ phủ và các nước triều cống
Thế kỷ thứ 7 và nửa đầu thế kỷ 8 thường được xem là giai đoạn cực thịnh của triều Đường. Trong giai đoạn này, lãnh thổ nằm trong phạm vi kiểm soát của Trung Quốc vươn xa về phía Tây hơn bất kỳ triều đại nào trước đó, trải dài từ miền Bắc Việt Nam ở phía Nam, đến khu vực miền Bắc Kashmir giáp ranh Ba Tư ở phía Tây, cho tới tận miền Bắc bán đảo Triều Tiên ở phía Đông Bắc.
Các vương quốc xưng thần với nhà Đường bao gồm Kashmir, Nepal, Vu Điền, Quy Từ, Sơ Lặc, Tân La, Lâm Ấp và một số tiểu quốc khác ở thung lũng sông Amu Darya và Syr Darya. Năm 630, sau khi Đông Đột Quyết bị Lý Tĩnh (571–649) và Lý Thế Tích (594–669) đánh bại, các bộ lạc du mục Đột Quyết nhất tề quy phục nhà Đường, tôn hoàng đế nhà Đường là "Thiên khả hãn" (Tengri Khagan). Năm 657, sau khi Tô Định Phương (591–667) dập tắt cuộc nổi loạn của người Tây Đột Quyết, Đường Cao Tông thành lập một số đô hộ phủ để quản hạt các vùng mới chiếm ở Tây Vực, qua đó mở rộng phạm vi ảnh hưởng của Trung Quốc tới tận Herat tại Tokharistan, tương đương với Afghanistan và Đông Bắc Iran ngày nay. Quan đô hộ sở hữu quyền tự trị tương đối lớn, có thẩm quyền xử lý các vấn đề địa phương mà không cần đợi chỉ thị từ trung ương. Sau loạn An Sử, nhà Đường lập ra nhiều chức tiết độ sứ để quản hạt các địa khu trong nước, gọi là "phiên trấn". Tiết độ sứ được trao quyền lực rất lớn, bao gồm quyền duy trì quân đội riêng, thu thuế và được hưởng thế tập. Đây thường được xem là một trong những nguyên nhân chính dẫn đến sự sụp đổ của chính quyền trung ương nhà Đường.

### Quân đội

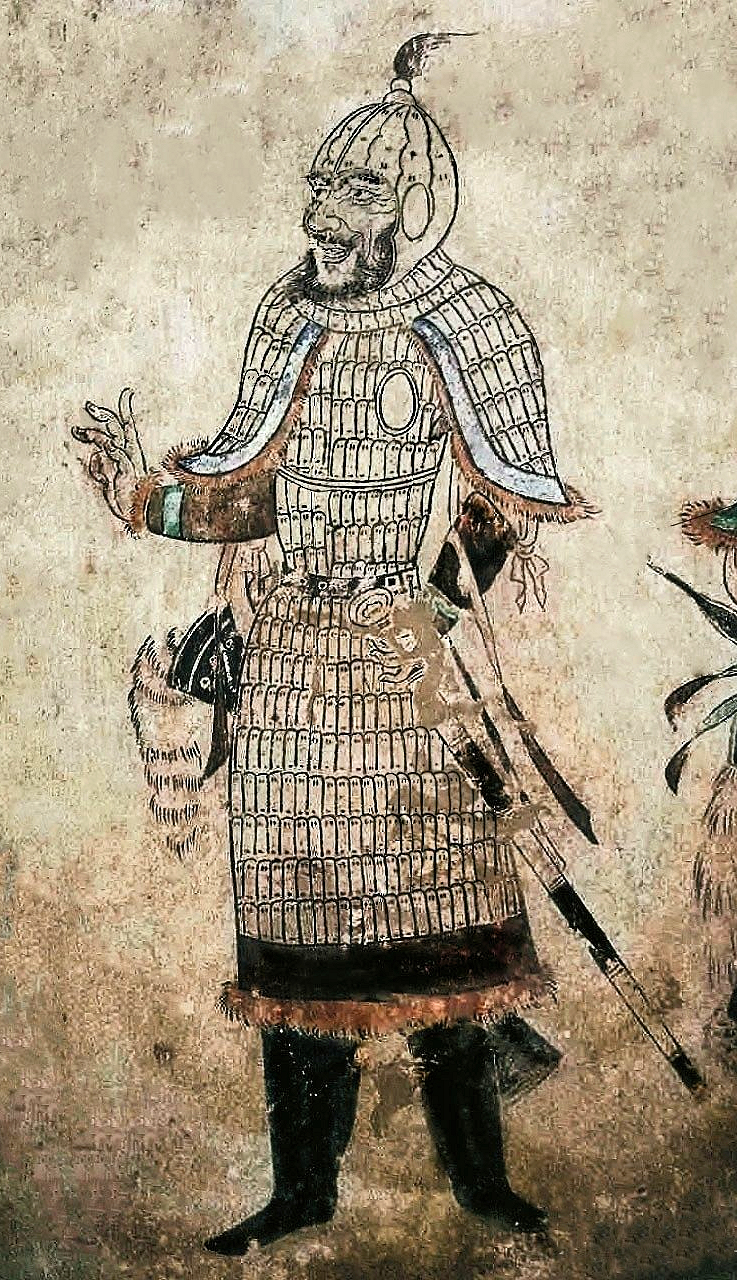
Tranh vẽ một sĩ quan thuộc lực lượng cấm quân nhà Đường

Nhà Đường kế thừa chế độ Phủ binh của nhà Tùy, mà theo đó, tráng đinh nam trong độ tuổi phục dịch (21 đến 60 tuổi) sẽ được cho vào phủ binh. Trong thời gian phục dịch, binh lính được miễn trừ tô thuế, nhưng vẫn phải tự phụ trách khẩu phần lương thực và binh khí. Dưới thời Đường Thái Tông, quân đội toàn quốc do triều đình trực tiếp quản lý, các tướng lĩnh vào thời bình thì phải ở lại triều, chỉ đến khi làm nhiệm vụ mới trực tiếp chỉ huy quân đội. Tuy nhiên, kể từ thế kỷ 8 trở đi, để tiện việc quản lý, triều đình đã đặt ra chức vụ tiết độ sứ quản lý quân đội từng khu vực ở địa phương.
Theo Thông điển, vào thời sơ kỳ nhà Đường, một đội quân viễn chinh thường có tổng cộng 20.000 người, chia thành bảy quân, có 2.600 hoặc 4.000 người. Chỉ có 14.000 người là trực tiếp tham chiến, số còn lại có nhiệm vụ bảo vệ quân nhu. Số binh lính trực tiếp tham chiến bao gồm 2.000 cung thủ, 2.000 nỗ thủ, 4.000 kỵ binh, số còn lại là bộ binh chính quy, trang bị chủ yếu bằng thương. Một đơn vị phủ binh thường được cấu tạo từ ba đến năm đoàn, mỗi đoàn có 200 người, chia thành hai lữ có 100 người, bốn đội có 50 người và hai mươi hỏa có 10 người.
Năm 737, Đường Huyền Tông bãi bỏ chế độ phủ binh, thay thế bằng binh lính phục vụ lâu năm trong quân ngũ, thiện chiến và hiệu quả hơn. Đây có thể xem là một biện pháp cải thiện kinh tế, vì việc đào tạo tân binh và điều họ ra biên ải ba năm một lần là cực kỳ tốn kém. Cuối thế kỷ 7, lính phủ binh bắt đầu bỏ lơ nghĩa vụ quân sự và nhà cửa được ban phát thông qua chế độ quân điền. Tiêu chuẩn 100 mẫu đất cho mỗi hộ trên thực tế đã không còn được bảo đảm ở những nơi dân cư đông đúc. Tại nhiều khu vực, phần lớn ruộng đất đều rơi vào tay tầng lớp địa chủ. Nông dân hoặc người sống lang thang có hoàn cảnh khó khăn sau đó thường được mời tham gia nghĩa vụ quân sự, với quyền lợi được miễn trừ tô thuế và nghĩa vụ lao động. Năm 742, tổng số binh lính tại ngũ của nhà Đường đã lên tới 50 vạn.

### Khu vực Đông Bắc

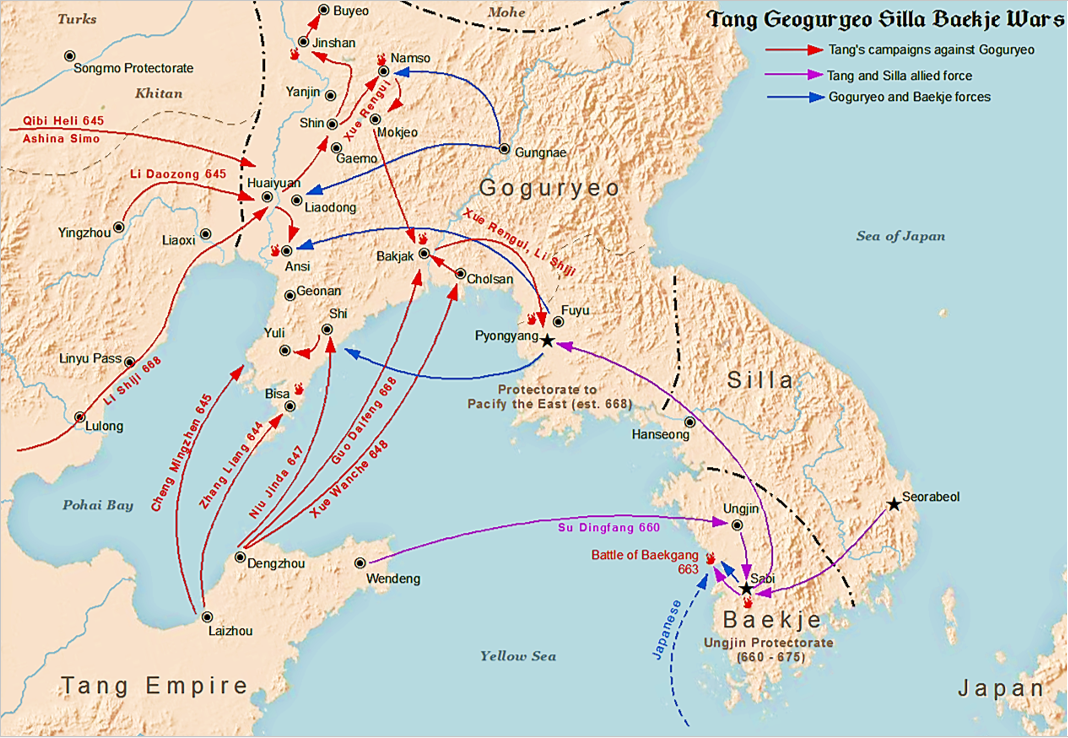
Bản đồ các cuộc chiến giữa nhà Đường và các quốc gia trên bán đảo Triều Tiên

Mặc dù từng là kẻ thù song nhà Đường đã thu nạp nhiều quan lại và tướng lĩnh Cao Câu Ly cũ vào bộ máy quản lý và quân sự, ví dụ như hai anh em Uyên Nam Sinh (634–679) và Uyên Nam Sản (639–701). Nhà Đường thành lập An Đông đô hộ phủ và cai trị miền Bắc bán đảo Triều Tiên từ năm 668 đến năm 676. Năm 671, Tân La chấm dứt liên minh, phát động chiến tranh nhằm đánh đuổi quân Đường khỏi bán đảo Triều Tiên. Cũng trong lúc này, nhà Đường phải đối mặt với các mối đe dọa từ người Thổ Phồn ở biên giới phía Tây nên không thể toàn lực đối phó với mối đe dọa từ Tân La. Đến năm 676, Tân La đánh chiếm toàn bộ lãnh thổ cũ của Bách Tế và Cao Câu Ly ở phía Nam sông Đại Đồng mà nhà Đường chiếm được trước đó. Sau cuộc nổi dậy của Đông Đột Quyết vào năm 679, nhà Đường từ bỏ hoàn toàn ý định tái chinh phục Triều Tiên.
Năm 698, tại vùng lãnh thổ Cao Câu Ly cũ ở Mãn Châu, một viên tướng Cao Câu Ly là Đại Tộ Vinh (trị. 698–719) đã lập nên Vương quốc Bột Hải. Dù đã thần phục nhà Đường từ năm 713 song Bột Hải vẫn thường xuyên quấy nhiễu vùng duyên hải và biên cương phía Đông Bắc của nhà Đường. Sau khi hai nước bình thường hóa quan hệ dưới triều Đường Huyền Tông, nhiều con em quý tộc Bột Hải thường được cử sang Trường An học tập. Cũng dưới thời Huyền Tông, nhà nước Tân La Thống nhất đã dần phát triển mối quan hệ mật thiết với nhà Đường. Nhiều lưu học sinh Tân La đã sang nhà Đường học tập, trong đó có những người nổi danh như Thôi Trí Viễn.

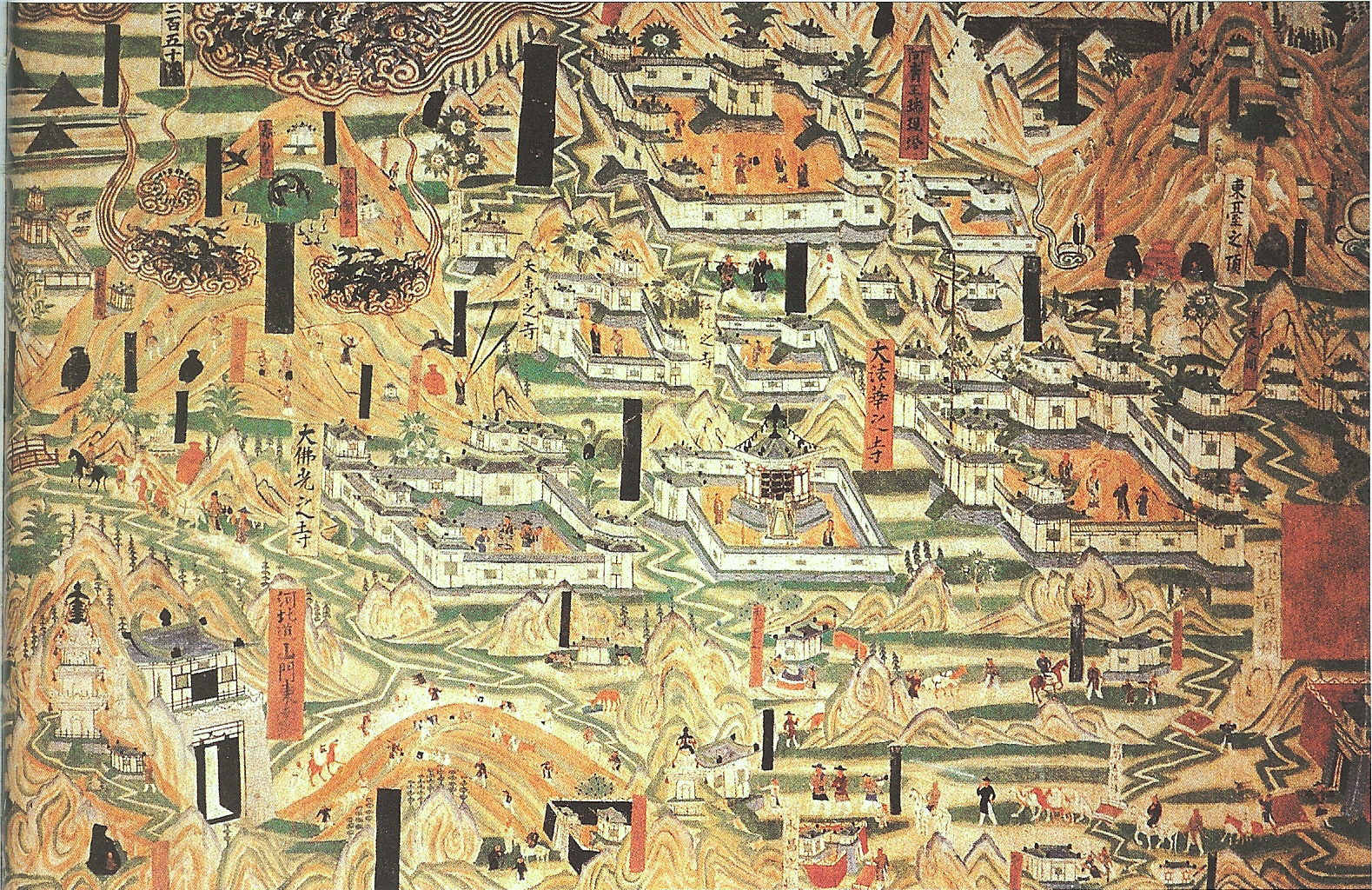
Bích họa tại Hang Mạc Cao ở Đôn Hoàng miêu tả kiến trúc tự viện trên Ngũ Đài sơn, nhà Đường. Kiến trúc Nhật Bản nói chung chịu ảnh hưởng lớn từ kiến trúc nhà Đường

Dù giữa hai nước từng xảy ra chiến sự nhưng Nhật Bản vẫn giữ mối quan hệ mật thiết với nhà Đường. Quốc gia này đã có tổng cộng 13 lần phái sứ thần đến nhà Đường, mỗi lần phái đoàn thường có cả trăm người. Họ chỉ dừng cử sứ thần tới nhà Đường vào năm 894 dưới triều Thiên hoàng Uda (trị. 887–897). Noi theo pháp chế nhà Đường, Thiên hoàng Kōtoku (trị. 645–654) thi hành cải cách, áp dụng chế độ trung ương tập quyền. Thiên hoàng Tenmu (trị. 672–686) học tập chế độ Quân điền, Tô dung điệu, hộ tịch và sổ sách tài chính theo gương nhà Đường. Nhật Bản cũng dựa trên cơ sở tư tưởng Nho gia và Pháp gia cũng như hệ thống luật lệ của nhà Đường để xây dựng nên hệ thống Ritsuryō. Thiên hoàng Tenmu cũng cho xây dựng cung điện ở Fujiwara dựa theo kiến trúc Trung Quốc. Các kinh đô sau này của Nhật Bản như Heian-kyō và Heijō-kyō cũng đều được xây dựng dựa trên mô hình thành Trường An của nhà Đường.
Bên cạnh phái bộ ngoại giao, còn có các lưu học sinh, sư tăng, thầy thuốc, nhạc công, thợ kỹ nghệ Nhật Bản đã vượt biển sang Trung Quốc để học hỏi. Những nhân vật nổi tiếng nhất từng đến Trung Quốc gồm có Kibi no Makibi (695–775), Abe no Nakamaro (701–770), cao tăng Kūkai (774–835) – người sáng lập Chân ngôn tông – và Ennin (794–864). Nhiều cao tăng Trung Quốc cũng đã đặt chân đến Nhật Bản, góp phần truyền bá đức tin Phật giáo tại quốc gia này. Những năm cuối thế kỷ thứ 7, hai cao tăng Trung Quốc đã yết kiến Thiên hoàng Tenji (trị. 661–672) và tặng cho ông một xe chỉ nam mà họ đã chế tạo. Theo Nhật Bản thư kỷ, phương tiện la bàn sử dụng cơ chế truyền động bánh răng này đã được nghệ nhân Nhật Bản mô phỏng và chế tạo nhiều chiếc vào năm 666 và một lần nữa sau đó vào năm 720.

### Khu vực Tây Bắc và Tái Bắc
Hai triều Tùy, Đường thực hiện nhiều chiến dịch quân sự thành công chống lại các bộ lạc du mục. Chính sách đối ngoại của Trung Quốc ở phía Bắc và phía Tây giờ đây phải tập trung vào việc đối phó với người Đột Quyết, nhóm dân tộc đang trên đà trở thành thế lực thống trị thảo nguyên Trung Á. Nhằm đối phó và ngăn ngừa các mối đe dọa từ phương Bắc, triều đình nhà Tùy sửa chữa hệ thống thành trì nơi biên ải, tiến hành giao thương và nhận triều cống từ các bộ lạc. Nhà Tùy cũng thực hiện chính sách hòa thân, gả bốn vị công chúa cho các thủ lĩnh Đột Quyết trong các năm 597, 599, 614 và 617. Tuy nhiên, nhằm kìm hãm thế lực Đột Quyết, triều đình nhà Tùy thường dùng kế ly gián kích động các bộ lạc đứng lên chống lại người Đột Quyết. Mặc dù vậy, ngay từ thời nhà Tùy, người Đột Quyết đã trở thành một bộ phận nòng cốt trong quân đội Trung Quốc. Khi người Khiết Đan quấy nhiễu biên giới phía Bắc, một viên tướng nhà Tùy đã suất 20.000 binh sĩ Đột Quyết để chống trả. Sau khi giành thắng lợi, nhà Tùy ban thưởng người Đột Quyết phụ nữ, gia súc của người Khiết Đan làm chiến lợi phẩm. Dưới thời nhà Đường, triều đình đã gả công chúa cho các tướng lĩnh người Đột Quyết trong quân đội. Trong suốt quãng thời gian đến năm 755 đã có khoảng 10 đại tướng gốc Đột Quyết phục vụ trong quân đội nhà Đường. Tuy phần lớn binh lính nhà Đường là lính phủ binh, song binh lính nơi biên ải dưới trướng tướng lĩnh Đột Quyết đều là người ngoại tộc. Một số binh lính người "Đột Quyết" trên thực tế lại gốc Hán, nhưng vì sinh sống với các bộ lạc trong thời gian dài nên những người Hán này đã bị du mục hóa.
Cục diện chiến loạn ở Trung Nguyên gần như chấm dứt hoàn toàn sau năm 626, khi lực lượng của Lương Sư Đô ở Thiểm Tây ngày nay bị nhà Đường tiêu diệt. Sau khi ổn định tình hình trong nước, nhà Đường bắt đầu thực hiện các chiến dịch quân sự nhắm vào người Đột Quyết. Năm 630, quân Đường tiến hành Bắc phạt đánh chiếm khu vực sa mạc Ordos (Nội Mông và miền Nam Mông Cổ ngày nay), buộc Đông Đột Quyết phải hàng phục. Hàng vạn người Đột Quyết được đưa đến Trường An, sau đó được phân bố tới các ki mi phủ ở Hà Đông, Hà Bắc sinh sống. Sau chiến thắng này, các bộ lạc Đột Quyết lần lượt quy phục triều đình nhà Đường, đồng loạt tôn Đường Thái Tông là khả hãn của họ. Ngày 11 tháng 6 năm 631, Đường Thái Tông cử sứ giả mang châu báu và lụa đến yêu cầu người Tiết Diên Đà thả những người Trung Quốc bị bắt về phương Bắc trong giai đoạn chuyển giao từ Tùy sang Đường. Sứ mệnh thành công giúp giải phóng 80.000 đàn ông và phụ nữ Trung Quốc khỏi cảnh nô lệ.
Sau khi an trí số lượng lớn người Đột Quyết ở các châu phía Bắc, triều đình nhà Đường thực hiện chính sách quân sự bành trướng nhằm thống trị thảo nguyên Trung Á. Tương tự triều Hán trước kia, nhà Đường đã phát động các chiến dịch quân sự lớn và thành công chinh phục Trung Á trong hai thập niên 640 và 650. Chỉ riêng dưới thời Đường Thái Tông, nhà Đường không chỉ đối phó với các bộ lạc Đột Quyết, mà còn thực hiện những chiến dịch riêng lẽ khác nhắm vào Tiết Diên Đà, các tiểu quốc ốc đảo như Cao Xương, Yên Kỳ, Quy Từ và Vu Điền tại Lòng chảo Tarim và cả Thổ Dục Hồn của hệ tộc Mộ Dung ở khu vực Kỳ Liên Sơn. Những thắng lợi quân sự đã khiến cả khu vực Mạc Nam và Mạc Bắc rộng lớn nằm dưới sự thống trị của nhà Đường. Năm 657, dưới thời Đường Cao Tông, tướng Tô Định Phương tiêu diệt Hãn quốc Tây Đột Quyết, lãnh thổ Trung Quốc qua đó mở rộng về phía Tây hơn bất kỳ triều đại tiền nhiệm nào.

### Khu vực Tây Nam

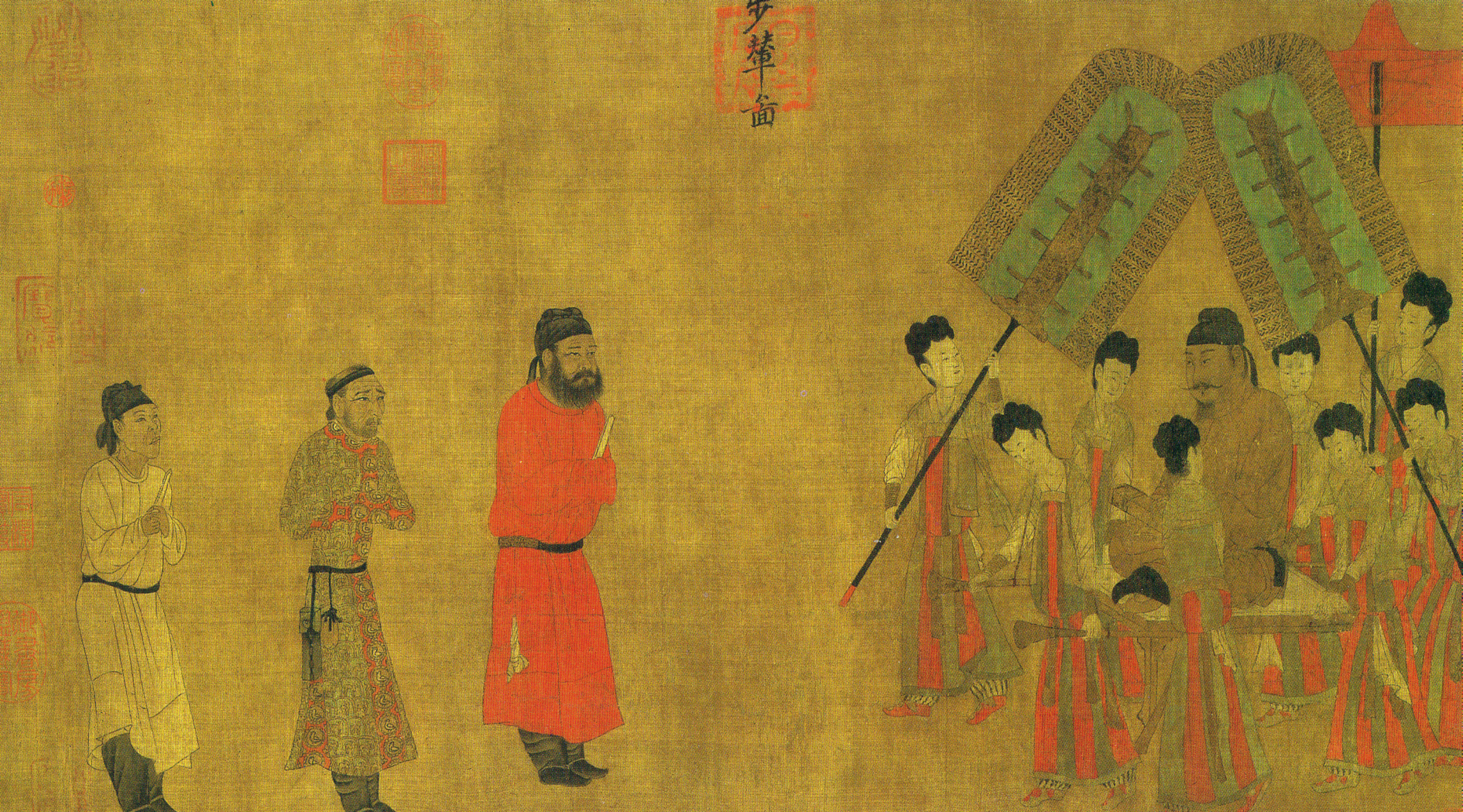
Bức họa Bộ liễn đồ của Diêm Lập Bản miêu tả Đường Thái Tông tiếp đón sứ giả Thổ Phồn là Gar Tongtsen Yulsung (thứ hai trái sang) tại Trường An

Sau khi Tán phổ Songtsen Gampo (trị. 618?–649) thống nhất các bộ lạc trên cao nguyên Thanh Tạng, Thổ Phồn dần phát triển thành một thế lực hùng mạnh trong khu vực, trở thành đối thủ cạnh tranh của nhà Đường ở Trung và Nội Á. Để kết thân với Thổ Phồn, Đường Thái Tông đã gả Công chúa Văn Thành (mất 680) cho Songtsen Gampo, mở đầu một giai đoạn hòa bình giữa hai nước. Công chúa Văn Thành có công đưa văn hóa phong vật Trung Hoa truyền nhập vào Thổ Phồn. Thổ Phồn cũng tham khảo lịch nhà Đường để tự xây dựng bộ lịch riêng. Tuy nhiên, sau khi Songtsen Gampo qua đời, chiến sự giữa hai nước bùng nổ. Truyền thuyết truyền khẩu Tây Tạng kể rằng quân đội nhà Đường đã chiếm đánh Lhasa, song sự kiện này không hề được ghi chép trong sử liệu Trung Quốc cũng như thư tịch Tây Tạng ở Đôn Hoàng.
Giữa năm 670 và 692, giữa nhà Đường và Thổ Phồn xảy ra xung đột nhằm tranh giành quyền kiểm soát khu vực Lòng chảo Tarim. Năm 706, do tình hình chiến sự bất lợi, Đường Trung Tông mở Hội thề Thần Long nhằm tái thiết lập mối quan hệ hữu hảo với Thổ Phồn. Ông cũng chấp nhận gả công chúa Kim Thành (mất 739) cho Tán phổ Tridé Tsuktsen (trị. 705–755), song không thể xoa dịu mối căng thẳng giữa hai nước. Năm 714, Thổ Phồn yêu cầu nhà Đường hoạch định lại đường ranh giới nhưng bị cự tuyệt khiến chiến sự bùng nổ. Tuy nhiên, Thổ Phồn sau đó đã bị đánh bại và phải chủ động đàm phán hòa ước, mở đầu một thời kỳ hòa bình tương đối dài giữa hai nước.
Sau khi Loạn An Sử bùng nổ, Thổ Phồn đã nhân cơ hội phát động chiến tranh để bành trướng thế lực. Năm 763, quân đội Thổ Phồn thậm chí chiếm được Trường An trong vòng 15 ngày trước khi lui binh. Loạn An Sử khiến quốc lực nhà Đường suy yếu trầm trọng. Trên thực tế, triều đình nhà Đường đã rút hết phiên binh đồn trú ở Hà Tây và Lũng Hữu (Cam Túc, Thanh Hải và Tân Cương ngày nay) để tham gia hỗ trợ bình loạn, tạo điều kiện cho quân đội Thổ Phồn có thể chiếm đóng các vùng đất này một cách dễ dàng. Xung đột giữa hai nước tiếp diễn trong nhiều thập kỷ và chỉ chấm dứt khi Thổ Phồn bị nội loạn làm cho suy yếu và phải cầu hòa. Năm 821, dưới thời Đường Mục Tông, hai nước đã tiến hành Hội thề Trường Khánh, xác định biên giới giữa hai nước. Nội dung hòa ước được ghi lại trong minh văn song ngữ khắc trên một cột đá bên ngoài Chùa Jokhang ở Lhasa.
Sau khi thành lập vào năm 738, Vương quốc Nam Chiếu ở phía Nam dần phát triển thành một mối đe dọa tiềm tàng đối với nhà Đường. Mặc dù hai nước từng có quan hệ hữu hảo, song cũng có những giai đoạn mà mối quan hệ trở nên căng thẳng. Nam Chiếu nhiều lần phối hợp với Thổ Phồn đem quân đánh nhà Đường. Tuy nhiên, sau cuộc xâm lược thất bại năm 779, nguyên khí Nam Chiếu bị tổn hại, mối quan hệ giữa Nam Chiếu và Thổ Phồn cũng trở nên rạn nứt. Năm 794, nhà Đường ký kết hòa ước với Nam Chiếu, thiết lập mối quan hệ hữu hảo tương đối dài giữa hai nước. Tuy nhiên, sau khi nhà Đường suy yếu, Nam Chiếu một lần nữa phát động chiến tranh. Năm 829, Nam Chiếu đánh chiếm Thành Đô trước khi bị đẩy lui. Cục diện lúc chiến lúc hòa với Nam Chiếu tiếp diễn cho đến khi nhà Đường kết thúc vào năm 907.

### Khu vực Tây Dương

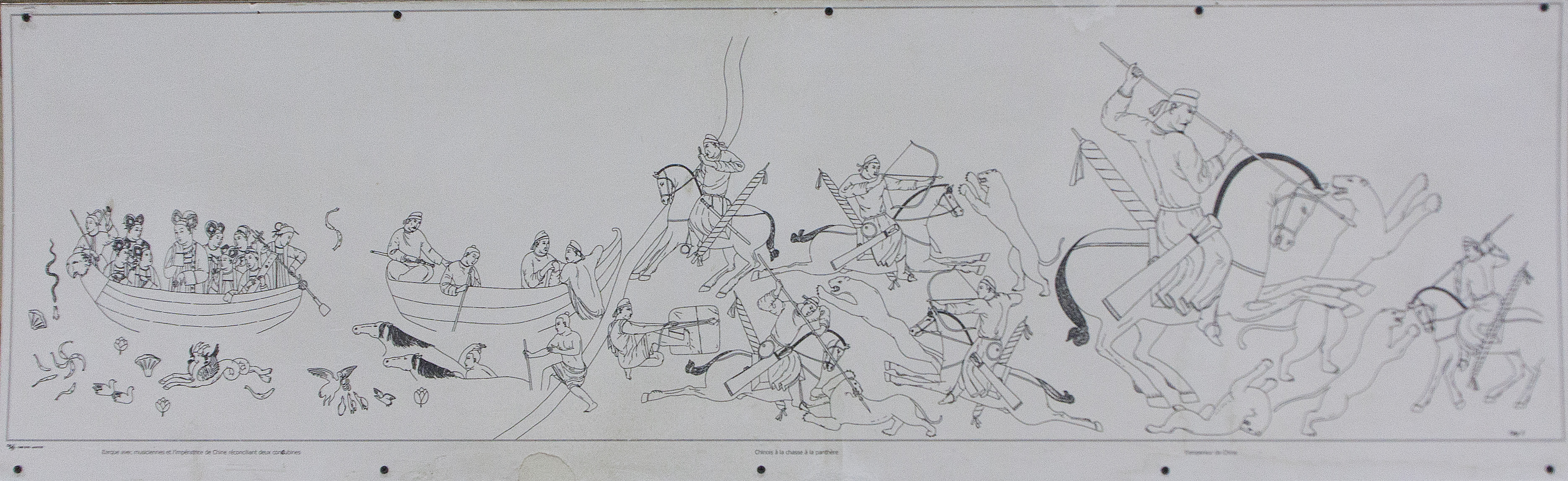
Phục chế bích họa diễn tả cảnh Đường Cao Tông đi săn, bên trái là Võ Tắc Thiên (ngồi ở giữa) đang du ngoạn trên sông nhân dịp Tết Đoan ngọ. Bích họa Afrasiab, Samarkand, Uzbekistan.

Sau khi Ba Tư bị người Hồi giáo chinh phục (633–656), hoàng tử Đế quốc Sasan là Peroz, con trai của Shahanshah Yazdegerd III, đã cùng thuộc hạ chạy đến Trung Quốc nương nhờ triều đình nhà Đường. Theo Cựu Đường thư, nhà Đường đã phong Peroz làm đô đốc của Ba Tư đô đốc phủ, thiết lập trị sở tại Tật Lăng (Zaranj, Afghanistan ngày nay). Cũng trong thời gian này, Khalip nhà Rashidun là Othman bin Affan (trị. 644–655) đã cử sứ bộ đến Trường An nhằm thiết lập quan hệ ngoại giao. Một số thư tịch Ả Rập cho rằng thống đốc Khorasan là Qutayba ibn Muslim (669–715) từng đánh chiếm Kashgar từ nhà Đường và chỉ rút lui khi hai bên ký kết hòa ước, nhưng các học giả hiện đại đã bác bỏ tuyên bố này. Năm 715, quân đội nhà Omeyyad lật đổ vua của thung lũng Fergana và lập một người tên là Alutar lên làm vua. Vị vua bị lật đổ chạy đến Cao Xương thuộc An Tây đô hộ phủ để cầu viện nhà Đường. Triều đình nhà Đường cử Trương Hiếu Tung đem 10.000 quân hộ tống vị cựu vương về Ferghana, thành công đánh đuổi Alutar. Năm 717, quân Đường đánh bại người Ả Rập trong trận Aksu, buộc tướng Al-Yashkuri phải cùng tàn quân tháo chạy về Tashkent. Người Turgesh sau đó nổi dậy đánh đuổi người Ả Rập ra khỏi khu vực.
Sau khi nhà Abbas lật đổ nhà Omeyyad, lực lượng địa phương ở Khorasan bắt đầu tái lập sự hiện diện của người Ả Rập ở thung lũng Ferghana và Sogdiana. Trong trận Talas diễn ra năm 751, quân Đường dưới trướng Cao Tiên Chi bị người Ả Rập đánh bại sau khi lính đánh thuê người Karluk đổi phe. Mặc dù không có ý nghĩa quá lớn về mặt quân sự, song bản thân trận đánh lại là một mảnh ghép quan trọng trong lịch sử, vì trong số những tù binh Trung Quốc có nhiều thợ thủ công lành nghề đã truyền dạy kỹ thuật làm giấy cho người Ả Rập, lần đầu đưa công nghệ này ra khỏi Trung Quốc. Kỹ thuật làm giấy cuối cùng cũng đến được châu Âu vào thế kỷ thứ 12 thông qua đường Tây Ban Nha, vùng đất lúc bấy giờ vẫn nằm dưới sự kiểm soát của người Ả Rập. Mặc dù giữa hai bên vừa xảy ra chiến tranh, song vào ngày 11 tháng 6 năm 758, Khalip Al-Mahdi (trị. 775–785) đã cử sứ giả mang vàng bạc châu báu đến Trường An bày tỏ hy vọng thiết lập mối quan hệ giao hảo. Nhà Abbas sau đó thậm chí còn cử 20.000 binh lính đến hỗ trợ triều đình nhà Đường trong loạn An Sử.

Tranh minh họa phái bộ Đông La Mã yết kiến Đường Thái Tông năm 643.

Theo Joseph Needham thì vào năm 643, Thượng phụ Antiochia đã cử sứ giả đến Trường An nộp cống. Tuy nhiên, Friedrich Hirth và nhiều nhà Hán học khác như S.A.M. Adshead lại xác định nước "Phất Lâm" trong Cựu Đường thư và Tân Đường thư là Đế quốc Đông La Mã, có lịch sử gắn liền trực tiếp với nước "Đại Tần" (tức là Đế quốc La Mã). Phái bộ Phất Lâm đến Trường An vào năm 643 đã được cử đến bởi một vị vua tên là "Ba Đa Lực", người được xác định là Hoàng đế Konstans II (trị. 641–668). Nhiều phái bộ La Mã khác đến Trung Quốc cũng được ghi nhận trong thế kỷ 8. Tuy nhiên, S.A.M. Adshead cho rằng "Ba Đa Lực" trên thực tế là một cách phiên âm của từ "thượng phụ" (πατριάρχης, patriarchēs) hoặc "quý tộc" (πατρίκιος, patrikios) trong tiếng Hy Lạp, vì vậy nó có thể ám chỉ đến một trong những vị quan nhiếp chính của vị ấu chúa 13 tuổi này. Cựu Đường thư và Tân Đường thư cũng mô tả về kinh đô Constantinopolis của Đông La Mã, cũng như việc nó từng bị quân Đại Thực (tức nhà Omeyyad) của Khalip Muawiyah I (trị. 661–680) bao vây. Trong một tác phẩm của mình, sử gia Đông La Mã Theophylaktos Simokates (thế kỷ 7) cũng có đề cập đến sự thống nhất hai miền Nam–Bắc dưới thời nhà Tùy (cùng thời điểm với triều đại của Mauricius), kinh đô "Khubdan" (bắt nguồn từ tên Khumdan của Trường An trong tiếng Đột Quyết cổ) và thông tin khái quát về địa lý Trung Quốc cũng như sự phân chia thành Nam–Bắc triều ở sông Trường Giang. Ông cũng đề cập tới tước hiệu Taisson của Hoàng đế Trung Hoa có nghĩa là "Con của Chúa" hay "Thiên tử", song cách phiên âm cũng có thể bắt nguồn từ chính miếu hiệu của Đường Thái Tông.

## Văn hóa và xã hội

### Nghệ thuật

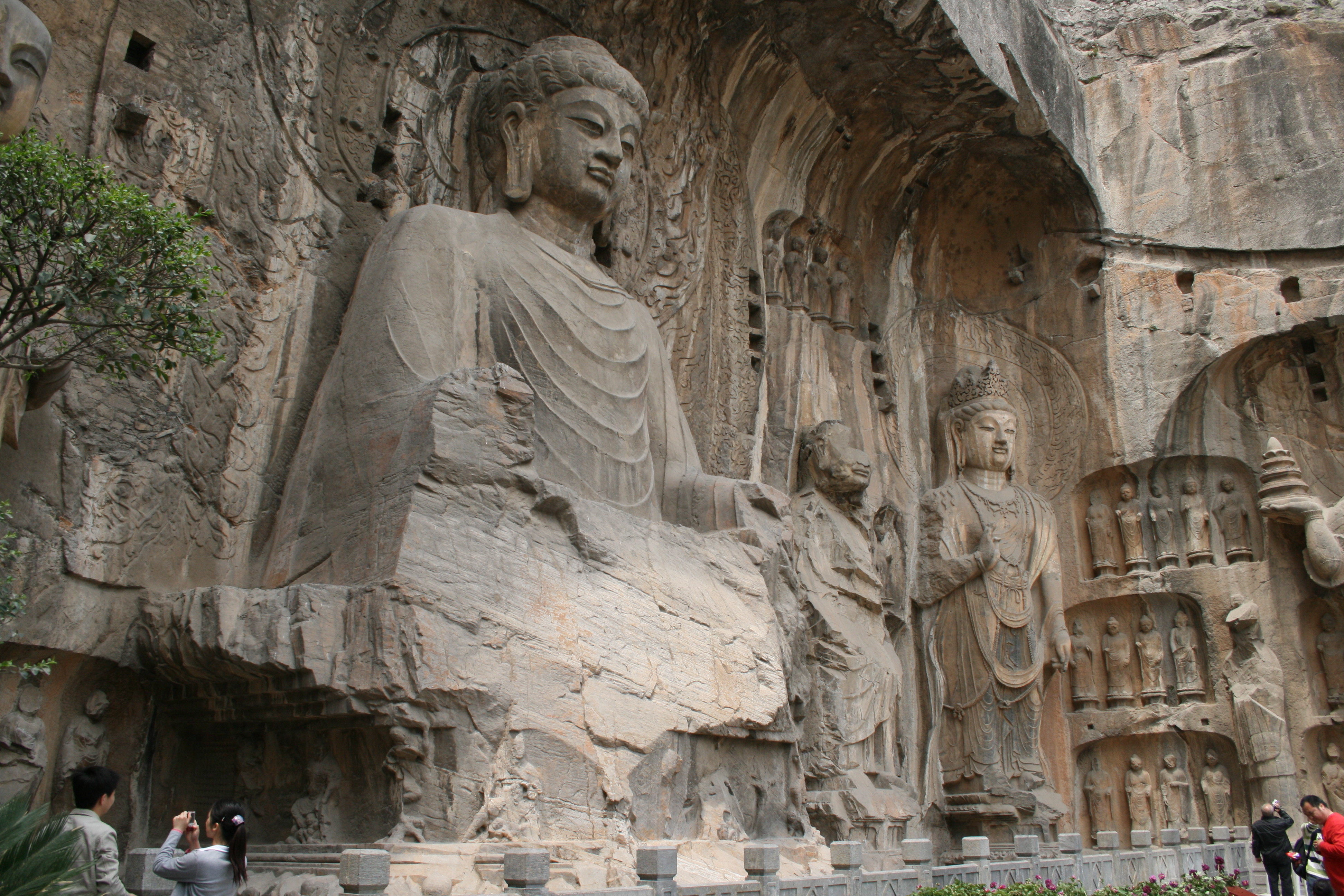
Tượng Tỳ Lô Giá Na Phật tại Hang đá Long Môn, hoàn thành năm 676.

Thời Đường chứng kiến một số bước phát triển đáng kể trong nghệ thuật, từ kỹ thuật làm gốm sứ đến vẽ tranh. Bản thân nghệ thuật cũng dần chiếm một ví trí quan trọng trong đời sống con người. Các họa gia thời Đường cũng thường là những học giả thấm nhuần tư tưởng Nho giáo, xem nghệ thuật là một phương tiện truyền tải những triết lý cuộc sống mà họ coi trọng.
Ngoài những pho tượng lớn đặt bên ngoài lăng tẩm hoàng gia hoặc mộ phần của các nhân vật quyền quý khác thì hầu hết các tác phẩm điêu khắc thời Đường đều có chủ đề Phật giáo. Những chiến dịch quân sự mở rộng biên giới vươn xa về phía Tây đã tạo điều kiện cho nghệ thuật Phật giáo Hy Lạp thịnh hành ở Bactria và Càn-đà-la du nhập vào Trung Quốc. Đối tượng chính của các tác phẩm điêu khắc Phật giáo thường là Đức Phật, Bồ Tát, hay các vị Thiên Vương với nhiều kích thước khác nhau, dao động từ những bức tượng nhỏ có thể nằm gọn trong lòng bàn tay đến những tượng có kích thước khổng lồ như Lạc Sơn Đại Phật. Trái ngược với các thời kỳ trước, các bức tượng thời Đường được khắc họa một cách sống động hơn. Thậm chí những chuyển động uyển chuyển của các pho tượng còn khiến một số nhân vật tôn giáo nghiêm túc chỉ trích là quá giống vũ công cung đình. Một trong những đại diện tiêu biểu nhất của nghệ thuật điêu khắc thời nhà Đường là quần thể tượng Phật tại Hang đá Long Môn.
Bích họa và tranh lụa Trung Quốc thường có hai chủ đề chính: con người và phong cảnh. Thời nhà Đường, tranh phong cảnh đã vươn lên trở thành thể loại hội họa được ưa chuộng nhất. Tranh chân dung thời Đường thường không quá phổ biển, vì chủ thể của bức tranh thường phải là một học giả, vị quan lớn trong triều, hay chính xác hơn là một người có nhân cách lớn và cần được người họa sĩ thể hiện bằng sự tôn trọng. Về phương diện tranh phong cảnh, các họa gia thời Đường chú trọng hơn đến vị trí của con người trong thiên nhiên. Trong phần lớn các bức tranh sơn thủy thời Đường, người xem sẽ dễ dàng nhận thấy những hình hài con người nhỏ bé dẫn lối họ qua toàn cảnh núi non sông nước, còn trong các tác phẩm đời sau, người xem sẽ thấy những cảnh thiên nhiên trở nên trừu tượng và gần gũi hơn.
Tương tự nghệ thuật điêu khắc, phần lớn các tác phẩm hội họa thời Đường thường lấy chủ đề Phật giáo, song chúng phần nhiều đã bị thất lạc hoặc phá hủy trong cuộc đàn áp Phật giáo dưới triều Đường Vũ Tông (trị. 841–846). Một trong những chứng tích còn sót lại của hội họa thời Đường là Hang Mạc Cao ở miền bắc Trung Quốc. Chủ đề thường thấy trong các bức bích họa là những khoảnh khắc trong cuộc đời Đức Phật, chân dung của các vị bồ tát hoặc phong cảnh. Một trong những hiện vật đáng chú ý khác là những bức bích họa tại lăng mộ của Ý Đức Thái tử (682–701) ở Càn lăng, trong đó có một bức chưa hoàn thiện tiết lộ các kỹ thuật vẽ tranh mà các họa gia đương thời đã sử dụng.
Số lượng tác phẩm hội họa phi tôn giáo còn tồn tại tới ngày nay là tương đối ít. Ví dụ, Họa thánh Ngô Đạo Tử (685–758) – người khai sáng ra sự thay đổi phong cách tranh sơn thủy – chỉ còn duy nhất bức Tống Tử thiên vương đồ được xác định là còn tồn tại ở dạng nguyên bản tới ngày nay, các bức còn lại đều là bản sao hoặc chưa chắc chắn. Họa gia nổi tiếng thời Sơ Đường Diêm Lập Bản (600–673) có một số tác phẩm ở dạng nguyên bản còn tồn tại, bao gồm bức trường quyển Cổ đế vương đồ vẽ chân dung của 13 vị hoàng đế trong lịch sử Trung Quốc. Vương Duy (701–761) được đánh giá là một trong những họa gia hàng đầu của thể loại tranh phong cảnh và là người sáng tạo ra thủ pháp phá mặc (破墨)—một kỹ thuật vẽ tranh mà các mảng mực được vẽ đè lên nhau tạo thành một bề mặt rắn và nhám. Tuy toàn bộ các tác phẩm hội họa của Vương Duy đều đã thất lạc hoặc bị phá hủy, song nhiều tác phẩm vẫn tồn tại dưới dạng bản sao, thực hiện bởi các họa sĩ đời sau. Đây là minh chứng cho sức ảnh hưởng của ông đối với thể loại tranh sơn thủy nói riêng và nghệ thuật Trung Hoa nói chung.

### Trường An và văn hóa đa quốc gia

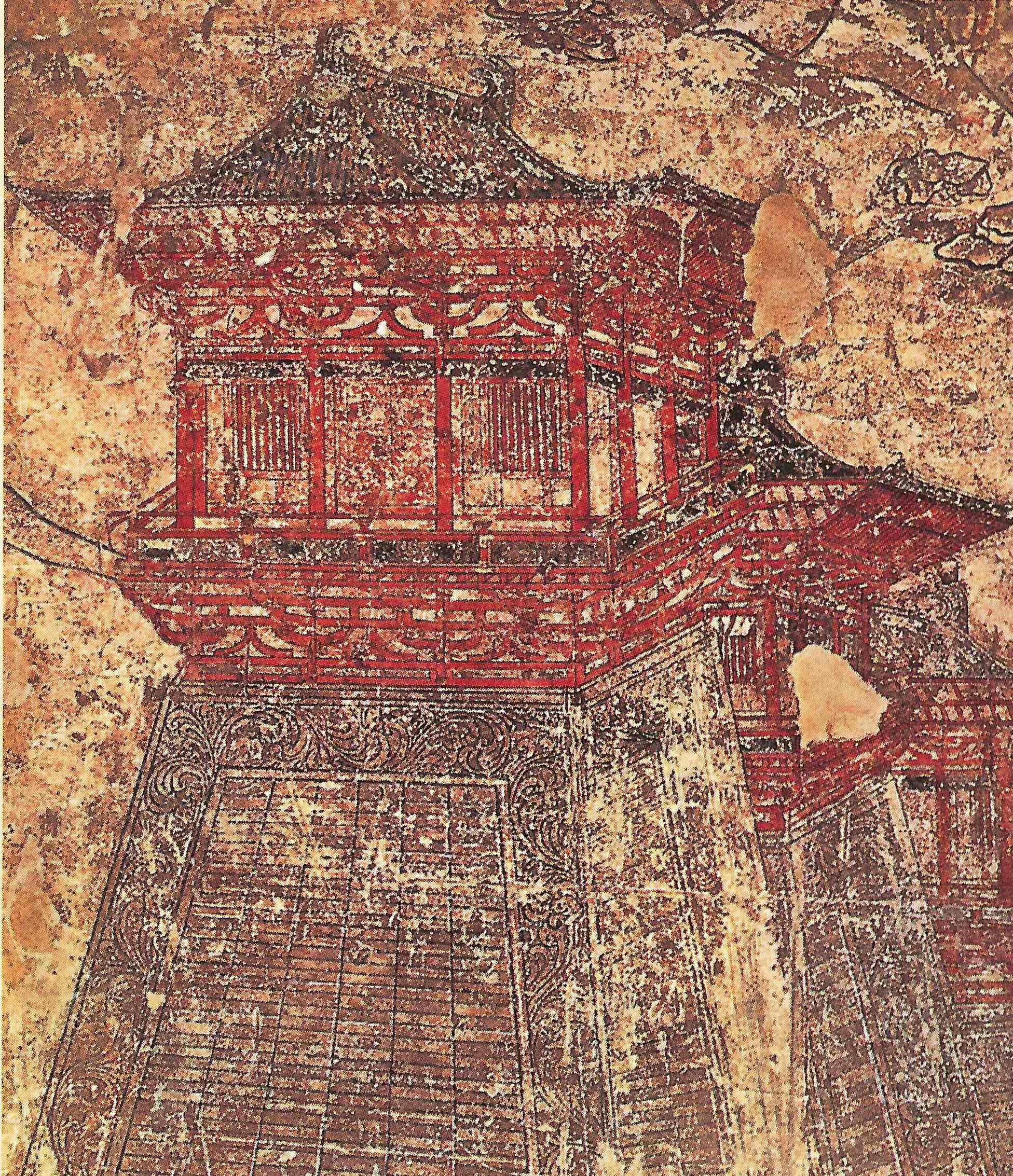
Tranh vẽ khuyết (闕)—một kiểu kiến trúc lầu đài để nhìn ra xa, giữa có lối đi—ở Trường An. Bích họa tại lăng mộ của Y Đức thái tử (mất 701) tại Càn lăng.

Trường An từng là kinh đô của triều Tây Hán và về sau cũng là nơi định đô của nhiều triều đại khác nhau. Tuy nhiên, đến thế kỷ 6, do trải qua hàng loạt cuộc chiến lớn nhỏ nên các dấu tích thời Hán còn sót lại là không nhiều. Trường An của nhà Đường được xây dựng trên nền tảng thành Đại Hưng thời nhà Tùy, nằm cách vị trí cũ thời Hán khoảng 3 km về phía Đông Nam. Thành có mặt bằng gần vuông, chu vi khoảng 36 kilômét (22 mi), cạnh Bắc và Nam có chiều dài khoảng 10 kilômét (6,2 mi), trong khi cạnh Đông và Tây dài trên 8 kilômét (5,0 mi). Nằm ở phía Bắc trên trục thần đạo của thành là Cung Thái Cực. Kết nối Cửa Minh Đức nằm ở chính giữa vòng thành ngoài phía Nam với Hoàng thành – khu trung tâm hành chính của Trường An – là một đại lộ rộng lớn, thường được biết đến với tên gọi "Đường Chu Tước". Để đi từ Hoàng thành tới Cung Thái Cực cần phải đi qua Cửa Thừa Thiên. Đại lộ Chu Tước chạy song song với 11 đường phố lớn và giao cắt 14 con đường khác chạy từ đông sang tây. Các tuyến đường này giao cắt nhau, tạo thành 108 phường khác nhau có hình chữ nhật. Mỗi phường đều có 4 cửa, được bao bọc bởi tường và có phố xá bên trong.
Lối quy hoạch dựa trên mô hình ô bàn cờ với những khu phố được bao quanh bởi tường cao là một nét đặc trưng nổi bật của thành Trường An, thậm chí được đề cập trong thơ Đỗ Phủ. Dưới thời Heian, thành Heian-kyō (nay là Kyōto) và nhiều thành phố lớn khác của Nhật Bản như Nara đều được thiết kế tuân thủ thuật phong thủy và mô hình ô bàn cờ của thành Trường An. Trong số 108 phường của Trường An, 2 phường được chỉ định làm hai khu chợ do triều đình trực tiếp quản lý. Ngoài ra, Trường An cũng sở hữu nhiều không gian dành cho đền chùa, vườn tược, hay ao hồ. Bên trong thành có tổng cộng 111 ngôi chùa và tu viện Phật giáo, 41 đạo quán, 38 nhà thờ họ, 7 nhà thờ của các tôn giáo ngoại nhập khác, 12 nhà trọ lớn và 6 nghĩa trang. Một số phường có nhiều địa điểm vui chơi công cộng hay hậu đình của nhiều dinh thự xa hoa, thường được sử dụng làm sân chơi mã cầu hoặc khúc cầu. Năm 662, dưới triều Đường Cao Tông, Cung Đại Minh trở thành trung tâm chính trị của đất nước và nơi ở của các hoàng đế nhà Đường trong hơn 220 năm kế tiếp.

Bản đồ chi tiết nội thành Trường An dưới thời nhà Đường (năm 750)

Lúc bấy giờ, Trường An là thành phố lớn và xa hoa bậc nhất thế giới. Tổng dân số các phường nội thành và vùng nông thôn ngoại ô chạm ngưỡng 2 triệu người. Là một thành phố đa quốc gia, Trường An là nơi sinh sống của vô số sắc tộc khác nhau như Ba Tư, Trung Á, Nhật Bản, Triều Tiên, Việt Nam, Tây Tạng, Ấn Độ, cũng như tín đồ của nhiều tôn giáo khác nhau như Phật giáo, Cảnh giáo, Hỏa giáo. Sự phát triển của Con đường tơ lụa tạo điệu kiện cho nhiều người nước ngoài có thể dễ dàng đến Trung Quốc. Nhiều người đã lựa chọn định cư tại Trung Quốc và bản thân thành Trường An có thời điểm đã có khoảng 25.000 người nước ngoài sinh sống. Những phụ nữ người Thổ Hỏa La tóc vàng, mắt xanh phục vụ rượu đựng trong cốc làm từ mã não hoặc hổ phách, ca hát và nhảy múa tại các quán rượu, thu hút khách hàng, là một hình ảnh dễ thấy tại Trường An lúc bấy giờ. Tuy nhiên, nhằm ngăn chặn nạn phụ nữ kết hôn tạm thời với sứ thần nước ngoài, một đạo luật thông qua vào năm 628 quy định rằng, nếu một người nước ngoài kết hôn với một phụ nữ Trung Quốc, họ sẽ bị buộc ở lại mà không được phép đưa vợ trở về cố quốc. Nhiều đạo luật phân biệt người nước ngoài và người Trung Quốc đã được thông qua xuyên suốt thời nhà Đường. Năm 779, triều đình ban hành sắc lệnh buộc người Hồi Hột ở Trường An phải mặc trang phục dân tộc của mình. Họ không được phép mặc Hán phục hay kết hôn với phụ nữ Trung Quốc và cũng bị ngăn cấm trở thành công dân Trung Quốc.
Thành Trường An lộng lẫy, phồn thịnh tuy là trung tâm chính trị đế quốc và nơi ở của hoàng tộc nhưng tình cờ lại không phải là trung tâm kinh tế của nhà Đường. Thành Dương Châu nằm bên Đại Vận Hà, gần sông Trường Giang, mới là trung tâm kinh tế lớn nhất Trung Quốc vào thời kỳ này. Dương Châu nắm giữ vai trò quan trọng trong hoạt động độc quyền muối của triều đình và là trung tâm công nghiệp lớn nhất cả nước, đóng vai trò như một điểm trung chuyển, phân phối và vận chuyển hàng hóa nước ngoài tới các đô thị lớn ở miền Bắc. Tương tự hải cảng Quảng Châu sầm uất ở phía Nam, Dương Châu cũng là điểm dừng chân của vô vàn thương nhân đến từ khắp châu Á.
Bên cạnh Trường An, thành Lạc Dương đóng vai trò như một kinh đô thứ hai và thậm chí từng được Võ Tắc Thiên sử dụng làm chính đô trong thời gian bà nắm quyền. Năm 691, bà đã di dời 10 vạn hộ (khoảng 500.000 dân) từ khu vực Trường An đến Lạc Dương định cư. Với dân số khoảng 1 triệu người, Lạc Dương là thành phố lớn thứ hai Trung Quốc. Vị trí gần sông Lạc giúp Lạc Dương hưởng lợi nhiều từ sự phì nhiêu của vùng Giang Nam và tuyến thương mại chạy dọc Đại Vận Hà. Tuy nhiên, sau khi các vấn đề xoay quanh việc cung ứng và lưu trữ lương thực của Trường An được giải quyết triệt để vào năm 743, Lạc Dương dần đánh mất vị thế thứ đô của mình. Ngay từ năm 736, các kho thóc được xây dựng tại các địa điểm trọng yếu dọc tuyến đường từ Dương Châu tới Trường An nhằm loại bỏ việc các chuyến hàng bị chậm trễ, hư hỏng hay ăn cướp dọc đường đi. Năm 743, triều đình cho đào một hồ nhân tạo ở vùng ngoại vi Trường An làm điểm trung chuyển hàng hóa. Tại đây, những người miền Bắc tò mò cuối cùng cũng có dịp chiêm ngưỡng tận mắt những con thuyền lớn chuyên chở các mặt hàng và vật phẩm cống nạp cho triều đình vốn trước đó chỉ có thể được nhìn thấy ở vùng sông nước phương Nam.

### Văn học

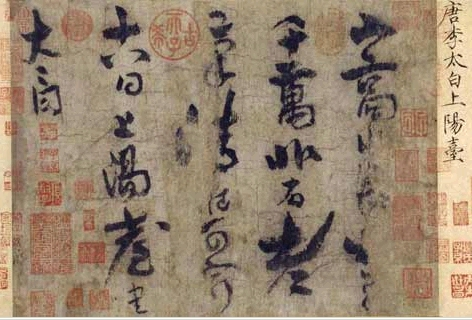
"Thượng Dương đài" (上陽台) bằng thảo thư, thủ bút duy nhất còn sót lại của Lý Bạch

Nhà Đường được xem là thời kỳ hoàng kim của văn học và nghệ thuật Trung Quốc. Hơn 48.900 bài thơ của khoảng 2.200 thi nhân thời Đường vẫn còn tồn tại cho tới tận ngày nay. Kỹ năng sáng tác thơ trở thành một môn học bắt buộc đối với những ai muốn vượt qua các kỳ khoa cử. Bản thân thi ca cũng dần mang nặng tính cạnh tranh và các cuộc thi về thơ giữa các quan lại hay các vị khách trong những buổi yến tiệc trở nên phổ biển. Các thể loại thơ thịnh hành thời Đường bao gồm cổ thi và cận thể thi. Trong số các thi nhân nổi bật của thời kỳ này, Lý Bạch (701–762) nổi tiếng với cổ thi trong khi Vương Duy (701–761) và Thôi Hiệu (704–754) lại nổi tiếng với cận thể thi. Trong khi cổ thi là một thể thơ tương đối tự do, không hạn chế số câu, thì cận thể thi là một thể loại thơ hoàn toàn mới, thường có tám câu, mỗi câu bảy chữ (luật thi), có phép gieo vần (vận luật) và tiết tấu (thanh luật) cố định và cặp thứ 2 và 3 phải là cặp đối. Thơ Đường tiếp tục thịnh hành và đón nhận sự chú ý đặc biệt dưới thời nhà Tống. Trong thời kỳ này, nhà phê bình Nghiêm Vũ (mất 1245) trở thành người đầu tiên liệt thi ca thời Thịnh Đường (k. 713–766) vào hàng kinh điển. Ông xem Đỗ Phủ (712–770) là nhà thơ lớn nhất thời Đường – một người không được đánh giá cao lúc còn sống vì sở hữu phong cách mà người đương thời xem là phản truyền thống.
Trên phương diện tản văn, từ thời Lục triều đến thời Sơ Đường, văn biền ngẫu là thể loại tản văn thịnh hành trên các văn đàn. Tuy nhiên, bắt đầu từ khoảng nửa đầu thế kỷ thứ 8, dưới triều Đường Huyền Tông, hình thức cổ văn trở nên phổ biến, được thúc đẩy bởi những tác phẩm của các tác giả như Liễu Tông Nguyên (773–819) và Hàn Dũ (768–824). Tuy các văn nhân thuộc trường phái cổ văn thường bắt chước văn biền thể, song họ thường chỉ trích nội dung mơ hồ và cách dùng từ thông tục của chúng. Thay vào đó, họ thường tập trung vào tính rõ ràng và chuẩn xác trong câu từ nhằm khiến bài văn trở nên rành mạch, rõ ràng hơn. Phong cách cổ văn có thể xem là do Hàn Dũ khởi xướng và thường được liên kết với tông phái Lý học của Nho giáo.
Thể loại truyền kỳ cũng rất thịnh hành vào thời Đường. Một trong số những tác phẩm tiêu biểu của thể loại này là Oanh Oanh truyện của Nguyên Chẩn (779–831), vốn đã lưu truyền rộng rãi khi ông còn sống, sang đến thời Nhà Nguyên (1279–1368) thì được cải biên thành các vở hí kịch và tiểu thuyết bạch thoại, mà tiêu biểu nhất là vở Tây sương ký. Theo Timothy C. Wong, Oanh Oanh truyện là một trong số những câu chuyện có mô-típ khởi đầu bằng việc cặp đôi nam nữ trúng tiếng sét ái tình, song áp lực xã hội ngăn cách họ đến với nhau, khiến cả hai trở nên đau khổ. Wong cho rằng các tác phẩm văn học lãng mạn Trung Quốc thời Đường tuy thiếu đi những mô-típ như lời thề non hẹn biển hay sự hiến dâng tất cả, thậm chí là đánh đổi cả mạng sống cho tình yêu thường thấy trong các câu chuyện lãng mạn phương Tây như Tiểu Nhiên và Mị Cơ hay Romeo và Juliet, song chúng đã phá bỏ được sự ràng buộc của lễ giáo hay những quan niệm truyền thống của Trung Quốc như "môn đăng hộ đối", dẫn đến một cái kết tốt đẹp.

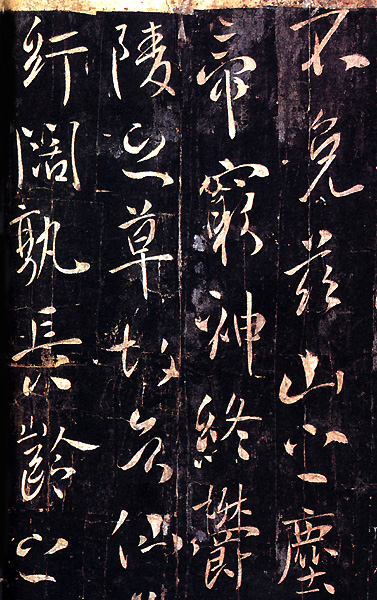
Ôn tuyền minh (溫泉銘), thư pháp của Đường Thái Tông trên một trụ đá

Dưới thời nhà Đường, nhiều bộ bách khoa toàn thư đồ sộ đã được biên soạn, tiêu biểu là bộ Nghệ văn loại tụ gồm 100 quyển của Âu Dương Tuân (557–641), Lệnh Hồ Đức Phân (582–666) và Trần Thúc Đạt (mất 635). Một số bộ bách khoa toàn thư nổi tiếng khác có thể kể đến như Khai Nguyên chiêm kinh của Cồ-đàm Tất-đạt (thế kỷ 8), một nhà thiên văn, chiêm tinh và học giả người Thiên Trúc sinh ra và lớn lên ở Trường An.
Các nhà địa lý thời Đường như Cổ Đam (730–805) đưa ra những mô tả chính xác về các vùng đất xa cách lãnh thổ Trung Quốc. Trong một tác phẩm được biên soạn từ 785 đến 805, Cổ Đam mô tả những "cây cột trang trí" được người bản xứ dựng nên trên Vịnh Ba Tư, hoạt động như những ngọn hải đăng báo hiệu giúp tàu bè khỏi đi lạc đường. Những cấu trúc tương tự "cây cột" mà Cổ Đam đề cập cũng đã được ghi nhận bởi các tác giả Ả Rập như al-Mas'udi và al-Muqaddasi sống sau đó một thế kỷ. Vào thế kỷ 7, Vương Huyền Sách sau khi phụng mệnh đi sứ tới xứ Magadha (vùng Đông Bắc Ấn Độ ngày nay) đã biên soạn nên bộ Trung Thiên Trúc quốc hành ký chứa đựng rất nhiều thông tin địa lý về miền Bắc Ấn Độ.
Những năm Trinh Quán thời Đường Thái Tông, các sử quán phụng chiếu biên soạn các bộ chính sử như Tấn thư, Lương thư, Trần thư, Bắc Tề thư, Chu thư, Tùy thư. Ngoài ra còn có thêm hai bộ Nam sử và Bắc sử do Lý Diên Thọ biên soạn. Bộ Thông điển của Đỗ Hựu tuy không thuộc Nhị thập tứ sử song được đánh giá là một tác phẩm có giá trị cao vì nó chứa đựng những ghi chép về tài chính, kinh tế, điển chương, pháp lệnh và chế độ với những nhận thức hiện thực về chính trị. Một số tác phẩm đáng chú ý khác là Sử thông của Lưu Tri Kỷ—tác phẩm được xem là nền tảng của lý luận học lịch sử Trung Quốc—hay Đại Đường Tây Vực ký kể về hành trình 19 năm thỉnh kinh của Huyền Trang—nhà sư nổi tiếng nhất thời Đường.
Một trong những tác phẩm văn học nổi tiếng khác thời Đường là cuốn Tây Dương tạp trở của Đoàn Thành Thức, một tập hợp các mẫu truyện ngụ ngôn, truyền thuyết, giai thoại nước ngoài, cũng như ghi chú về các chủ đề khác nhau. Cho đến nay, các học giả vẫn đang tranh cãi trong việc nên phân loại tác phẩm này vào thể loại văn học nào.

### Tôn giáo và triết học

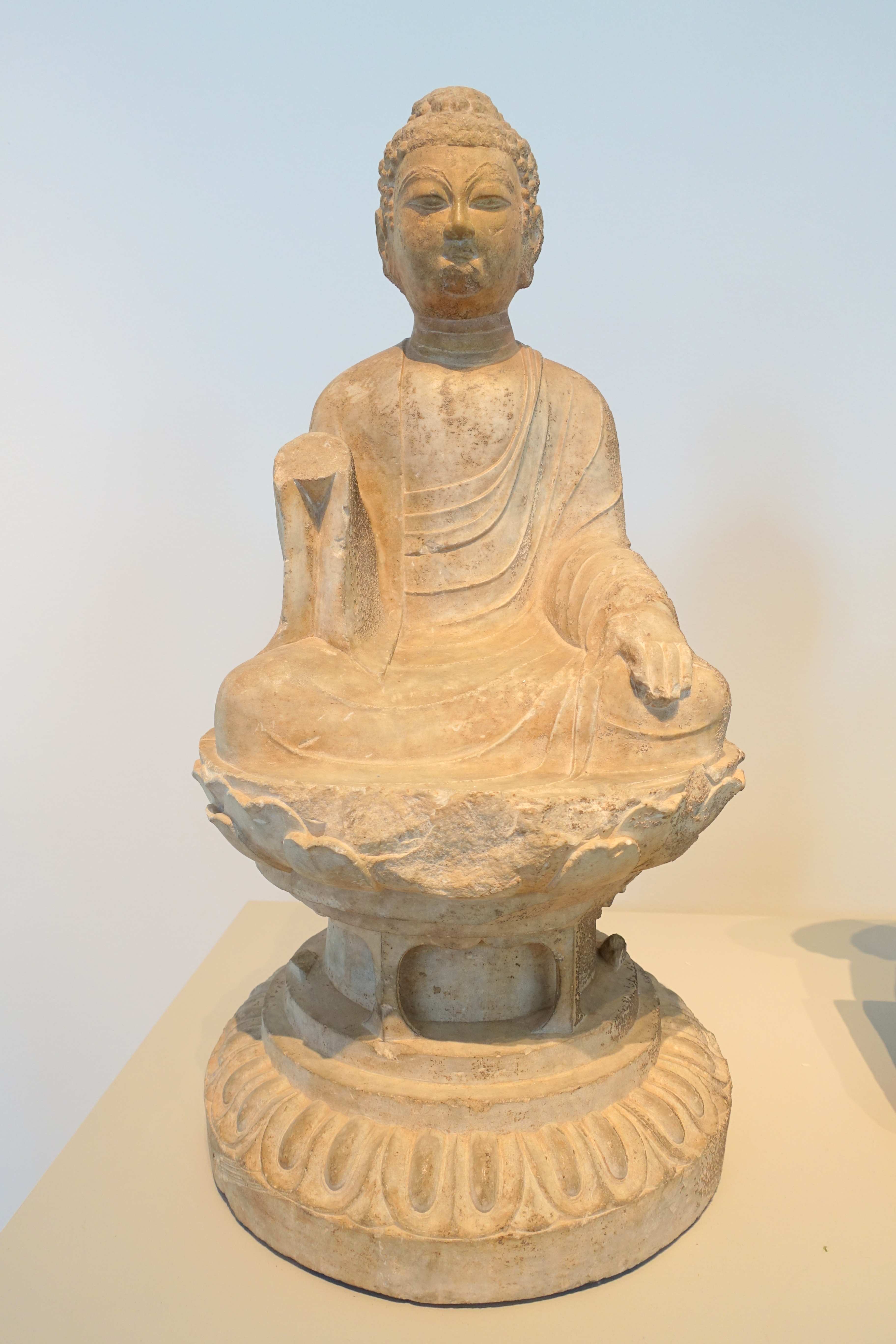
Tượng Bồ tát thời Đường

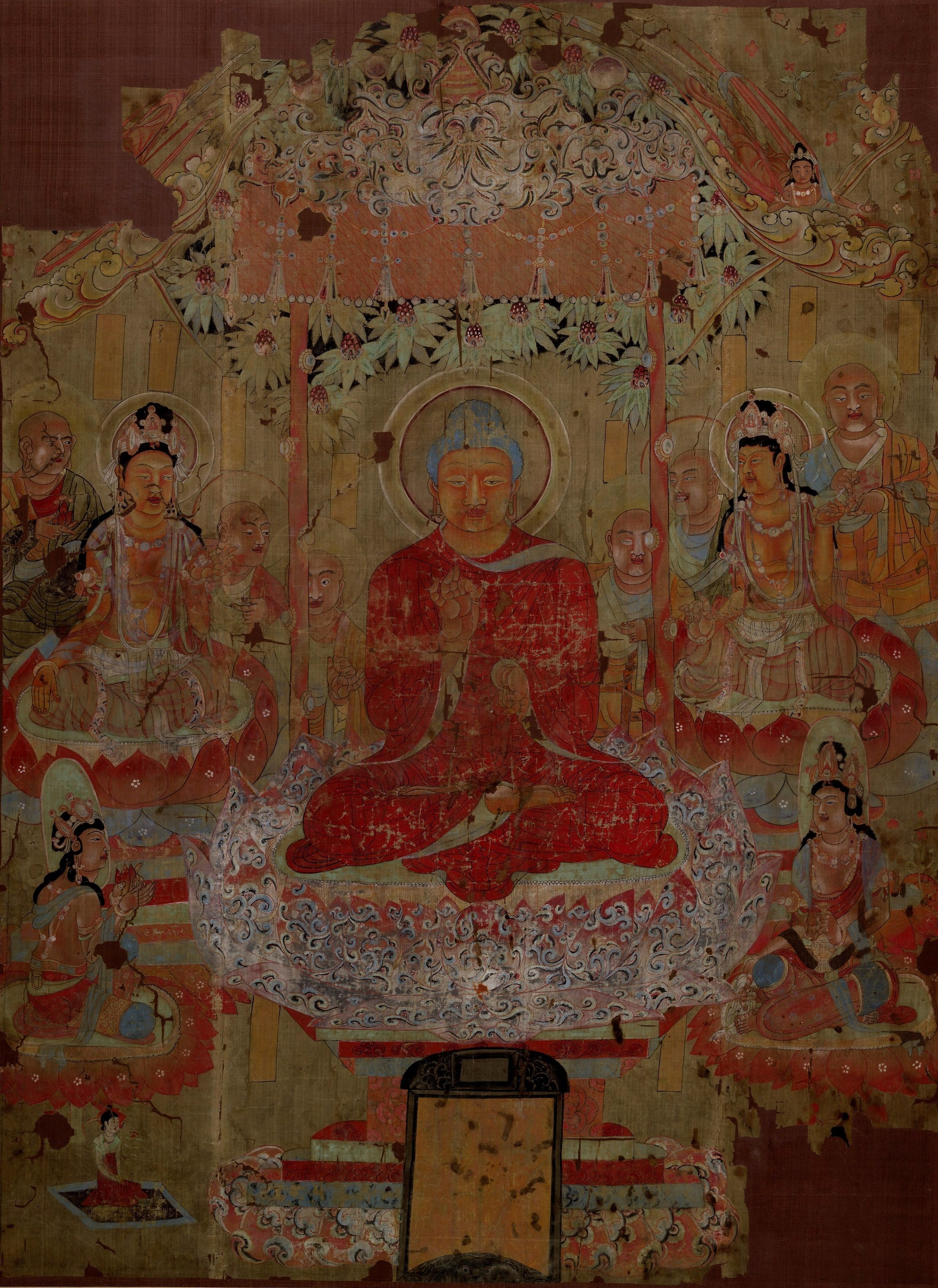
Một bức tranh từ Đôn Hoàng miêu tả Phật A-di-đà, niên đại thế kỷ 8.

Sau khi du nhập vào Trung Quốc dưới thời nhà Hán, Phật giáo bắt đầu phát triển mạnh mẽ dưới thời Nam–Bắc triều, sau đó từng bước trở thành hệ tư tưởng thống trị thời Thịnh Đường. Các hoàng đế thời kỳ đầu của nhà Đường tôn sùng Phật pháp, ban hành nhiều chính sách ưu đãi đối với Phật giáo. Tăng ni ngoài quyền được miễn lao dịch còn có thể nhận khẩu phần ruộng riêng theo chế độ quân điền, tuy ít hơn nông dân, nhưng được miễn thuế. Phật giáo hưởng lợi lớn từ sự quyên góp của tín đồ và những chính sách ưu đãi của triều đình, từ đó tích lũy được một lượng lớn của cải bao gồm tiền bạc, ruộng đất và nô tỳ. Trong các tứ điền mà triều đình ban phát, nhà chùa thường cho nông dân thuê đất để cày và thu tô mà không cần phải nộp cho chính quyền. Thông qua cách này, giới tăng lữ trở thành một tầng lớp địa chủ có quyền khống chế số lượng lớn nông dân tá điền, từng bước trở thành một thế lực kinh tế hùng mạnh trong nước. Các tự viện sử dụng nguồn lực kinh tế hùng hậu để tu sửa, xây dựng chùa chiền với quy mô tương đương hoặc vượt cả hoàng cung.
Khi quốc lực nhà Đường suy yếu, mâu thuẫn giữa chính quyền và Phật giáo gia tăng. Sau Loạn An Sử, số lượng hộ khẩu và dân số giảm mạnh trong khi số lượng tăng ni gia tăng nhanh chóng. Việc ngày càng có nhiều người xuất gia, trong khi lực lượng lao động và đóng thuế ngày càng giảm sút gây ảnh hưởng nặng nề tới nền kinh tế nhà Đường. Năm 845, Đường Vũ Tông (trị. 841–846) thực thi chính sách bài Phật, phá hủy 4.600 ngôi chùa cùng hơn 40.000 chiêu đề, lan nhã, buộc 260.000 tăng ni phải hoàn tục. Tuy lệnh cấm được dỡ bỏ chỉ sau vài năm, song Phật giáo vĩnh viễn không bao giờ lấy lại được vị thế thống trị văn hóa Trung Quốc như trước. Một trong những nguyên nhân khác dẫn đến sự bài trừ Phật giáo là sự phục hưng của các tư tưởng triết học bản địa như Nho giáo hay Đạo giáo và sự mâu thuẫn giữa giáo lý đạo Phật và nền tảng đạo đức truyền thống của người Trung Quốc, ví dụ như nhà Phật quan niệm rằng tăng ni vì đã thoát tục nên không cần phải quỳ lạy cha mẹ và hoàng đế. Tuy nhiên, Hàn Dũ (786–824)—một trong những người đầu tiên công khai chỉ trích Phật giáo—lại cho rằng việc này đã phá hoại hai nghĩa vụ đạo đức cơ bản của Nho giáo là "trung" và "hiếu". Mặc dù bản thân Hàn Dũ bị nhiều người đương thời xem là "một kẻ thô thiển và đáng ghét", song chính ông đã báo hiệu cuộc đàn áp Phật giáo thời nhà Đường cũng như sự phục hưng của Nho giáo và sự trỗi dậy của Lý học thời nhà Tống. Thời nhà Đường xuất hiện nhiều tông phái Phật giáo mới, bao gồm Thiền tông, một pháp môn tu tập phổ biến rỗng rãi trong giới tinh hoa có học thức. Một số thiền sư nổi danh thời Đường có thể kể đến là Mã Tổ Đạo Nhất, Bách Trượng Hoài Hải hay Hoàng Bá Hi Vận. Tịnh độ tông do cao tăng Huệ Viễn (334–416) sáng lập cũng trở nên thịnh hành dưới thời nhà Đường tương tự Thiền tông.
Đối thủ cạnh tranh với Phật giáo là Đạo giáo, một hệ thống tín ngưỡng và triết học đặc hữu của Trung Quốc có triết lý được xây dựng dựa trên nền tảng của hai tác phẩm Đạo đức kinh và Nam Hoa kinh. Hoàng tộc họ Lý tuyên bố là hậu duệ của Lão Tử, tức Thái Thượng Lão Quân, do vậy Đạo giáo lúc bấy giờ rất được coi trọng, đặc biệt là trong giới thượng lưu. Trong trường hợp hoàng tử hoặc công chúa nhà Đường từ bỏ đời sống trần tục để tu tập Đạo pháp, dinh thự xa hoa của họ trước đây sẽ được cải tạo thành đạo quán. Nhiều đạo sĩ thời Đường thường gắn liền với thuật giả kim, họ thường luyện đan dược trường sinh bất tử hoặc tìm cách chế tạo vàng từ hỗn hợp pha chế nhiều nguyên tố khác nhau. Một số hoàng đế nhà Đường hy vọng tìm kiếm sự trường sinh bất lão nên trọng dụng đạo sĩ. Tuy nhiên, do đan dược chứa thành phần có độc nên các hoàng đế như Thái Tông và Tuyên Tông đều thiệt mạng sau khi uống vào. Tuy không bao giờ tìm ra phương thức trường sinh bất tử cũng như cách chế tạo vàng, song các đạo sĩ đã góp phần tìm ra các hợp kim kim loại, sản phẩm sứ và thuốc nhuộm mới. Học giả Joseph Needham cho rằng thuật luyện đan trong Đạo giáo là một dạng "khoa học tiềm thức" chứ không hẳn là ngụy khoa học.

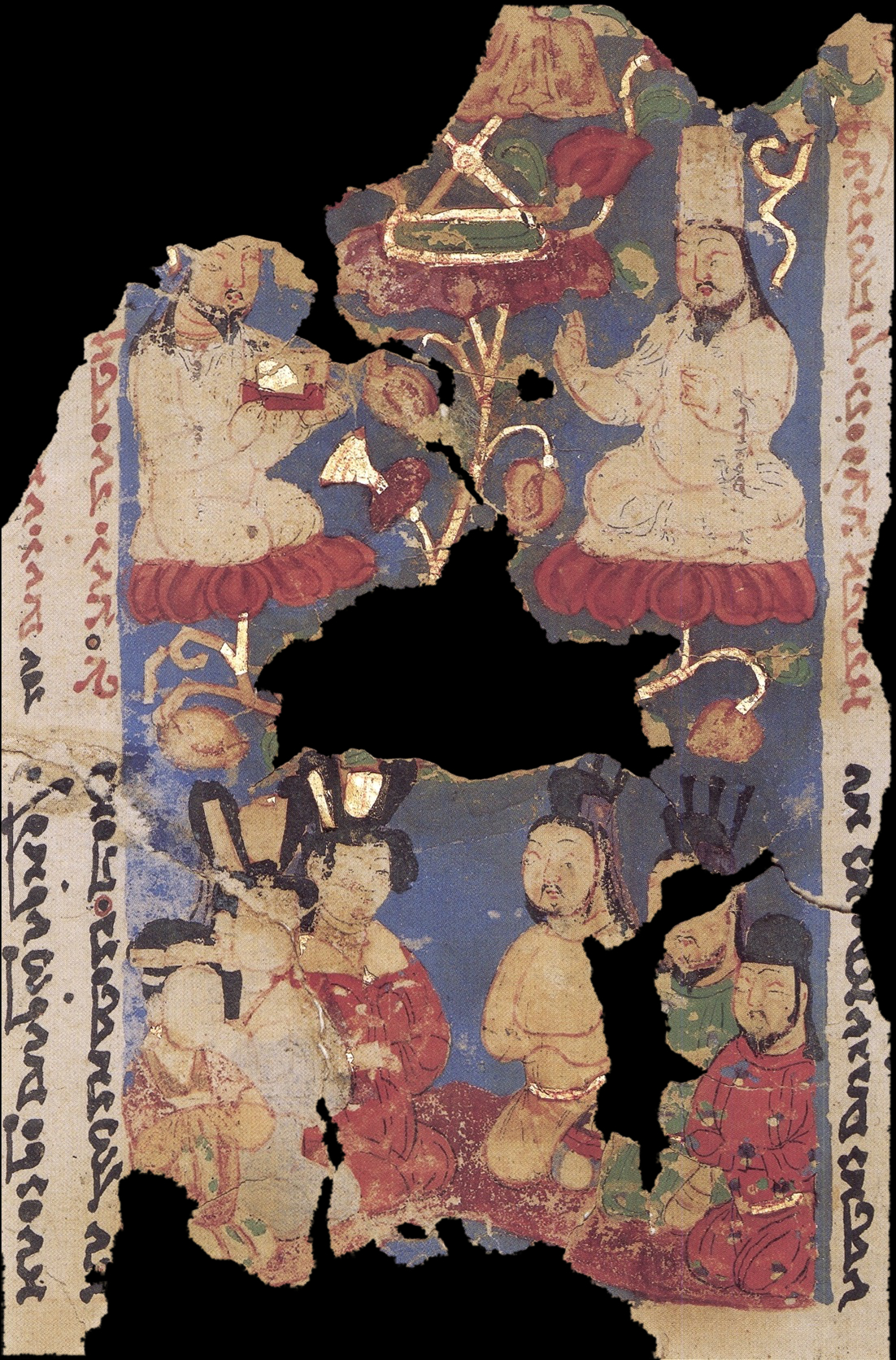
Tranh vẽ các thầy tu Mani giáo. Niên đại thế kỷ 8 hoặc 9, Cao Xương, Trung Quốc.

Bên cạnh Phật giáo, một số tôn giáo được truyền bá vào Trung Quốc từ bên ngoài bao gồm Hồi giáo, Cảnh giáo, Hỏa giáo và Mani giáo. Sơ kỳ nhà Đường, chính quyền thực hiện chính sách khoan dung đối với những tôn giáo ngoại nhập, cho phép người dân tự do thực hành tín ngưỡng của mình. Theo quan điểm truyền thống, Hồi giáo bắt đầu du nhập vào Trung Quốc khi Khalip Othman (trị. 644–656) cử một sứ bộ yết kiến Đường Cao Tông xin phép truyền bá tín ngưỡng của mình và thành lập thánh đường đầu tiên là Chùa Hoài Thánh ở Quảng Châu. Cảnh giáo, tức Giáo hội Phương Đông Assyria, du nhập vào Trung Quốc dưới triều Đường Thái Tông, được triều đình công nhận. Năm 781, các giáo dân đã dựng một tấm bia nhằm tôn vinh những thành tựu mà cộng đồng Cảnh giáo đạt được trong gần 150 năm tồn tại ở Trung Quốc. Một tu viện Kitô giáo được xây dựng ở Thiểm Tây tại địa điểm mà nay là một ngôi chùa Phật giáo. Bảo tháp của chùa – Tháp Đại Tần – đến nay vẫn còn chứa đựng các phù điêu Kitô giáo. Mặc dù gần như tuyệt tích sau khi nhà Đường diệt vong, song Cảnh giáo một lần nữa chứng kiến sự hồi sinh sau các cuộc chinh phạt của người Mông Cổ trong thế kỷ 13.
Tuy từng là hạt nhân truyền bá Phật giáo từ Ấn Độ vào Trung Quốc trong giai đoạn thế kỷ 2 đến thế kỷ 4, nhưng phần lớn người Sogdia (Túc Đặc) thời Đường đã cải sang Hỏa giáo do họ có mối quan hệ chặt chẽ với Đế quốc Sasan Ba Tư. Các thương nhân Túc Đặc và gia đình sinh sống tại các đô thị lớn như Trường An, Lạc Dương hoặc Tương Dương thường có tập tục xây đền thờ Lửa mỗi khi cộng đồng của họ phát triển vượt ngưỡng 100 hộ. Người Túc Đặc cũng đóng vai trò quan trọng trong việc truyền bá Mani giáo tới Trung Quốc và Hãn quốc Hồi Cốt. Dưới sự bảo hộ của người Hồi Cốt, tôn giáo này nhanh chóng tìm được chỗ đứng tại Trung Quốc. Tuy nhiên, vào năm 843, do ảnh hưởng từ cuộc thanh trừng Phật giáo của Đường Vũ Tông cũng như mối quan hệ căng thẳng với Hồi Cốt, chính quyền nhà Đường đã ra lệnh tịch thu tài sản của mọi tu viện Mani giáo trên toàn lãnh thổ. Cùng với lệnh cấm đạo ngoại nhập hai năm sau đó, Mani giáo suy yếu trầm trọng, dần chuyển thành tôn giáo bí mật trong dân gian và vĩnh viễn không thể tìm lại ánh hào quang trong quá khứ.

### Thư giãn và giải trí

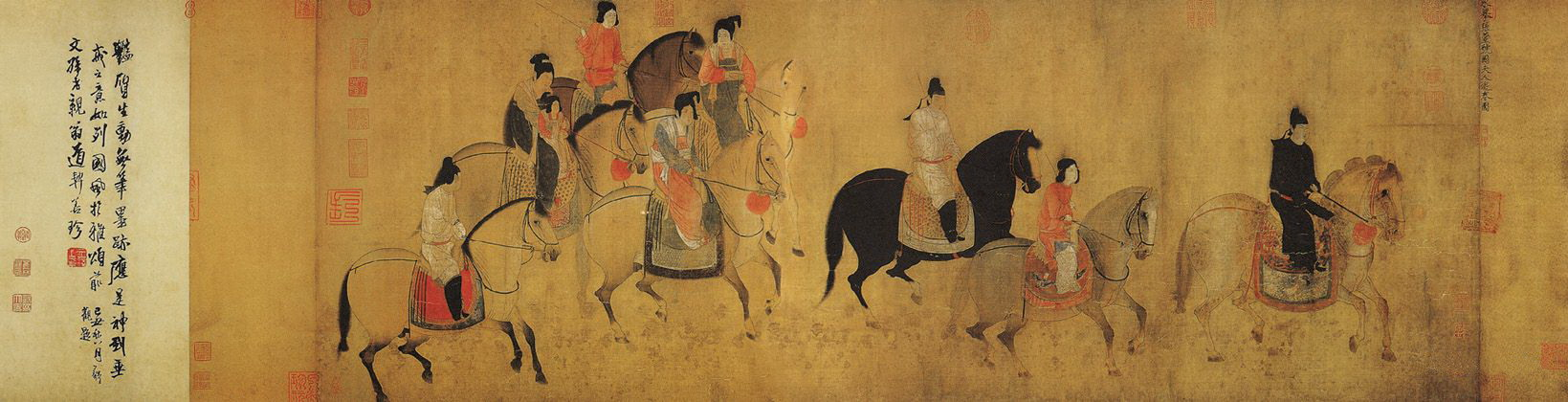
Quắc Quốc phu nhân du xuân đồ của Trương Huyên, miêu tả một cảnh sinh hoạt của Quắc Quốc phu nhân, chị gái của Dương Quý phi.

Không giống với những thời kỳ trước đó, người thời Đường—đặc biệt là tầng lớp thượng lưu—nổi tiếng vì dành nhiều thời gian cho các hoạt động vui chơi, giải trí. Các loại hình thể thao và hoạt động ngoài trời được ưa thích thời Đường bao gồm bắn cung, đi săn, mã cầu, khúc cầu, chọi gà và thậm chí là cả kéo co. Tất cả quan viên đều được hưởng chế độ nghỉ phép trong thời gian tại chức. Quan chức được cấp 30 ngày phép ba năm một lần để về quê thăm cha mẹ nếu họ sống xa hơn 1.000 dặm, 15 ngày nếu cha mẹ sống xa hơn 167 dặm (không bao gồm thời gian đi lại). Họ cũng được cấp 9 ngày phép nếu con cái kết hôn, và từ 1 tới 5 ngày phép để dự lễ cưới của họ hàng thân thích (không bao gồm thời gian đi lại). Ngoài ra, họ cũng được cấp tổng cộng 3 ngày phép để tham dự lễ trưởng thành của con cái hoặc 1 ngày nếu là lễ của người trong họ.

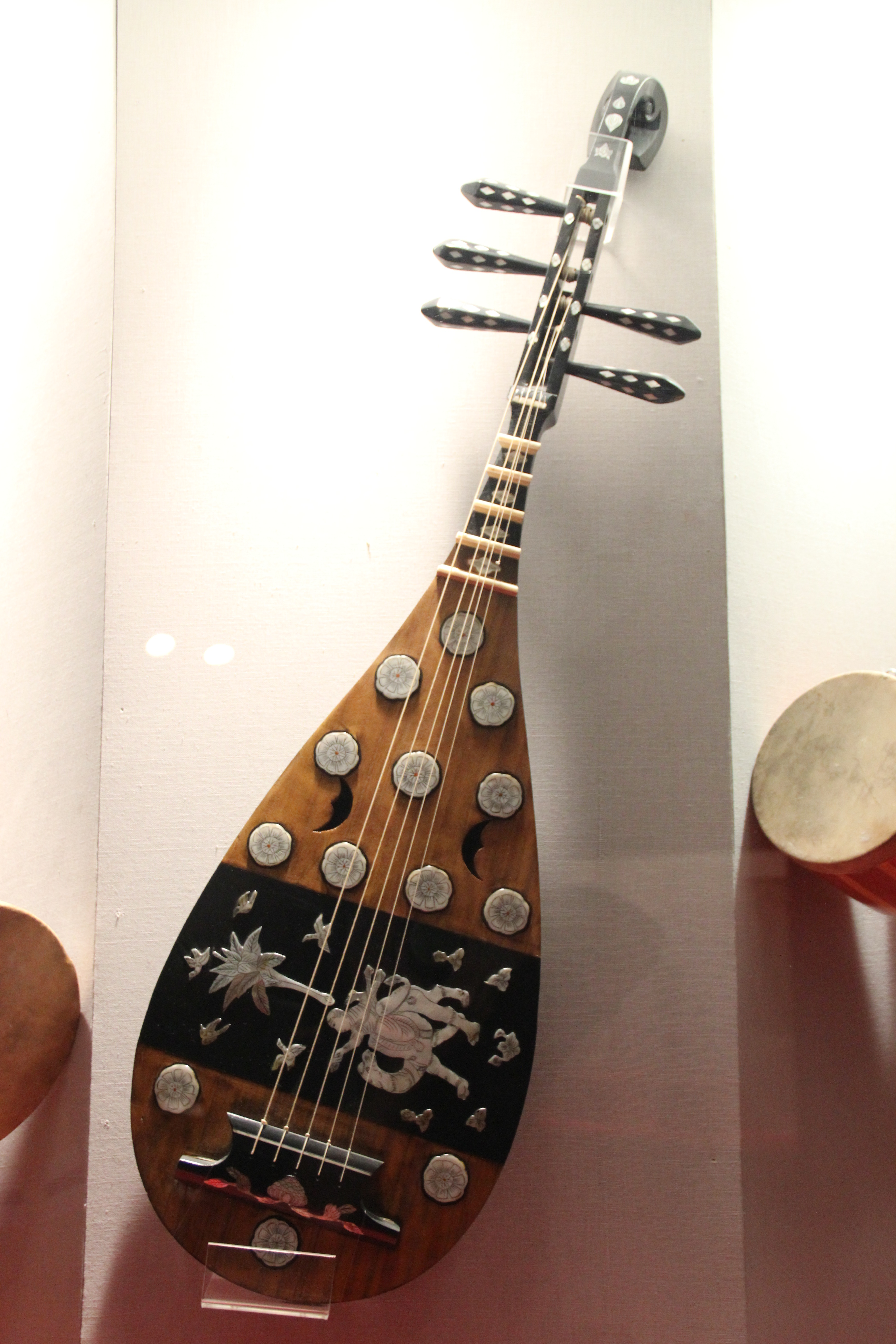
Đàn tỳ bà 5 dây cổ thời Đường - hiện vật trưng bày tại một bảo tàng ở Trung Quốc

Vào thời nhà Đường, những ngày Tết truyền thống như Xuân tiết (Tết Nguyên Đán), Tết Nguyên tiêu, Tết Hàn thực, Tết Đoan ngọ và một số tết khác đều là những ngày lễ chính thức. Trong các dịp lễ, thành Trường An thường xuyên diễn ra lễ hội sôi nổi, đặc biệt trong các dịp Tết Nguyên tiêu khi chính quyền dỡ bỏ lệnh giới nghiêm vào ban đêm trong vòng ba ngày liên tiếp. Giữa các năm 628 và 758, các hoàng đế nhà Đường đã đích thân hạ chiếu tổ chức 69 lễ hội lớn trên khắp cả nước. Các lễ hội này thường được tổ chức nhân dịp tướng lĩnh thắng trận trở về, mùa màng bội thu sau một đợt hạn hán hoặc đói kém kéo dài, mỗi khi hoàng đế đại xá thiên hạ, hoặc trong các dịp tấn phong Đông cung Hoàng thái tử. Triều đình cũng thường tổ chức những bữa tiệc xa hoa quy mô lớn trong các dịp đặc biệt, ví dụ như ngự yến ban cho 1.100 bô lão thành Trường An vào năm 664, bữa tiệc thiết đãi 3.500 tướng sĩ Thần Sách quân vào năm 768, hay bữa tiệc dành cho 1.200 cung nữ và hoàng thân quốc thích vào năm 826. Văn hóa uống rượu và các loại thức uống có cồn khác đã trở thành thứ không thể thiếu trong đời sống con người Trung Quốc. Tương truyền, vào đầu thế kỷ thứ 8, một vị quan đã xây một "tửu động" có nền lát bằng 5 vạn viên gạch. Trên mỗi viên gạch, ông đều cho đặt một bát rượu, tổng cộng 5 vạn bát, để cùng các bằng hữu thưởng rượu, đối ẩm.

### Địa vị của phụ nữ
Các khái niệm về quyền lợi và địa vị xã hội của phụ nữ thời Đường nhìn chung tương đối cởi mở so với mặt bằng chung thế giới đương thời. Tuy nhiên, điều này chỉ thực sự đúng với phụ nữ thành thị thuộc tầng lớp quyền quý, vì phụ nữ và đàn ông vùng nông thôn thường phải thay nhau đảm nhận các công việc khác nhau. Thường thì người vợ và con gái trong gia đình sẽ đảm đương các công việc gia đình như dệt vải và nuôi tằm, trong khi người đàn ông thì thường đảm nhiệm công việc đồng áng.
Nhiều phụ nữ nữ thời Đường có thể đạt được địa vị tôn giáo tôn quý bằng cách xuất gia làm đạo sĩ. Các tú bà đứng đầu các kỹ viện lớn ở các khu phố phía Bắc thành Trường An là những người phụ nữ giàu có và quyền lực. Vào thời nhà Đường, nghề kỹ nữ rất được kính trọng. Kỹ nữ thông thạo quy tắc trên bàn rượu, được đào tạo bài bản về kỹ năng giao tiếp và ứng xử trên bàn ăn. Tuy nhiên, ngoài vai trò là người phục vụ các bữa yến tiệc, nhiều người trong số họ cũng được biết đến với vai trò ca nữ và thi sĩ tài ba. Một số kỹ nữ nổi danh và có ảnh hưởng lớn thời Đường bao gồm Tiết Đào, Lý Quý Lan và Ngư Huyền Cơ.
Tuy nổi tiếng với cách ứng xử lịch thiệp, song người kỹ nữ thường nắm thế chủ động trong các cuộc trò chuyện với nam nhân thuộc tầng lớp thượng lưu. Họ sẵn sàng chỉ trích công khai bất kỳ vị khách nào nói quá nhiều, những người thích thể hiện hoặc khoe khoang bản thân thái quá, hay những kẻ ứng xử thô lỗ làm hỏng bữa ăn của các vị khách khác (trong một trường hợp, một kỹ nữ thậm chí còn tự tay đánh gục một kẻ say rượu lăng mạ mình). Khi ca xướng tiếp đãi khách, nhiều kỹ nữ không chỉ tự sáng tác lời bài hát mà còn thường hát những câu thơ của các thi nhân nổi danh, góp phần truyền bá một loại hình thơ phổ nhạc mới.
Thời nhà Đường, vẻ đẹp tiêu chuẩn của người phụ nữ là mập mạp, tròn trịa. Đàn ông ưa chuộng phụ nữ quyết đoán, năng động. Bộ môn thể thao mã cầu du nhập từ Ba Tư trở thành một trào lưu cực kỳ phổ biến trong giới thượng lưu Trung Quốc cũng thường có phụ nữ tham gia (có thể nhận thấy thông qua những bức tượng đất nung thời kỳ này). Búi tóc của phụ nữ thường phức tạp, với nhiều kiểu dáng khác nhau, trong đó nổi tiếng nhất là "vọng tiên kế" (望仙髻), "phi thiên kế" (飛天髻). Phụ nữ quyền quý thường trang trí những món đồ trang sức lộng lẫy trên búi tóc, đeo vòng cổ ngọc trai, trang điểm bằng phấn phủ và nước hoa. Năm 671, triều đình  có sắc lệnh buộc phụ nữ phải đội mũ có mạng che mặt nhằm tăng phần quý phái, song không có kết quả, vì một số phụ nữ bắt đầu mặc đồ nam giới, đội mũ đường cân, hoặc thậm chí là không đội gì.

### Ẩm thực
Ngay từ thời Nam–Bắc triều (hay thậm chí là sớm hơn), uống trà (Camellia sinensis) đã trở thành một thói quen phổ biến ở miền Nam Trung Quốc. Bên cạnh việc là một loại thức uống được ưa chuộng, trà còn được các danh y thời Đường xem là "thuốc của trăm bệnh". Theo thời gian, trà trở thành một từ đồng nghĩa với mọi sự tinh tế trong nhân gian. Thi sĩ Lư Đồng (790–835) yêu trà đến nỗi phần lớn thơ của ông đều có chủ đề về trà. Học giả Lục Vũ (733–804), nổi tiếng với những nghiên cứu về trà đạo, đã biên soạn nên một bộ sách lý luận Trà học có tên là Trà kinh. Tuy giấy gói đã bắt đầu được sử dụng tại Trung Quốc từ thế kỷ 2 TCN, song vào thời nhà Đường, người ta đã biết cách để sử dụng giấy gói làm những chiếc túi hình vuông để đựng và bảo quản hương vị của lá trà. Cũng trong thời kỳ này, người ta đã bắt đầu tìm ra nhiều công dụng khác của giấy. Dựa trên ghi chép của Nhan Chi Thôi (531–591), giấy vệ sinh lần đầu tiên được đưa vào sử dụng vào năm 589 dưới thời nhà Tùy. Việc sử dụng giấy vệ sinh thời nhà Đường cũng được xác nhận bởi một du khách Ả Rập vào năm 851, người cho rằng người Trung Quốc thiếu sạch sẽ vì họ dùng giấy để chùi thay vì rửa sạch bằng nước.

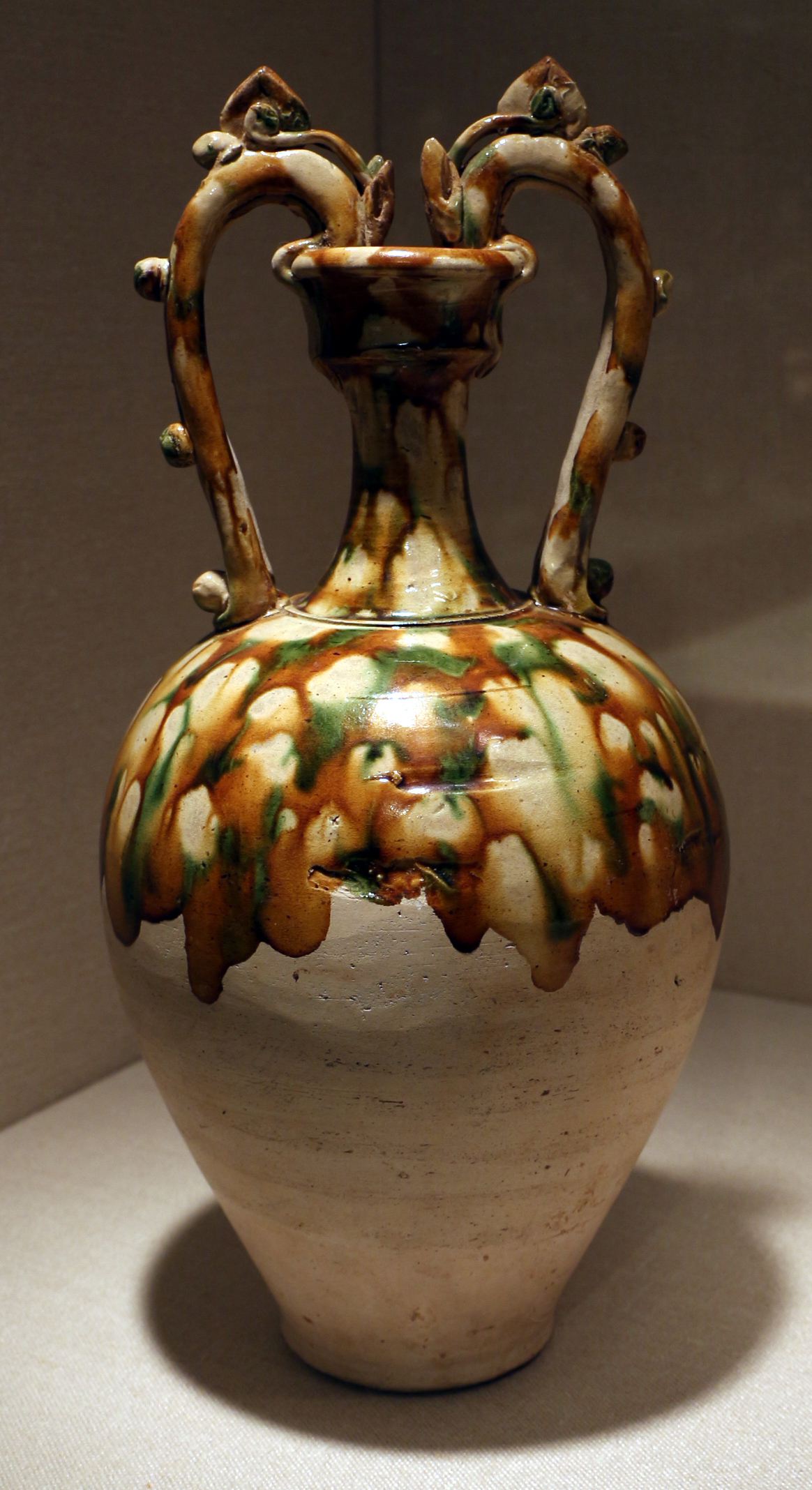
Bình đựng rượu làm bằng gốm tam thải, niên đại thế kỷ 8.

Thời cổ đại, người Trung Quốc xem ngũ cốc, bao gồm ma (gai dầu), thử (kê), tắc (cao lương), mạch (gồm đại mạch và lúa mì), thục (đậu) là năm loại lương thực cơ bản nhất. Học giả Tống Ứng Tinh (1587–1666) thời Minh mạt Thanh sơ lưu ý rằng vào thời điểm Thần Nông dạy bách tính làm nông, lúa gạo không được xem là một trong năm loại ngũ cốc. Lý do là vì các vùng đất có khí hậu ẩm ướt thích hợp để trồng lúa ở miền Nam Trung Quốc lúc bấy giờ chưa được người Hoa Hạ định cư hoặc canh tác hoàn toàn. Cũng theo Tống Ứng Tinh thì vào thời nhà Minh, bảy phần mười lương thực của dân thường là gạo. Trong khi đó thì vào thời nhà Đường, lúa gạo không chỉ là loại thực phẩm quan trọng nhất ở miền Nam Trung Quốc, mà cũng dần trở nên phổ biến ở miền Bắc.
Mặc dù lúa gạo dần trở nên phổ biến, song loại lương thực chính thời Đường vẫn là lúa mì (trước đó là kê). Vì vậy, các loại bánh làm từ mạch dần trở thành một trong những mặt hàng chủ lực thời kỳ này. Bốn loại bánh chính bao gồm bánh hấp, bánh canh, bánh rán và bánh Hồ. Bánh hấp thường được tiêu thụ bởi cả thường dân lẫn quý tộc. Tương tự loại bánh mì kẹp Tây An ngày nay, bánh hấp thời Đường thường được nhồi với thịt và rau. Các hàng quán thường bày bán món bánh hấp giá rẻ dọc trên đường phố Trường An. Bánh canh là món ăn chính ở phương Bắc thời Nam–Bắc triều, song chúng vẫn tiếp tục được ưa chuộng thời nhà Đường. Bánh canh bao gồm nhiều món ăn tương tự như hoành thánh, mì và nhiều loại thực phẩm làm từ bột nhão khác. Trong khi giới quý tộc ưa chuộng hoành thánh thì thường dân lại thường ăn mì sợi vì chúng dễ chế biến hơn. Bánh rán chỉ bắt đầu phổ biến tại Trung Quốc vào thời nhà Đường và chúng thường được bày bán bên cạnh bánh bao tại các quán ăn ở các thành phố lớn như Trường An. Bánh Hồ là loại bánh cực kỳ phổ biến thời kỳ này, được cho là có xuất xứ từ Tây Vực và đã du nhập vào Trung Quốc dưới thời nhà Hán. Trong chữ Hán, "hồ" (胡) được dùng để chỉ những thứ đến từ đất người Hồ nói riêng hoặc từ bên ngoài Trung Quốc nói chung. Bánh Hồ được nướng trong lò, phủ vừng và được phục vụ tại các quán rượu, nhà trọ và các quầy hàng. Trong tác phẩm Nhập Đường cầu pháp tuần lễ hành kí của mình, cao tăng người Nhật Ennin (794–864) nhận xét rằng bánh Hồ là loại bánh được mọi tầng lớp nhân dân Trung Quốc ưa chuộng.

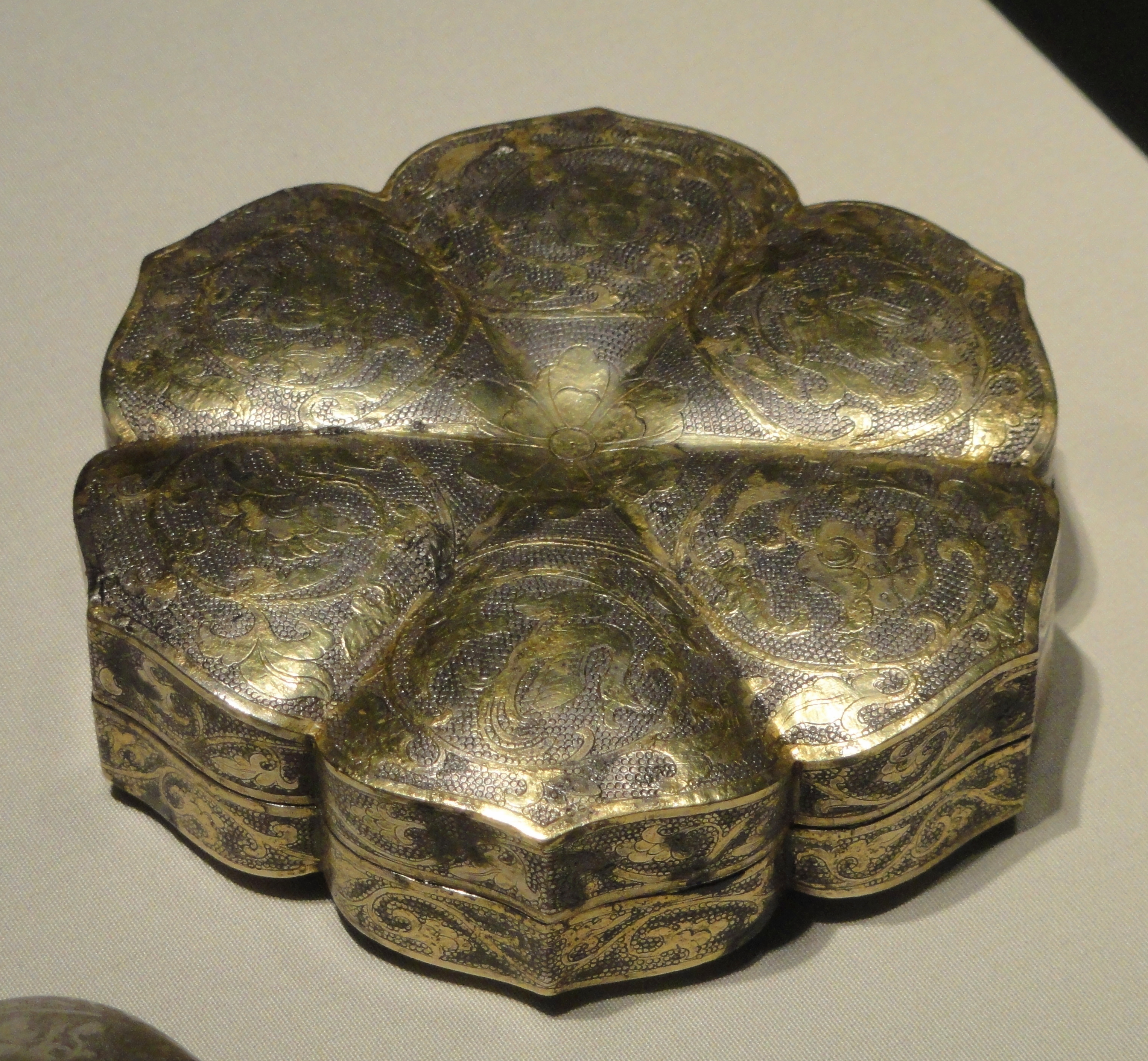
Khay mứt hình bông hoa làm bằng bạc, niên đại thế kỷ 8.

Thời nhà Đường, các loại thực phẩm và nguyên liệu nấu ăn phổ biến ngoài những thứ đã được liệt kê bên trên bao gồm đại mạch, tỏi, muối, củ cải, đậu nành, lê, mơ, đào, táo tây, táo tàu, lựu, đại hoàng, hạt phỉ, hạt thông, hạt dẻ, quả óc chó, khoai mỡ, khoai môn, v.v. Các loại thịt được tiêu thụ chính bao gồm thịt lợn, thịt gà, thịt cừu (đặc biệt được ưa chuộng ở Hoa Bắc), rái cá biển, gấu (khó săn bắt, nhưng có những công thức chế biến gấu hấp, luộc và ướp) và thậm chí là cả lạc đà hai bướu. Ở vùng duyên hải miền Nam, hải sản là loại thức ăn phổ biến nhất. Người Trung Quốc thích ăn sứa nấu với quế, tiêu Tứ Xuyên, thảo quả và gừng, cũng như hàu ướp rượu, mực ướp giấm xào gừng, sam biển, ghẹ, tôm và cá nóc—loại cá mà người Trung Quốc gọi là "lợn sữa sông" (河豚). Tuy nhiên, một số loại thực phẩm cũng bị giới hạn bởi triều đình khuyến khích người dân không ăn thịt bò. Lý do là vì bò, đặc biệt là bò đực, có vai trò cực kỳ quan trọng trong nông nghiệp. Trong các năm từ 831 đến 833, Đường Văn Tông (trị. 827–840) thậm chí còn áp đặt lệnh cấm giết mổ gia súc vì bản thân ông là một người sùng đạo Phật.
Thông qua hoạt động buôn bán đường biển và đường bộ, người Trung Quốc có thể mua đào từ Samarkand, chà là, hồ trăn và sung từ Đại Iran, hạt thông và rễ nhân sâm từ Triều Tiên và xoài từ Đông Nam Á. Dưới triều Hoàng đế Harshavardhana (k. 606 – k. 647), các sứ thần Ấn Độ đã đưa hai chuyên gia chế tạo đường ăn đến Trường An và thành công truyền dạy người Trung Quốc cách trồng mía. Các sản phẩm làm từ bông cũng được nhập khẩu nguyên chiếc từ vùng Bengal của Ấn Độ, dù vào thời kỳ này, người Trung Quốc đã bắt đầu biết cách trồng và chế biến bông. Sang đến thời nhà Nguyên, bông trở thành loại vải dệt hàng đầu tại Trung Quốc.
Bảo quản thực phẩm là những kỹ thuật rất quan trọng, được thực hành trên khắp Trung Quốc. Người dân thường sử dụng các phương pháp bảo quản đơn giản như đào rãnh sâu, ướp muối. Ngược lại, đồ ngự thiện của vua có thể được bảo quản trong những hầm băng lớn nằm rải rác bên dưới các khu vườn trong và ngoài thành Trường An. Người quyền quý và thượng lưu cũng có những hầm băng nhỏ dùng riêng. Mỗi năm, hoàng đế cho nhân công chạm khắc 1.000 khối băng từ các con suối đóng băng trên núi, mỗi khối có kích thước 0,91 m x 0,91 m x 1,1 m. Các món ăn ngon đông lạnh như dưa ướp lạnh là những món tráng miệng được ưa chuộng trong những ngày hè nóng bức.

## Kinh tế
Thông qua Con đường Tơ lụa và thương mại hàng hải, người nhà Đường có cơ hội tiếp cận các mặt hàng hiếm cũng như tiếp thu nhiều công nghệ, tập quán mới lạ từ nước ngoài. Nhiều phong cách thời trang, các loại gốm sứ mới và kỹ thuật đúc bạc cải tiến từ châu Âu, Trung Đông, Trung và Nam Á du nhập vào Trung Quốc. Cũng trong thời kỳ này, người Trung Quốc bắt đầu làm quen với tập tục sử dụng ghế làm chỗ ngồi, thay vì dùng mỗi chiếu như trước. Nhiều giai điệu, vũ điệu và nhạc cụ nước ngoài cũng dần trở nên phổ biến ở Trung Quốc. Các loại nhạc cụ du nhập vào Trung Quốc thời Đường gồm có kèn ô-boa, sáo và một số loại trống sơn mài nhỏ từ Tây Vực cũng như một số nhạc cụ khác đến từ Thiên Trúc như chũm chọe.
Thời kỳ nhà Đường chứng kiến sự tương tác chưa từng có với Thiên Trúc—một trung tâm kiến thức Phật giáo đương thời. Sau chuyến đi dài 17 năm tới Tây Trúc thỉnh kinh, hòa thượng Huyền Trang (mất 664) đã mang về những bản kinh tiếng Phạn có giá trị để biên dịch sang chữ Hán. Quan hệ gần gũi với Đột Quyết cũng góp phần thúc đẩy sự giao thoa giữa hai nền văn hóa. Nhiều giai điệu dân ca Đột Quyết truyền cảm hứng sáng tác thơ cho nhiều thi sĩ Trung Quốc, ngoài ra còn xuất hiện cuốn từ điển Trung–Đột Quyết dành cho những học giả, nho sinh có hứng thú. Tại nội địa Trung Quốc, thương mại được thúc đẩy mạnh mẽ nhờ Đại Vận Hà. Việc triều đình tái cơ cấu hệ thống kênh rạch cũng giúp giảm thiểu chi phí vận chuyển ngũ cốc và nhiều loại mặt hàng khác. Triều đình cũng duy trì hệ thống dịch trạm dài 32.100 km để chuyển công văn từ trung ương xuống địa phương và ngược lại.

### Tiền tệ

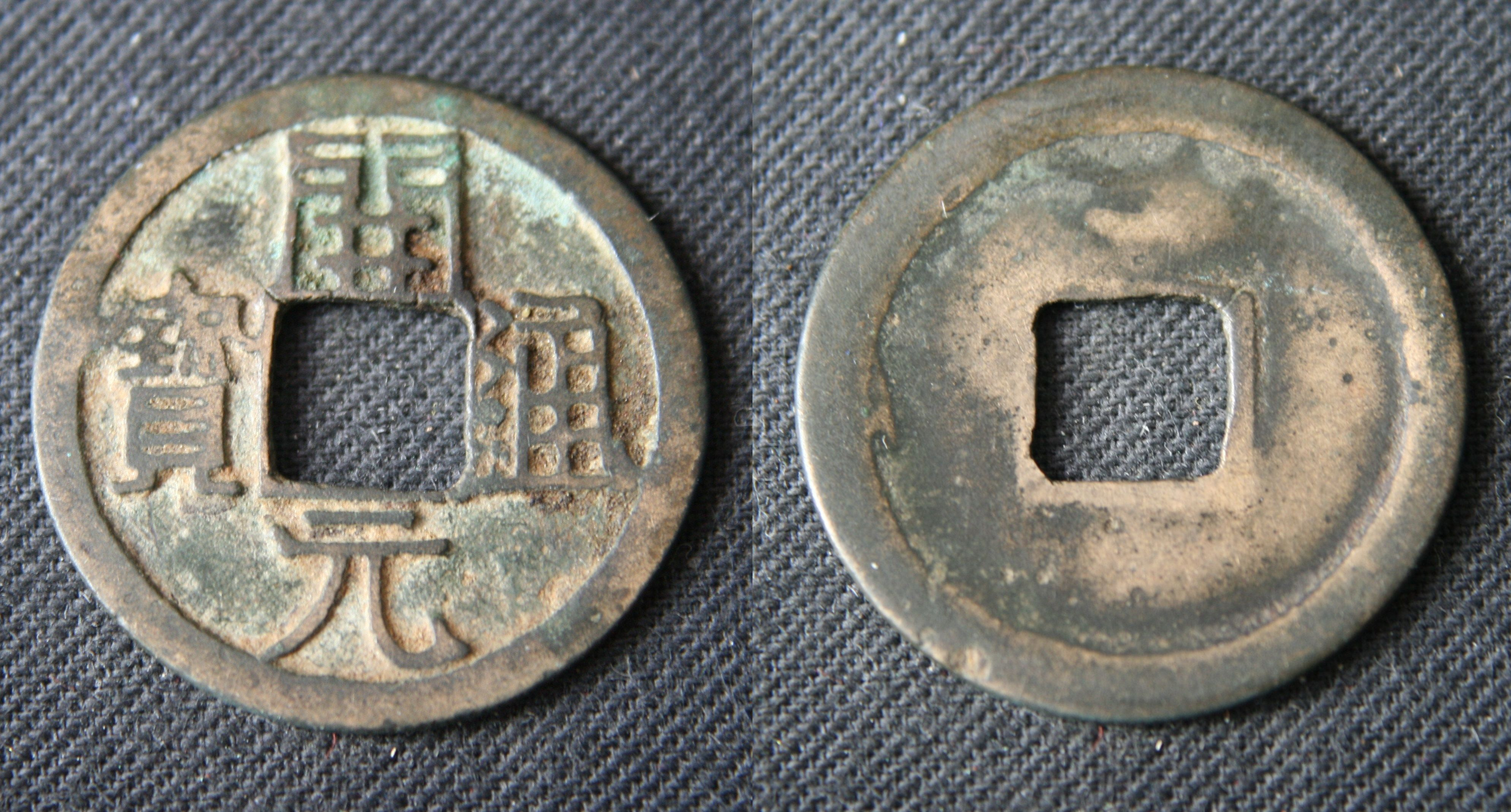
Một xu Khai Nguyên Thông bảo đúc dưới thời Đường Cao Tổ

Năm 621, Đường Cao Tổ cho đúc loại tiền xu Khai Nguyên thông bảo (開元通寶) và phát hành ra toàn quốc, chính thức chấm dứt hơn 7 thế kỷ Trung Quốc sử dụng loại tiền ngũ thù, với nhiều biến thể và chất lượng kém dần qua thời gian. Việc đúc và lưu hành loại tiền tệ mới vô cùng quan trọng đối với kế hoạch ổn định và phát triển kinh tế của Nhà Đường. "Khai Nguyên" không phải là niên hiệu của Đường Cao Tổ mà ám chỉ sự khởi đầu của một thời đại mới. Tuy nhiên, sau thời nhà Đường, các loại tiền bắt đầu sử dụng niên hiệu của hoàng đế đương nhiệm kèm theo cụm từ "thông bảo". Các loại tiền trước thời Đường đều dùng chỉ số cân nặng để gọi tên như bán lạng (nặng nửa lạng) thời nhà Tần hay tam thù (nặng 3 thù), ngũ thù (nặng 5 thù) thời nhà Hán. Tiếp tục lưu hành trong hầu hết các đời hoàng đế nhà Đường, Khai Nguyên thông bảo có sức ảnh hưởng mạnh mẽ lên quá trình đúc và lưu hành tiền tại Trung Quốc cũng như tại các quốc gia khác thuộc Vùng văn hóa Đông Á.

### Thuế khóa
Những năm đầu nhà Đường, chính quyền thi hành chế độ Tô dung điệu (租庸調) – một loại thuế khóa lấy chế độ Quân điền làm cơ sở. Tô là thuế ruộng, mỗi suất đinh mỗi năm nộp 2 thạch kê hoặc 3 thạch thóc. Dung là thuế đinh, mỗi suất đinh mỗi năm phải làm lao dịch không công 20 ngày, năm nhuận 22 ngày. Nếu không muốn lao dịch có thể nộp lụa để thay, một ngày lao dịch tương đương 3 thước lụa. Điệu là thuế hộ, thuế suất căn cứ vào số lượng sản phẩm thủ công của địa phương. Tại các khu vực sản xuất lụa, thuế suất mà mỗi suất đinh phải nộp hàng năm là 2 trượng lụa và 3 lạng bông, tại những vùng không sản xuất lụa là 2,5 trượng vải gai, 3 cân sợi gai.
Sau loạn An Sử, chế độ Quân điền sụp đổ kéo theo sự phá sản của Tô dung điệu. Năm 780, một chế độ thuế khóa mới có tên là Lưỡng thuế pháp (兩稅法) được đưa vào áp dụng. Theo đó, triều đình lấy tổng chi phí chi tiêu của nhà nước làm để xác định mức thuế, lại chỉ căn cứ theo số ruộng đất và tài sản thực có để thu thuế tài sản và thuế ruộng đất. Thuế thu một năm hai lần, đợt thứ nhất không được phép quá tháng 6, đợt thứ hai không được phép quá tháng 11. Lưỡng thuế pháp chuyển từ thu thuế đinh sang thu thuế tài sản, giúp giảm bớt gánh nặng do tiền thuế, song nó cũng gây ảnh hưởng đến quyền lợi của tầng lớp thương nhân và địa chủ, vì vậy không được các nhóm này ủng hộ.
Chính quyền trung ương và địa phương lưu giữ số lượng lớn sổ sách địa chính để tiện cho việc thu thuế, song nhiều người biết chữ hoặc tầng lớp hào phú thường tự làm sổ sách và khế ước riêng. Những tài liệu này thường có chữ ký của chủ sở hữu, người làm chứng và người ghi chép nhằm chứng minh (khi cần) quyền sở hữu hợp pháp đối với tài sản ruộng đất. Nguyên mẫu của loại tài liệu này đã tồn tại từ thời nhà Hán và loại văn khế ước này càng trở nên phổ biến ở các triều đại sau, dần trở thành một phần của văn hóa văn học Trung Quốc.

### Con đường tơ lụa

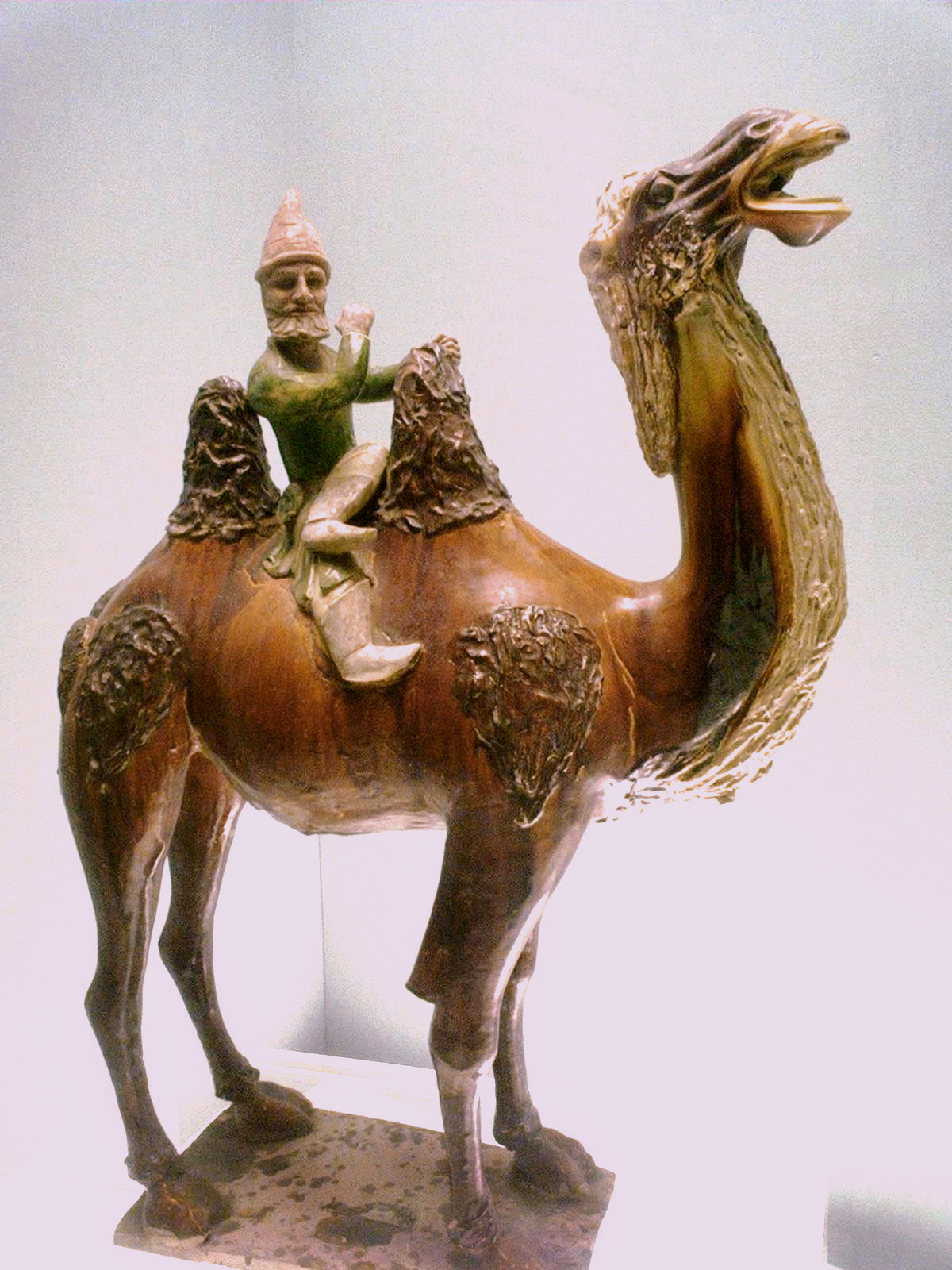
Tượng một thương nhân người Túc Đặc ngồi trên lạc đà bằng gốm tam thải. Lạc đà được dùng để vận tải hàng hóa và có thể chịu đựng thời tiết khắc nghiệt của sa mạc.

Vốn hình thành lần đầu dưới triều Hán Vũ Đế (trị. 141 – 87 TCN), Con đường tơ lụa kết nối Trung Quốc với châu Âu và thế giới phương Tây bị gián đoạn trong nhiều thế kỷ do tác động từ các cuộc chiến tranh tại Trung Nguyên. Tuy nhiên, sau khi tướng Hầu Quân Tập (mất 643) chinh phạt Tây Vực, Con đường tơ lụa lại một lần nữa được khai thông và tiếp tục duy trì trong gần bốn thập kỷ, trước khi bị đóng tạm thời sau khi người Thổ Phồn giành quyền kiểm soát khu vực. Năm 699, dưới triều Võ Tắc Thiên, tuyến đường thương mại trên bộ kết nối trực tiếp Trung Quốc với phương Tây một lần nữa được khôi phục sau khi người Trung Quốc tái lập quyền kiểm soát lãnh thổ An Tây tứ trấn cũ (Cao Xương, Quy Từ, Vu Điền và Sơ Lặc).
Năm 722, nhà Đường chiếm được tuyến đường huyết mạch xuyên qua thung lũng Gilgit (Baltistan, Pakistan ngày nay) từ Thổ Phồn, song đã để mất nó vào tay người Thổ Phồn vào năm 737, trước khi tướng Cao Tiên Chi giành lại quyền kiểm soát khu vực này một lần nữa. Tuy nhiên, sau khi Loạn An Sử bùng nổ, nhà Đường buộc phải rút quân khỏi Tây Vực, tạo điều kiện cho Thổ Phồn chiếm đóng toàn bộ lãnh thổ cũ của An Tây đô hộ phủ, qua đó cắt đứt mối liên hệ trực tiếp giữa phương Tây với Trung Quốc thông qua Con đường tơ lụa. Năm 848, sau khi thế lực Thổ Phồn suy vi vì nội loạn, những người Hán sinh sống tại Hà Tây nổi dậy giành quyền kiểm soát khu vực và quy phục triều đình nhà Đường vào năm 851. Những vùng đất này sở hữu những đồng cỏ và các khu vực chăn thả quan trọng trong việc nuôi ngựa mà nhà Đường rất cần.
Mặc dù từng có nhiều du khách từ châu Âu xa xôi đến Trung Quốc sinh sống và buôn bán, nhiều người trong số họ, chủ yếu là hòa thượng hoặc các nhà truyền giáo, đề cập đến luật nhập cư nghiêm ngặt của nhà Đường. Theo ghi chép của Huyền Trang và các hòa thượng từng đi tới Thiên Trúc thông qua Con đường tơ lụa, chính quyền nhà Đường thiết lập rất nhiều trạm kiểm soát dọc theo Con đường tơ lụa để kiểm tra giấy phép đi lại và hoạt động xuất nhập cảnh tới Trung Quốc. Nạn cướp bóc cũng là một vấn đề nan giải dọc các trạm kiểm soát và đô thị ốc đảo. Theo lời kể của Huyền Trang thì trên đường đi tới Thiên Trúc, đoàn lữ hành của ông từng không ít lần chạm trán các nhóm cường đạo.

### Thương mại hàng hải

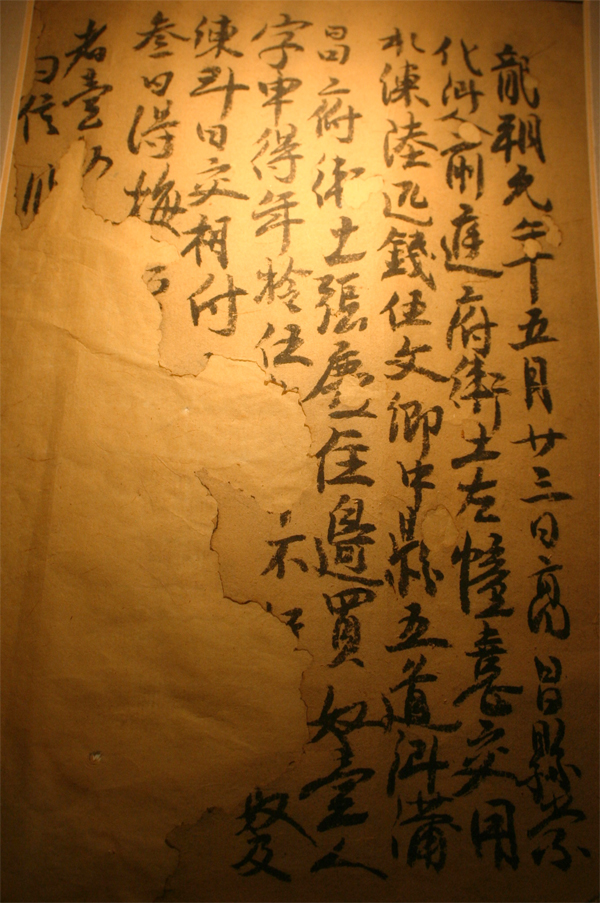
Hợp đồng mua bán một nô lệ 15 tuổi với giá 6 tấm lụa mịn và 5 quan tiền. Khai quật tại nghĩa trang Astana ở Turfan, Tân Cương

Các sứ thần Trung Quốc từng đến các vương quốc Ấn Độ thông qua đường biển từ rất sớm, có lẽ là thế kỷ thứ 2 TCN. Tuy nhiên phải sang thời Đường, Trung Quốc mới thiết lập được sự hiện diện hàng hải mạnh mẽ tại Vịnh Ba Tư và Biển Đỏ—trên tuyến đường biển tới Ba Tư, Lưỡng Hà (đi thuyền ngược sông Euphrates), Ả Rập, Ai Cập ở Trung Đông và Aksum (Ethiopia) và Somalia ở Sừng châu Phi.
Vào thời Đường, hàng nghìn thương nhân đến từ nhiều quốc gia khác nhau đến Trung Quốc làm ăn và sinh sống, bao gồm người Ba Tư, Ả Rập, Ấn Độ, Mã Lai, Bengal, Sinhala, Khmer, Chăm, Do Thái, tín đồ Cảnh giáo ở Cận Đông cũng như nhiều nước khác. Năm 748, hòa thượng Giám Chân mô tả thành Quảng Châu là một trung tâm buôn bán sầm uất, là nơi có nhiều tàu thuyền lớn ngoại quốc cập bến. Trong cuốn Việt tuyệt thư, Giám Chân viết rằng "nhiều tàu lớn từ Borneo, Ba Tư, Ha Lăng (Indonesia/Java) [...] mang theo gia vị, ngọc trai, ngọc bích chất thành đống cao như núi."
Mối quan hệ với người Ả Rập thời Đường thường khá căng thẳng, đỉnh điểm là vào ngày 30 tháng 10 năm 758, khi triều đình nhà Đường phải đương đầu với Loạn An Sử, cướp biển Ả Rập và Ba Tư tiến hành phóng hỏa và cướp phá thành Quảng Châu. Chính quyền phản ứng bằng cách đóng cửa cảng Quảng Châu trong khoảng 5 thập kỷ. Vì vậy, thuyền bè nước ngoài muốn buôn bán ở Trung Quốc đều phải cập cảng Giao Châu (Hà Nội ngày nay). Sau khi Quảng Châu tái mở cửa, hải cảng này tiếp tục phát triển mạnh mẽ. Năm 851, sau khi có dịp chiêm ngưỡng tận mắt các công đoạn sản xuất gốm ở Quảng Châu, thương gia Ả Rập Sulaiman al-Tajir đã bày tỏ sự ngưỡng mộ chất lượng tinh xảo của đồ gốm Trung Quốc. Trong cuốn sách của mình, ông cũng ghi chép về các địa danh, kho thóc, chính quyền địa phương Quảng Châu, bên cạnh việc sử dụng đồ gốm, gạo, rượu và trà. Sự hiện diện của người Ả Rập tại Quảng Châu chấm dứt khi phiến quân Hoàng Sào tràn vào thành và tiến hành đồ sát hàng vạn người bất kể sắc tộc.
Tàu thuyền từ các quốc gia Đông Á lân cận như Tân La, Bách Tế và Nhật Bản đều tham gia vào hoạt động mậu dịch trên biển Hoàng Hải do Tân La chi phối. Sau khi chiến tranh giữa Tân La và Nhật Bản bùng nổ vào cuối thế kỷ 7, hầu hết thương nhân Nhật Bản đều chọn đi thuyền từ Nagasaki đến các cảng ở cửa sông Hoài Hà và Trường Giang, hay thậm chí là cửa sông Tiền Đường ở xa về phía Nam, để tránh phải chạm trán tàu bè Tân La. Năm 838, để quay trở lại Nhật Bản, sứ bộ nước này đã mua 9 con tàu và chiêu mộ 60 thủy thủ Tân La từ các khu phố Triều Tiên ở các đô thị nằm dọc Hoài Hà. Theo ghi chép thì các thương thuyền Trung Quốc thời Đường cũng đã khởi hành đến Nhật Bản từ các cảng khác nhau nằm dọc bờ biển các tỉnh Chiết Giang và Phúc Kiến ngày nay.

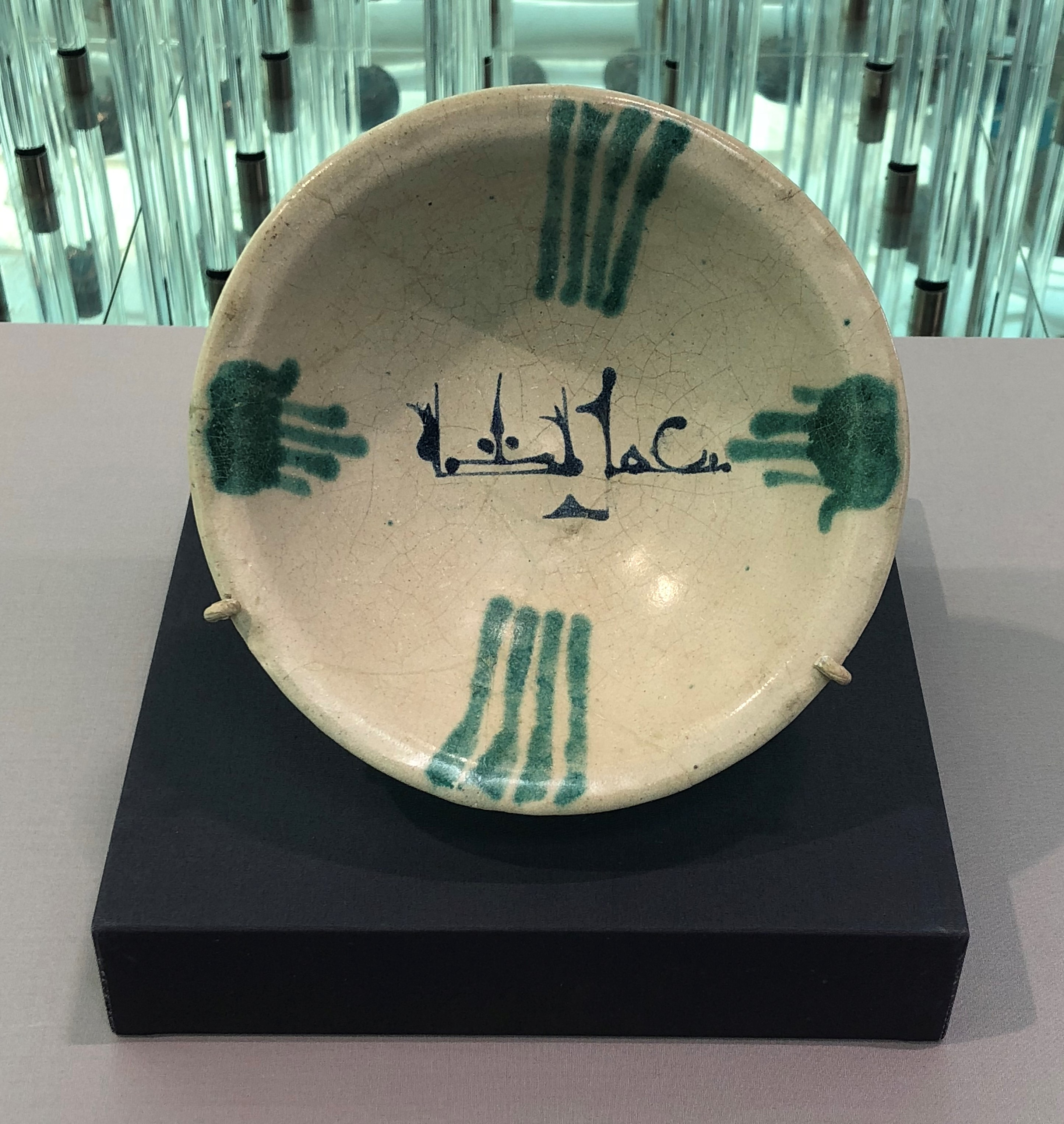
Một bát gốm Trung Quốc thời Đường xuất khẩu tới Trung Đông, mặt trên khắc hàng chữ thư pháp tiếng Ả Rập, khai quật từ xác tàu Belitung

Thời nhà Đường, người Trung Quốc tiến hành sản xuất số lượng lớn các sản phẩm thủ công nghiệp để xuất khẩu ra nước ngoài. Điều này được chứng minh qua việc phát hiện xác tàu đắm Belitung, một con tàu của người Ả Rập bị chìm ở eo biển Gaspar gần Belitung, Indonesia. Trong quá trình trục vớt xác tàu đắm, người ta phát hiện trên 60.000 hiện vật làm bằng gốm sứ, vàng, bạc, có niên đại thời Đường (bao gồm một bát có ghi dòng chữ: "ngày 16 tháng 7 năm Bảo Lịch thứ 2", tức năm 826, gần như trùng với kết quả xác định niên đại gỗ hồi trên thân tàu bằng cacbon phóng xạ).
Kể từ năm 785, thương nhân Trung Quốc bắt đầu ghé thăm cảng Sufala trên bờ biển Đông Phi một cách thường xuyên, mục đích là để thoát khỏi sự phụ thuộc vào vai trò trung gian của người Ả Rập. Nhiều thư tịch Trung Quốc đương đại mô tả chi tiết về thương mại ở châu Phi. Nhà địa lý học Cổ Đam (730–805) có nhắc tới hai tuyến đường thương mại hàng hải quan trọng nhất thời kỳ này, gồm một tuyến từ bờ biển Bột Hải đến Triều Tiên và một tuyến khác từ Quảng Châu qua Malacca đến quần đảo Nicobar, Sri Lanka, Ấn Độ, Ả Rập, Lưỡng Hà và Ba Tư. Năm 863, Đoàn Thành Thức (mất 863) mô tả chi tiết về hoạt động buôn bán nô lệ, ngà voi và long diên hương tại một quốc gia có tên là "Bobali", mà các học giả hiện đại cho là Berbera ở Somalia. Tại Fustat (Cairo cũ), Ai Cập, sự nổi tiếng của gốm sứ Trung Quốc dẫn đến nhu cầu rất lớn đối với hàng hóa Trung Quốc, khiến nhiều thương nhân Trung Quốc tới đây buôn bán (sự hiện diện của người Trung Quốc trong khu vực tiếp tục diễn ra trong các thời kỳ sau đó, ví dụ như dưới thời nhà Fatima).
Một thương nhân Ả Rập tên là Shulama cũng bày tỏ sự ngưỡng mộ đối với thuyền buồm đi biển của người Trung Quốc. Ông cũng lưu ý rằng những con tàu Trung Quốc cập bến Lưỡng Hà thường rất lớn, có sức chứa lên đến 600–700 người, lại có độ mớn nước quá lớn nên chúng không thể tiến sâu vào sông Euphrates. Điều này buộc người Trung Quốc phải chở khách và hàng hóa bằng những chiếc thuyền nhỏ hơn.

## Nhân khẩu
Chính quyền nhà Đường cố gắng thực hiện điều tra dân số một cách chính xác, mục đích là để có thể tiến hành thu sưu thuế và thực hiện chế độ quân dịch một cách hiệu quả. Vào thời Sơ Đường, do thuế suất điệu và tô tương đối thấp, các hộ gia đình thường chủ động khai báo đầy đủ, cung cấp cho chính quyền thông tin nhân khẩu chính xác. Năm 609, dưới thời nhà Tùy, điều tra dân số ghi nhận khoảng 9 triệu hộ và 50 triệu dân. Đến năm 755, con số này chỉ tăng nhẹ, với 9.619.254 hộ và 52.880.488 dân trên toàn quốc. Theo Denis C. Twitchett, quan chức đương thời ước tính rằng chỉ 70% dân số thực hiện khai báo nhân khẩu. Patricia Ebrey cho rằng, bất chấp sự thiếu sót trong điều tra, dân số Trung Quốc không có sự tăng trưởng đáng kể từ thời Tây Hán, vốn ghi nhận 58 triệu người dưới thời Hán Bình Đế (trị. 1 TCN – 5). Không đồng tình với tuyên bố này, Twitchett và S.A.M. Adshead lần lượt ước tính dân số nhà Đường vào năm 750 là vào khoảng 70 hoặc 75 triệu người. Sử gia người Nhật Kaisaburo Hino thậm chí còn tiến xa hơn khi đưa ra con số là 20 triệu hộ và 140 triệu dân, song ước tính này được cho là quá cao so với thực tế.
Theo cuộc điều tra năm 754, toàn quốc có tổng cộng 1.859 thành thị, 321 châu và 1.538 huyện. Tuy có nhiều đô thị lớn như Trường An, Lạc Dương hay Dương Châu, song dân số vùng nông thôn vẫn chiếm từ 80 tới 90% dân số cả nước. Thời kỳ nhà Đường cũng chứng kiến làn sóng di cư mạnh mẽ từ Hoa Bắc đến Hoa Nam. Vào cuối thời Tùy, dân số miền Bắc Trung Quốc chiếm 75% tổng dân số cả nước. Chỉ riêng hai khu vực Hà Bắc và Hà Nam đã chiếm một nửa dân số cả nước. Tuy nhiên, con số này đã giảm xuống còn khoảng một phần ba vào năm 742 do tác động của các cuộc chiến thời Tùy mạt, cũng như do dịch bệnh và thiên tai. Các vùng Hoài Nam, Giang Đông vốn chỉ chiếm khoảng 8% tổng dân số vào năm 609, nhưng đã tăng lên 25% vào năm 742. Dân số khu vực Tứ Xuyên cũng tăng từ 4% lên 10%, vượt qua vùng đô thị ở Quan Trung. Nhìn chung, sự gia tăng dân số ở phía Nam trong nửa đầu nhà Đường gần như hoàn toàn tập trung ở vùng Đồng bằng Trường Giang. Tuy nhiên, sự bùng nổ của Loạn An Sử và Loạn Hoàng Sào càng tạo ra nhiều làn sóng di cư từ miền Bắc xuống miền Nam hơn trước. Bên cạnh hạ lưu Trường Giang, các khu vực nằm sâu trong nội địa và Lĩnh Nam cũng chứng kiến sự gia tăng dân số nhanh chóng khi được nhiều người chạy nạn từ phương Bắc lựa chọn làm nơi định cư.
Dân số Trung Quốc chỉ thực sự chứng kiến sự tăng trưởng đáng kể vào thời nhà Tống, khi tổng dân số tăng gấp đôi lên 100 triệu. Sự gia tăng dân số mạnh mẽ này là kết quả của việc mở rộng hoạt động trồng lúa ở Hoa Trung và Hoa Nam, cùng với việc áp dụng giống lúa chiêm có xuất xứ từ vùng nhiệt đới. Nhờ đó, nông dân có thể thu hoạch trong hai vụ mùa mỗi năm thay vì chỉ một vụ như trước. Những biến động vào cuối và sau thời Đường đã thay đổi hoàn toàn bản đồ nhân khẩu học Trung Quốc. Miền Nam bắt đầu trở nên đông dân hơn miền Bắc và dân số giữa các vùng ở miền Nam cũng được phân bố một cách đều đặn hơn. Sau khi thành Trường An gần như bị phá hủy hoàn toàn trong Loạn Hoàng Sào, khu vực Quan Trung không còn được bất kỳ triều đại nào khác lựa chọn làm nơi định đô nữa.

## Khoa học và công nghệ

### Kỹ thuật

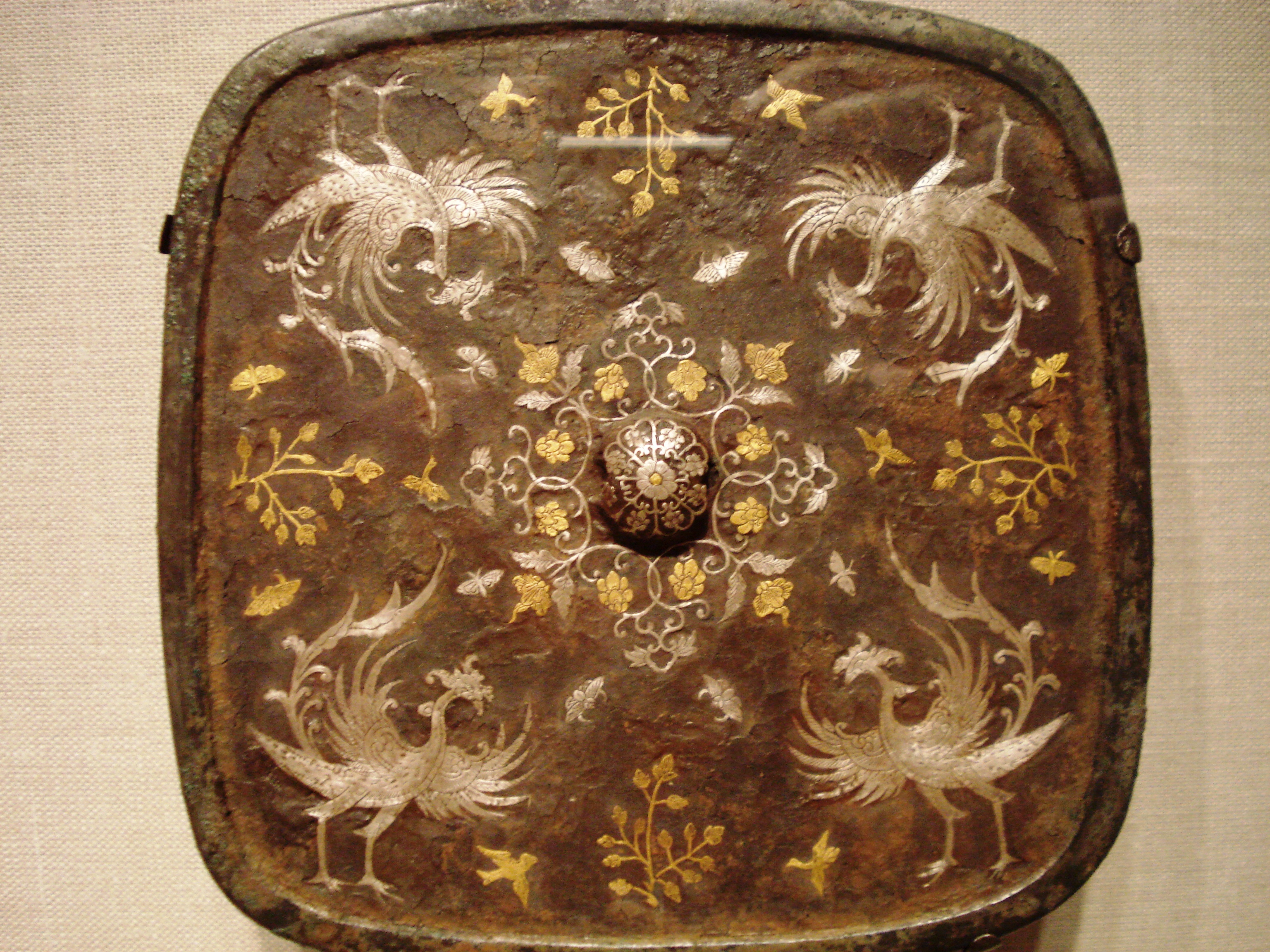
Gương đồng vuông có họa tiết phượng hoàng sơn mài dát vàng và bạc, niên đại thế kỷ 8.

Thành tựu công nghệ của các triều đại trước đặt nền móng cho sự phát triển công nghệ thời nhà Đường. Những tiến bộ trong lĩnh vực máy đồng hồ và máy bấm giờ như hệ bánh răng cơ khí của Trương Hành (78–139) và Mã Quân, đã truyền cảm hứng cho nhà toán học, kỹ sư cơ khí, nhà thiên văn học và nhà sư Nhất Hạnh (683–727) phát minh ra bộ thoát đồng hồ đầu tiên trên thế giới vào năm 725. Bộ thoát đồng hồ của Nhất Hạnh kết hợp với đồng hồ nước và bánh xe nước, truyền động cho một hỗn thiên nghi mô phỏng quan sát thiên văn. Chiếc đồng hồ do Nhất Hạnh phát minh có cơ chế hẹn giờ tự động, một tiếng chuông sau mỗi giờ và một tiếng trống sau mỗi mười lăm phút, về cơ bản, tương tự như đồng hồ tháp chuông. Năm 730, đồng hồ thiên văn và hỗn thiên nghi thủy lực của Nhất Hạnh nổi tiếng khắp cả nước khi mọi Nho sinh tham gia kì khoa cử đều phải viết một bài luận về hai thiết bị này. Tuy nhiên, máy bấm giờ công cộng và cung đình phổ biến nhất vẫn là đồng hồ nước được hai kỹ sư nhà Tùy là Cảnh Tuân (mất 618)  và Vũ Văn Khải (555–612)  cải tiến thiết kế vào năm 610. Họ trang bị thêm một chiếc cân đòn giúp hiệu chỉnh định kỳ cột áp của bể bù nước, kiểm soát tốc độ dòng chảy theo thời lượng ngày và đêm khác nhau.
Thời nhà Đường, người Trung Quốc có rất nhiều phát minh cơ khí độc đáo. Một trong số đó là máy rót rượu cao 0,91 mét ra đời vào thế kỷ thứ 8, dạng một quả núi nhân tạo bằng sắt, được chạm khắc và gắn trên khung gỗ sơn mài hình con rùa. Thiết bị phức tạp này sử dụng vòi thủy lực hút rượu tuôn khỏi miệng rồng và một chiếc bát nghiêng được hẹn giờ để mỗi khi đầy ắp rượu sẽ trút bớt xuống một hồ nhân tạo có nhiều chiếc lá sắt dùng làm đĩa đựng đồ ăn. Sử gia Charles Benn miêu tả:
Ở giữa mặt phía Nam của quả núi là một con rồng [...] há miệng và phun rượu vào một cái cốc đặt trên lá sen sắt ngay bên dưới. Khi cốc đã đầy 80%, con rồng ngừng phun rượu và thực khách ngay lập tức lấy chiếc cốc. Trong lúc thực khách chậm rãi uống cạn rượu trước khi trả cái cốc lại vị trí cũ, ngôi đình nhỏ trên đỉnh quả núi sẽ mở cửa và một hình nhân tiểu nhị sẽ xuất hiện với một thanh gỗ trên tay. Ngay khi cái cốc nằm lại trên lá sen, con rồng tiếp tục phun rượu đầy cốc, hình nhân tiểu nhị rút vào trong và cửa đình đóng lại [...] Một máy bơm hút rượu từ bể chứa qua một cái lỗ nằm khuất, rượu đã ủ sẽ được bơm trở lại một bình chứa [dung tích 16 quart/15 lít] nằm bên trong núi.

Tuy nhiên, hình nhân cơ khí trong cổ máy rót rượu trên không hẳn là một phát minh mang tính đột phá của thời Đường, bởi người Trung Quốc đã bắt đầu chế tạo hình nhân cơ khí từ tận thời nhà Tần. Vào thế kỷ thứ 3, Mã Quân từng chế tạo hẳn một nhà hát hình nhân cơ khí chạy nhờ guồng nước. Cũng có một máy rót rượu tự động được biết đến trong thế giới Hy-La cổ đại, do Heron xứ Alexandria phát minh, gồm một chiếc bình có van bên trong và một thiết bị đòn bẩy tương tự như mô tả ở trên. Có rất nhiều giai thoại về thiết bị tự động thời Đường còn lưu truyền đến nay. Chẳng hạn như bức tượng hòa thượng bằng gỗ của tướng Dương Vụ Liêm  dang tay để thu thập tiền công đức; khi khối lượng tiền xu đạt một mức nhất định, hình nhân cơ khí sẽ di chuyển cánh tay, trút tiền xu vào một cái túi. Cơ chế đòn bẩy đối trọng này giống hệt máy đánh bạc đồng xu của Heron. Ngoài ra, còn một số máy tự động khác như "rái cá gỗ" của Vương Cư  được cho là có thể bắt cá; Needham ngờ rằng máy này áp dụng một cái bẫy lò xo.
Trong lĩnh vực kỹ thuật kết cấu và kiến trúc, cuốn Doanh thiện lệnh biên soạn thời Sơ Đường quy định các tiêu chuẩn và quy chuẩn xây dựng của chính phủ. Tuy không còn tồn tại, song một vài trích đoạn của sách vẫn còn sót lại nằm rải rác trong Đường luật—bộ pháp điển chính thức của nhà Đường. Ngày nay, cuốn Doanh tạo pháp thức của Lý Giới (1065–1101) thời Tống là chuyên luận kỹ thuật đầy đủ và lâu đời nhất về kiến trúc Trung Quốc còn tồn tại. Theo ghi chép, vào thời Đường Huyền Tông (712–756), tổng cộng 34.850 thợ thủ công chính quy làm việc cho nhà nước, chịu sự quản lý của cơ quan Tương tác giám thuộc bộ Công.

### In mộc bản

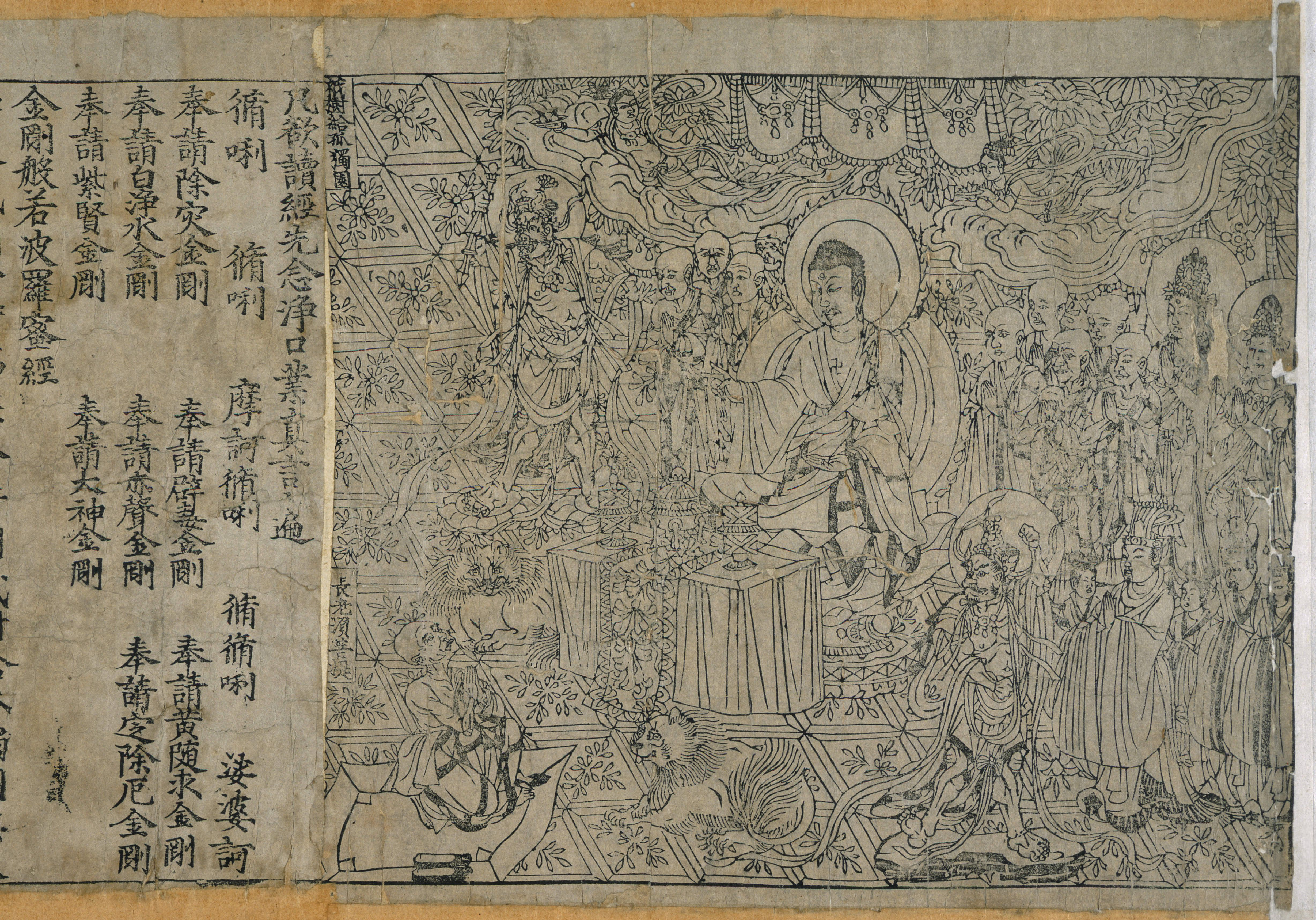
Kim cương kinh năm 868, là cuốn sách in hàng loạt đầu tiên trên thế giới có ghi ngày in cụ thể.

Sự ra đời của công nghệ in mộc bản giúp nhiều người có cơ hội tiếp cận với sách vở hơn. Một trong những tài liệu in ấn lâu đời nhất còn tồn tại trên thế giới là một cuốn kinh Đà-la-ni kích cỡ nhỏ, khai quật tại Tây An vào năm 1974 và có niên đại khoảng từ năm 650 đến năm 670. Kim cương kinh là cuốn sách hoàn thiện đầu tiên được in ở kích cỡ thường, được trang trí bằng hình ảnh minh họa và có niên đại chính xác là vào năm 868. Những tài liệu in ấn đầu tiên bao gồm kinh điển Phật giáo và lịch, một phương tiện thiết yếu để xem ngày tốt, xấu. Do ngày càng có nhiều sách vở tiếp cận đại chúng, tỷ lệ người biết chữ có thể đã được cải thiện, học trò xuất thân từ các tầng lớp thấp trong xã hội cũng có cơ hội tiếp cận với tài liệu học tập có giá phải chăng. Sang thời nhà Tống thì càng có nhiều sĩ tử xuất thân khiêm tốn tham gia các kỳ khoa cử. Tuy kỹ thuật in chữ rời do Tất Thăng phát minh vào thời nhà Tống được xem là một bước đột phá trong ngành công nghệ in ấn thời bấy giờ, song công nghệ in mộc bản phổ biến từ thời Đường sẽ vẫn là phương pháp in ấn thống trị tại Trung Quốc cho đến khi những loại máy in tiên tiến hơn từ châu Âu được du nhập và sử dụng rộng rãi ở Đông Á.

### Bản đồ học

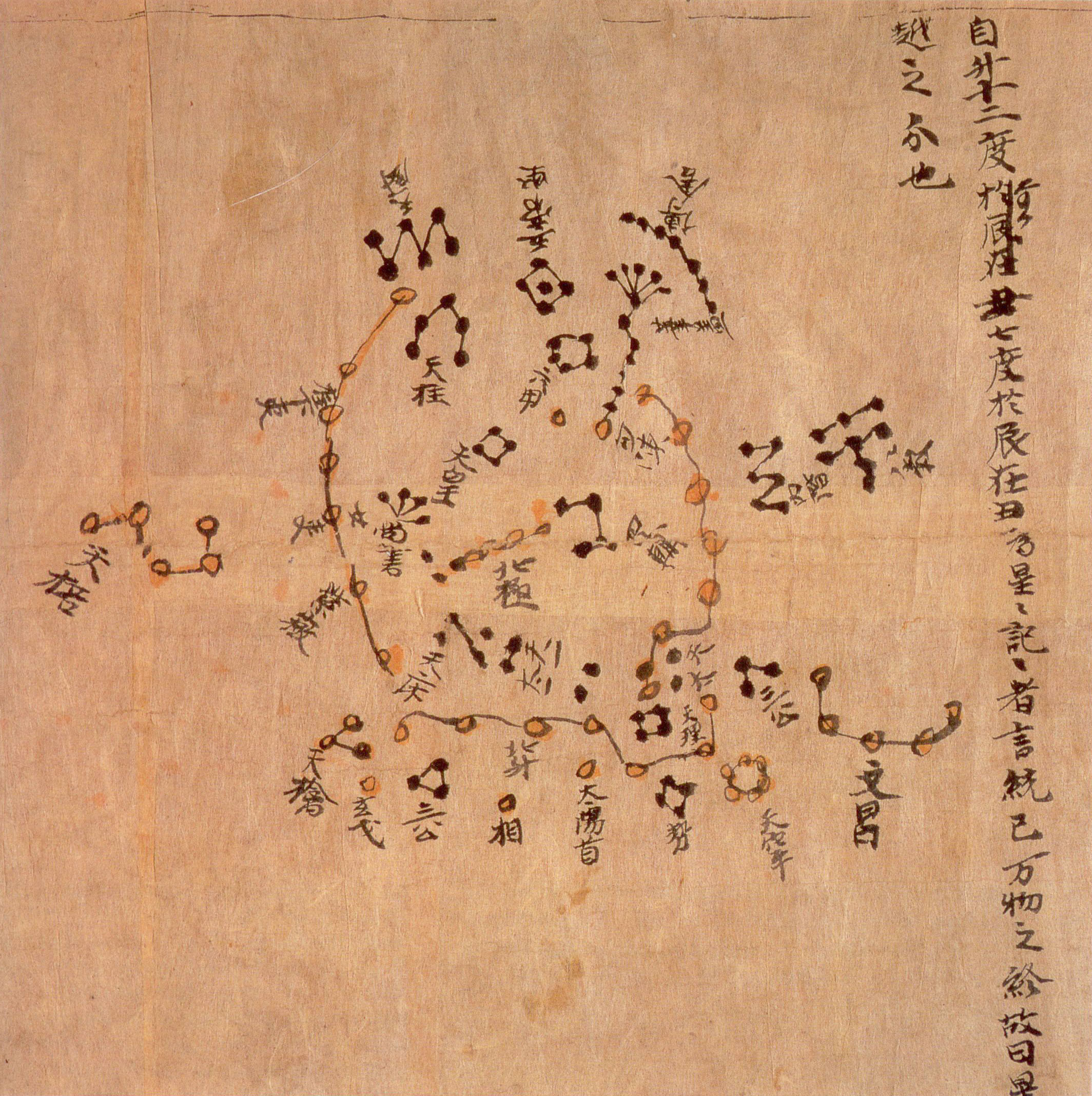
Đôn Hoàng tinh đồ, một tinh đồ thể hiện vùng Bắc Cực,̣ có tổng cộng trên 1.300 ngôi sao.

So với thời nhà Hán, thời kỳ nhà Đường chứng kiến những bước phát triển vượt bậc trong lĩnh vực bản đồ học. Khi còn làm hoàng môn thị lang dưới thời nhà Tùy, tể tướng nhà Đường Bùi Củ (547–627) từng chế tạo một tấm bản đồ nổi tiếng, ứng dụng lưới tọa độ của Bùi Tú (224–271) thời Tam Quốc. Được biết, tể tướng Hứa Kính Tông (592–672) cũng từng hoàn thành một tấm bản đồ Trung Quốc vào năm 658. Năm 785, Đường Đức Tông hạ lệnh cho Cổ Đam (730–805) thực hiện một tấm bản đồ vẽ Trung Quốc và các lãnh thổ cũ ở Trung Á. Khi hoàn thành vào năm 801, bản đồ có kích thước 9,1 × 10 mét, có tỷ lệ 1 thốn tương đương với 100 lý. Vũ tích đồ thời Tống cũng có tỷ lệ chia độ là 100 lý cho mỗi ô lưới chữ nhật. Tuy nhiên, loại bản đồ thời Đường duy nhất còn tồn tại là Đôn Hoàng tinh đồ, mô phỏng vị trí các chòm sao. Mặc dù vậy, bản đồ địa hình sớm nhất của Trung Quốc còn tồn tại tới ngày hôm nay có nguồn gốc từ nước Tần thời Chiến Quốc, có niên đại vào khoảng thế kỷ 4 TCN, được khai quật vào năm 1986.

### Y học
Người Trung Quốc thời Đường chú trọng đến lợi ích của việc phân loại tất cả các loại thuốc dùng trong y dược. Năm 657, Đường Cao Tông cho biên soạn một cuốn bách khoa toàn thư về dược liệu học, chứa đựng các ghi chép và minh họa về 833 loại dược liệu khác nhau chiết xuất từ đá, khoáng chất, kim loại, thực vật, thảo mộc, động vật, rau và ngũ cốc. Bên cạnh biên soạn dược điển, chính quyền nhà Đường cũng cố gắng thúc đẩy ngành y bằng cách duy trì các trường dạy y thuật, mở các khoa thi y học để tuyển chọn thầy thuốc, hoặc sản xuất sổ tay pháp y cho thầy thuốc.
Một số thấy thuốc nổi tiếng thời Đường gồm có Chân Quyền (mất 643) và Tôn Tư Mạc (581–682). Chân Quyền là người đầu tiên ghi chép về dư lượng đường trong nước tiểu của bệnh nhân mắc bệnh tiểu đường, trong khi Tôn Tư Mạc là người đầu tiên nhận thức rằng bệnh nhân tiểu đường nên kiêng thức uống có cồn và thực phẩm giàu tinh bột. Theo ghi chép của Chân Quyền và một số thầy thuốc khác thời Đường, tuyến giáp của cừu và lợn được dùng làm thuốc để chữa trị bệnh gút (tại phương Tây, tuyến giáp chỉ bắt đầu được sử dụng trong y học vào năm 1890 để chữa trị cho bệnh nhân mắc bệnh bướu cổ). Phương thức trám răng dùng thiếc và bạc cũng được đề cập lần đầu trong Tân Tu bản thảo của Tô Kính (599–674).

### Giả kim thuật, bình gas và điều hòa không khí
Các nhà khoa học Trung Quốc thời Đường thường áp dụng các công thức hóa học phức tạp để chế tạo nhiều loại sản phẩm như kem hoặc vecni chống thấm nước, chống bám bụi dành cho quần áo hoặc vũ khí, xi măng chống cháy dùng cho đồ thủy tinh và gốm sứ, kem chống thấm dùng cho quần áo lụa của thợ lặn, kem đánh bóng gương đồng v.v.
Ngay từ thời Tây Hán, người Trung Quốc đã biết cách vận chuyển khí thoát ra từ mặt đất bằng ống tre để đun sôi nước để trích xuất muối. Theo một cuốn địa chí của Tứ Xuyên thì vào thời Đường, nhiều người tụ tập tại một "giếng lửa" sâu 182 mét để thu thập khí gas vào một ống tre di động, có thể mang đi hàng chục kilômét mà vẫn cháy. Đây thực chất là những bình gas đầu tiên trong lịch sử. Robert Temple cho rằng một ống tre như vậy có thể được lắp một loại vòi nào đó để đóng, mở khi sử dụng.
Nhà phát minh Đinh Hoãn thời Đông Hán đã chế tạo một chiếc quạt quay để điều hòa không khí. Đây là một hệ thống gồm 7 bánh xe có đường kính 3 mét và được quay bằng tay để tạo ra luồng gió. Năm 747, Đường Huyền Tông đã cho dựng một tháp làm mát trong cung. Sách Đường ngữ lâm mô tả hệ thống bao gồm những bánh xe quay bằng sức nước để tạo luồng gió mang hơi ẩm làm mát không khí. Sang đến thời Tống, nhiều thư tịch cổ cũng đã đề cập tới việc sử dụng hệ thống làm mát không khí nói trên một cách rộng rãi bởi nhiều đối tượng khác nhau.

### Phương Tây
- Adshead, S.A.M. (1995) [1988]. China in World History (ấn bản thứ 2). New York: Palgrave Macmillan và St. Martin's Press. ISBN 978-0-333-62132-5.
- ——— (2004). T'ang China: The Rise of the East in World History. New York: Palgrave Macmillan. ISBN 978-1-4039-3456-7.
- Andrew, Anita N.; Rapp, John A. (2000), Autocracy and Cina's Rebel Founding Emperors: Comparing Chairman Mao and Ming Taizu, Lanham: Rowman & Littlefield, ISBN 978-0-8476-9580-5
- Ball, Warwick (2016), Rome in the East: Transformation of an Empire (ấn bản thứ 2), London: Routledge, ISBN 978-0-415-72078-6
- Beckwith, Christopher I. (1987), The Tibetan Empire in Central Asia, Princeton: Princeton University Press, ISBN 978-0-691-02469-1
- Berger, Patricia Ann (1994). Latter Days of the Law: Images of Chinese Buddhism, 850 - 1850; [exhibition, August 27 - ngày 9 tháng 10 năm 1994...]. Honolulu: University of Hawaii Press. ISBN 978-0-8248-1662-9.
- Bell, Charles (1992). Tibet Past and Present . Oxford University Press. ISBN 978-81-208-1048-8.
- Benn, Charles (2002), China's Golden Age: Everyday Life in the Tang dynasty, Oxford University Press, ISBN 978-0-19-517665-0
- Bernhardt, Kathryn (tháng 7 năm 1995), "The Inheritance Right of Daughters: the Song Anomaly?", Modern China: 269–309, doi:10.1177/009770049502100302, S2CID 143637417
- Biswas, Sampa (2010). Indian Influence on the Art of Japan. New Delhi: Northern Book Centre. ISBN 978-81-7211-269-1.
- Bonnet-Bidaud, Jean-Marc; Praderie, Françoise; Whitfield, Susan (2009). "The Dunhuang Chinese Sky: A Comprehensive Study Of The Oldest Known Star Atlas". Journal of Astronomical History and Heritage. Quyển 12 số 1. Gif-sur-Yvette; Paris; Luân Đôn. tr. 39–59. arXiv:0906.3034. Bibcode:2009JAHH...12...39B. ISSN 1440-2807.
- Bowman, John S. (2000), Columbia Chronologies of Asian History and Culture, New York: Columbia University Press, ISBN 0-231-11004-9
- Broadberry, Stephen; Guan, Hanhui; Li, David Daokui (tháng 12 năm 2018). "China, Europe, and the Great Divergence: A Study in Historical National Accounting, 980–1850". The Journal of Economic History. Quyển 78 số 4. Oxford và Bắc Kinh: Cambridge University Press. tr. 955–1000. doi:10.1017/S0022050718000529. ISSN 0022-0507.
- Brook, Timothy (1998), The Confusions of Pleasure: Commerce and Culture in Ming China, Berkeley: University of California Press, ISBN 978-0-520-22154-3
- Chen, Yulu (2014). Chinese Currency and the Global Economy: The Rise of the Renminbi. New York: McGraw Hill Professional. ISBN 978-0-07-182990-8.
- Clunas, Craig (1997). Art in China. Oxford: Oxford University Press. ISBN 978-0-19-284207-7.
- Czarnetzki, A.; Ehrhardt, S. (1990). "Re-dating the Chinese amalgam-filling of teeth in Europe". International Journal of Anthropology. Quyển 5 số 4. Freiburg và Tübingen: Springer Verlag. tr. 325–332. ISSN 1824-3096.
- Davis, Timothy M. (2015). Entombed Epigraphy and Commemorative Culture in Early Medieval China: A Brief History of Early Muzhiming. Leiden; Boston: BRILL. ISBN 978-90-04-30642-4.
- Dawson, Raymond Stanley (2000). The Chinese Experience. Luân Đôn: Phoenix Press. ISBN 978-1-898800-49-1.
- Dodds, Jerrilynn D., biên tập (1992). Al-Andalus: The Art of Islamic Spain. New York: Viện bảo tàng Mỹ thuật Metropolitan. ISBN 978-0-87099-636-8.
- Drompp, Michael R. (2004). Tang China and the Collapse of the Uighur Empire: A Documentary History. Brill's Inner Asian Library. Leiden: Brill. ISBN 978-90-04-14129-2.
- ——— (2005). "Late-Tang Foreign Relations: The Uyghur Crisis". Trong Mair, Victor H.; Nancy S. Steinhardt; Paul R. Goldin (biên tập). Hawai'i Reader in Traditional Chinese Culture. Honolulu: University of Hawai'i Press. tr. 368–376. ISBN 978-0-8248-2785-4.
- Eberhard, Wolfram (2005). A History of China. New York: Cosimo. ISBN 978-1-59605-566-7.
- Ebrey, Patricia Buckley (1999). The Cambridge Illustrated History of China. Cambridge: Cambridge University Press. ISBN 978-0-521-66991-7. (bìa giấy).
- Ebrey, Patricia Buckley; Walthall, Anne; Palais, James B. (2006), East Asia: A Cultural, Social, and Political History, Boston: Houghton Mifflin, ISBN 978-0-618-13384-0
- Fairbank, John King; Goldman, Merle (2006) [1992], China: A New History (ấn bản thứ 2), Cambridge, MA; London: The Belknap Press of Harvard University Press, ISBN 978-0-674-01828-0
- Fenollosa, Ernest (2007). Epochs of Chinese and Japanese Art: An Outline History of East Asiatic Design. San Diego, California: Stone Bridge Press, Inc. ISBN 978-0-89346-962-7.
- Forte, Antonio (1988). Mingtang and Buddhist Utopias in the History of the Astronomical Clock: the Tower, Statue, and Armillary Sphere Constructed by Empress Wu. Roma và Paris: Viện Viễn Đông Bác cổ. ISBN 978-88-6323-066-6.
- Gascoigne, Bamber; Gascoigne, Christina (2003), The Dynasties of China: A History, New York: Carroll and Graf Publishers, an imprint of Avalon Publishing Group, ISBN 978-0-7867-1219-9
- Gasparini, Mariachiara (2019). Transcending Patterns: Silk Road Cultural and Artistic Interactions through Central Asian Textile Images. Honolulu: University of Hawaii Press. ISBN 978-0-8248-8170-2.
- Gernet, Jacques (1962). Daily Life in China on the Eve of the Mongol Invasion, 1250–1276. H.M. Wright biên dịch. Stanford: Stanford University Press. ISBN 978-0-8047-0720-6.
- ——— (1996), A History of Chinese Civilization (ấn bản thứ 2), New York: Cambridge University Press, doi:10.2277/0521497817, ISBN 978-0-521-49781-7
- Gesterkamp, Lennert (2011). The Heavenly Court: Daoist Temple Painting in China, 1200-1400. Leiden; Boston: BRILL. ISBN 978-90-04-19023-8.
- Gibb, H.A.R. (1923). The Arab Conquests in Central Asia. London: The Royal Asiatic Society. OCLC 685253133.
- Golden, Peter B. (1992). An Introduction to the History of the Turkic Peoples: Ethnogenesis and State-formation in Medieval and Early Modern Eurasia and the Middle East. Wiesbaden: O. Harrassowitz. ISBN 978-3-447-03274-2.
- Guo, Qinghua (1998). "Yingzao Fashi: Twelfth-Century Chinese Building Manual". Architectural History. Quyển 41. tr. 1–13. doi:10.2307/1568644. JSTOR 1568644.
- Guo, Rongxing (2017). An Economic Inquiry into the Nonlinear Behaviors of Nations: Dynamic Developments and the Origins of Civilizations. Cham, Zug: Springer. ISBN 978-3-319-48772-4.
- Graff, David Andrew (2000), "Dou Jiande's dilemma: Logistics, strategy, and state", trong van de Ven, Hans (biên tập), Warfare in Chinese History, Leiden: Koninklijke Brill, tr. 77–105, ISBN 978-90-04-11774-7
- ——— (2002), Medieval Chinese Warfare, 300–900, New York; London: Routledge, ISBN 978-0-415-23954-7
- ——— (2008), "Provincial Autonomy and Frontier Defense in Late Tang: The Case of the Lulong Army", trong Wyatt, Don J. (biên tập), Battlefronts Real and Imagined: War, Border, and Identity in the Chinese Middle Period, New York: Palgrave MacMillan, tr. 43–58, ISBN 978-1-4039-6084-9
- ——— (2016), The Eurasian Way of War: Military Practice in Seventh-Century China and Byzantium, New York; London: Routledge, ISBN 978-1-315-62712-0
- ——— (tháng 7 năm 2017). "THE REACH OF THE MILITARY: TANG". Journal of Chinese History. Quyển 1 số 2. Cambridge University Press. tr. 243–268. doi:10.1017/jch.2016.35.
- Harper, Damian (2005), China, Footscray, Victoria: Lonely Planet, ISBN 978-1-74059-687-9
- Hartill, David (2005). Cast Chinese Coins: A Historical Catalogue. Victoria: Trafford. ISBN 978-1-4120-5466-9.
- Hartwell, Robert M. (1982). "Demographic, Political, and Social Transformations of China, 750-1550". Harvard Journal of Asiatic Studies. Quyển 42 số 2. Cambridge, MA: Viện Harvard-Yenching. tr. 365–442. doi:10.2307/2718941. ISSN 0073-0548.
- Herman, John E. (2007). Amid the Clouds and Mist: China's Colonization of Guizhou, 1200–1700. Cambridge, Massachusetts: BRILL. ISBN 978-1-68417-463-8.
- Hirth, Friedrich (2000) [1885]. Jerome S. Arkenberg (biên tập). "East Asian History Sourcebook: Chinese Accounts of Rome, Byzantium and the Middle East, c. 91 B.C.E. – 1643 C.E." Đại học Fordham. Bản gốc lưu trữ ngày 10 tháng 9 năm 2014. Truy cập ngày 10 tháng 9 năm 2016.
- Hirt, Julia (2020). Herrschaftslegitimation und Religion unter Wu Zetian. Assoziation mit buddhistischen Gottheiten mithilfe von "chenyu" und "furui" (bằng tiếng Đức). GRIN Verlag. ISBN 978-3-346-23076-8.
- Holcombe, Charles (1997). "Ritsuryō Confucianism". Harvard Journal of Asiatic Studies. Quyển 57 số 2. tr. 543–573. doi:10.2307/2719487. ISSN 0073-0548. JSTOR 2719487.
- ——— (2001). The Genesis of East Asia, 221 B.C.-A.D. 907. Honolulu: Hiệp hội Nghiên cứu Châu Á và University of Hawai'i Press. ISBN 0-8248-2415-6.
- Howard, Michael C. (2012). Transnationalism in Ancient and Medieval Societies: The Role of Cross Border Trade and Travel. Jefferson, North Carolina: McFarland & Company. ISBN 978-0-7864-9033-2.
- Höckelmann, Michael (2016). Li Deyu (787-850) : Religion und Politik in der Tang-Zeit [Lý Đức Dụ (787–850): Tôn giáo và chính trị thời kỳ nhà Đường] (bằng tiếng Đức). Wiesbaden: Harrassowitz Verlag. ISBN 978-3-447-10503-3.
- Hsu, Mei-ling (1988), "Chinese Marine Cartography: Sea Charts of Pre-Modern China", Imago Mundi, 40 (1): 96–112, doi:10.1080/03085698808592642
- ——— (1993), "The Qin Maps: A Clue to Later Chinese Cartographic Development", Imago Mundi, 45 (1): 90–100, doi:10.1080/03085699308592766
- Huters, Theodore (tháng 6 năm 1987), "From Writing to Literature: The Development of Late Qing Theories of Prose", Harvard Journal of Asiatic Studies, 47 (1): 51–96, doi:10.2307/2719158, JSTOR 2719158
- Kang, Jae-eun (2006), The Land of Scholars: Two Thousand Years of Korean Confucianism, Suzanne Lee biên dịch, Paramus: Homa & Sekey Books, ISBN 978-1-931907-37-8
- Kiang, Heng Chye (1999), Cities of Aristocrats and Bureaucrats: The Development of Medieval Chinese Cityscapes, Singapore: Singapore University Press, ISBN 978-9971-69-223-0
- Kim Jinwung (2012). A History of Korea: From "Land of the Morning Calm" to States in Conflict. Indiana University Press. ISBN 978-0-253-00078-1.
- Kitagawa, Hiroshi; Tsuchida, Bruce T. (1975), The Tale of the Heike, Tokyo: Nhà xuất bản Đại học Tokyo
- Kreiner, Josef (2018). Geschichte Japans (bằng tiếng Đức). Ditzingen: Reclam Verlag. ISBN 978-3-15-961410-6.
- Latourette, Kenneth Scott (1934). The Chinese: Their History and Culture. Quyển 1 (ấn bản thứ 1). New York: Macmillan. OCLC 1625342.
- Levathes, Louise (1994), When China Ruled the Seas, New York: Simon & Schuster, ISBN 978-0-671-70158-1
- Lewis, Mark Edward (2012), China's Cosmopolitan Empire: The Tang Dynasty, Harvard University Press, ISBN 978-0-674-03306-1
- Lipman, Jonathan Neaman (1997). Familiar strangers: a history of Muslims in Northwest China. Seattle, Washington: University of Washington Press. ISBN 978-0-295-80055-4.
- Litvinsky, B.A.; Jalilov, A.H.; Kolesnikov, A.I. (1996). "The Arab Conquest". Trong Litvinsky, B.A. (biên tập). History of civilizations of Central Asia, Volume III: The crossroads of civilizations: A.D. 250 to 750. Paris: UNESCO Publishing. ISBN 978-92-3-103211-0.
- Liu, Pean (1991), "Viewing Chinese ancient navigation and shipbuilding through Zheng He's ocean expeditions", Proceedings of the International Sailing Ships Conference in Shanghai
- Liu, Xinru (2001), "The Silk Road: Overland Trade and Cultural Interactions in Eurasia", trong Michael Adas (biên tập), Agricultural and Pastoral Societies in Ancient and Classical History, Philadelphia: American Historical Association, Temple University Press, tr. 151–179, ISBN 978-1-56639-832-9
- Lu, Yongxiang (2015). A History of Chinese Science and Technology: Volume 1. Berlin; Heidelberg: Springer. ISBN 978-3-662-44257-9.
- Lý Thiết Tranh (1956). The historical status of Tibet. King's Crown Press, Columbia University.
- Olimat, Muhamad (2013). China and the Middle East: From Silk Road to Arab Spring. Luân Đôn và New York: Routledge. ISBN 978-1-85743-631-0.
- Marlowe, Britt (2008). Empress Wu Zhao, Son of Heaven: Uses of Religious Patronage and Propaganda to Secure Support and Quell Dissension during the Tang Dynasty (Luận án thạc sĩ). University of Colorado. OCLC 430842673.
- McMullen, David L. (1999). "The death rites of Tang Daizong". Trong McDermott, Joseph P. (biên tập). State and Court Ritual in China. New York, NY: Cambridge University Press. ISBN 978-0-521-62157-1.
- Mote, Frederick W. (2003), Imperial China: 900–1800, UK: Harvard University Press, ISBN 9780674012127
- Needham, Joseph (1986a), Science and Civilization in China: Volume 3, Mathematics and the Sciences of the Heavens and the Earth, Đài Bắc: Caves Books
- ——— (1986b), Science and Civilization in China: Volume 4, Physics and Physical Engineering, Part 2, Mechanical Engineering, Đài Bắc: Caves Books
- ——— (1986c), Science and Civilization in China: Volume 4, Physics and Physical Technology, Part 3, Civil Engineering and Nautics, Đài Bắc: Caves Books
- ——— (1986d), Science and Civilization in China: Volume 5, Chemistry and Chemical Technology, Part 1, Paper and Printing, Đài Bắc: Caves Books
- ——— (1986e), Science and Civilization in China: Volume 5, Chemistry and Chemical Technology, Part 4, Spagyrical Discovery and Invention: Apparatus, Theories and Gifts, Đài Bắc: Caves Books
- Nishijima, Sadao (1986), "The Economic and Social History of Former Han", trong Twitchett, Denis; Loewe, Michael (biên tập), Cambridge History of China: Volume I: the Ch'in and Han Empires, 221 B.C. – A.D. 220, Cambridge: Cambridge University Press, tr. 545–607, ISBN 978-0-521-24327-8
- Pan, Jixing (1997), "On the Origin of Printing in the Light of New Archaeological Discoveries", Chinese Science Bulletin, 42 (12): 976–981, Bibcode:1997ChSBu..42..976P, doi:10.1007/BF02882611, ISSN 1001-6538, S2CID 98230482
- Paine, Lincoln (2014). The Sea and Civilization: A Maritime History of the World. Atlantic Books. ISBN 978-1-78239-357-3.
- Peterson, C. A. (2008). "Court and province in mid- and late T'ang". Trong Twitchett, Denis C. (biên tập). The Cambridge History of China. Volume 3: Sui and T'ang China, 589–906 AD, Part 1. Cambridge: Cambridge University Press. tr. 464–560. doi:10.1017/CHOL9780521214469. ISBN 978-0-521-21446-9.
- Pulleyblank, E. G. (1961). "Registration of Population in China in the Sui and T'ang Periods". Journal of the Economic and Social History of the Orient. Quyển 4 số 3. Cambridge: Brill. tr. 289–301. doi:10.2307/3596290. ISSN 0022-4995.
- Reed, Carrie E. (January–March 2003), "Motivation and Meaning of a 'Hodge-podge': Duan Chengshi's 'Youyang zazu'", Journal of the American Oriental Society, 123 (1): 121–145, doi:10.2307/3217847, JSTOR 3217847
- Reischauer, Edwin O. (1940), "Notes on T'ang Dynasty Sea Routes", Harvard Journal of Asiatic Studies, 5 (2): 142–164, doi:10.2307/2718022, JSTOR 2718022
- ——— (1955). Ennin's Travels in T'ang China. New York: Ronald Press. ISBN 978-0-471-07053-5.
- Richardson, H.E. (1985), A Corpus of Early Tibetan Inscriptions, Royal Asiatic Society, Hertford: Stephen Austin and Sons
- San, Tan Koon (2014). Dynastic China: An Elementary History. Kuala Lumpur: The Other Press. ISBN 978-983-9541-88-5.
- Schafer, Edward H. (1985) [1963], The Golden Peaches of Samarkand: A study of T'ang Exotics (ấn bản thứ 1), Berkeley and Los Angeles: University of California Press, ISBN 978-0-520-05462-2
- Scheidel, Walter (2018). The Great Leveler. Violence and the History of Inequality from the Stone Age to the Twenty-First Century. Princeton, NJ: Princeton University Press. ISBN 978-0691183251.
- Sen, Tansen (2003). Buddhism, Diplomacy, and Trade: The Realignment of Sino-Indian Relations, 600–1400. Manoa: Asian Interactions and Comparisons, một ấn phẩm chung của University of Hawaii Press và Hiệp hội Nghiên cứu Châu Á. ISBN 978-0-8248-2593-5.
- Seth, Michael J. (ngày 21 tháng 1 năm 2016). A Concise History of Korea: From Antiquity to the Present. Rowman & Littlefield. ISBN 978-1-4422-3518-2.
- Shih, Chung-wen (1976). Golden Age of Chinese Drama: Yuan Tsa-Chu (bằng tiếng Anh). Princeton, NJ: Princeton University Press. ISBN 978-1-4008-7109-4.
- Skaff, Jonathan Karam (2009). "Tang Military Culture and Its Inner Asian Influences". Trong Nicola Di Cosmo (biên tập). Military Culture in Imperial China. Harvard University Press. tr. 165–191. ISBN 978-0-674-03109-8.
- ——— (2012). Sui-Tang China and Its Turko-Mongol Neighbors: Culture, Power, and Connections, 580–800. Oxford University Press. ISBN 978-0-19-999627-8.
- Stein, R.A. (1972) [1962], Tibetan Civilization (ấn bản thứ 1), Stanford: Stanford University Press, ISBN 978-0-8047-0806-7
- Steinhardt, Nancy Shatzman (2004), "The Tang Architectural Icon and the Politics of Chinese Architectural History", The Art Bulletin, 86 (2): 228–254, doi:10.2307/3177416, JSTOR 3177416
- Sullivan, Michael (1980). The Birth of Landscape Painting in China: The Sui and Tʻang dynasties. Berkeley: University of California Press. ISBN 978-0-520-03558-4.
- Taenzer, Gertraud (2016), "Changing Relations between Administration, Clergy and Lay People in Eastern Central Asia: a Case Study According to the Dunhuang Manuscripts Referring to the Transition from Tibetan to Local Rule in Dunhuang, 8th–11th Centuries", trong Carmen Meinert (biên tập), Transfer of Buddhism Across Central Asian Networks (7th to 13th Centuries), Leiden; Boston: Brill, tr. 19–56, ISBN 978-90-04-30741-4
- Tang, Li; Winkler, Dietmar W. (2016). Winds of Jingjiao: Studies on Syriac Christianity in China and Central Asia. Viên: LIT Verlag Münster. ISBN 978-3-643-90754-7.
- Tang, Zhiba (1991), "The influence of the sail on the development of the ancient navy", Proceedings of the International Sailing Ships Conference in Shanghai
- Temple, Robert (1986), The Genius of China: 3,000 Years of Science, Discovery, and Invention, with a foreword by Joseph Needham, New York: Simon and Schuster, ISBN 978-0-671-62028-8
- Togan, Isenbike (2011). "Court Historiography in Early Tang China: Assigning a Place to History and Historians at the Palace". Trong Duindam, Jeroen; Artan, Tülay; Kunt, Metin (biên tập). Royal Courts in Dynastic States and Empires: A Global Perspective. Leiden: Brill. tr. 171–198. ISBN 978-90-04-20622-9.
- Tống Ứng Tinh (1966). T'ien-Kung K'ai-Wu: Chinese Technology in the Seventeenth Century. biên dịch và lời tựa E-Tu Zen Sun và Shiou-Chuan Sun. University Park: Pennsylvania State University Press.
- Turchin, Peter; Adams, Jonathan M.; Hall, Thomas D. (tháng 12 năm 2006). "East-West Orientation of Historical Empires" (PDF). Journal of world-systems research. Quyển 12 số 2. tr. 219–229. ISSN 1076-156X. Bản gốc (PDF) lưu trữ ngày 22 tháng 2 năm 2007. Truy cập ngày 12 tháng 8 năm 2010.
- Twitchett, Denis C. (2000). "Tibet in Tang's Grand Strategy". Trong van de Ven, Hans (biên tập). Warfare in Chinese History. Leiden: Koninklijke Brill. tr. 106–179. ISBN 978-90-04-11774-7.
- ——— (2008). "Hsuan-tsung (reign 712-56)". Trong Twitchett, Denis C. (biên tập). The Cambridge History of China. Volume 3: Sui and T'ang China, 589–906 AD, Part 1. Cambridge: Cambridge University Press. tr. 333–463. doi:10.1017/CHOL9780521214469. ISBN 978-0-521-21446-9.
- ——— (2021). "China: Population movement". Britannica. London: Encyclopædia Britannica, Inc. Truy cập ngày 3 tháng 12 năm 2021.
- Wang, Zhenping (2013). Tang China in Multi-Polar Asia: A History of Diplomacy and War. Honolulu: University of Hawaii Press. ISBN 978-0-8248-3788-4.
- Watson, William (1995). The Arts of China to AD 900. New Haven: Yale University Press. ISBN 978-0-300-08284-5.
- Whitfield, Susan (2004), The Silk Road: Trade, Travel, War and Faith, Chicago: Serindia, ISBN 978-1-932476-13-2
- Wilkinson, Endymion (2013), Chinese History: A New Manual, Cambridge, Massachusetts: Harvard University Press, ISBN 978-0-674-06715-8
- Wittfogel, Karl A.; Fêng, Chia-Shêng (1946). "History of Chinese Society Liao (907-1125)". Transactions of the American Philosophical Society. Quyển 36. Philadelphia. tr. i–752. doi:10.2307/1005570. ISSN 0065-9746. JSTOR 1005570.
- Wood, Nigel (1999), Chinese Glazes: Their Origins, Chemistry, and Recreation, Philadelphia: University of Pennsylvania Press, ISBN 978-0-8122-3476-3
- Woods, Frances (1996), Did Marco Polo go to China?, United States: Westview Press, ISBN 978-0-8133-8999-8
- Wong, Timothy C. (1979), "Self and Society in Tang Dynasty Love Tales", Journal of the American Oriental Society, 99 (1): 95–100, doi:10.2307/598956, JSTOR 598956
- Wright, Arthur F. (1959), Buddhism in Chinese History, Stanford: Stanford University Press
- Xi, Zezong (1981), "Chinese Studies in the History of Astronomy, 1949–1979", Isis, 72 (3): 456–470, Bibcode:1981Isis...72..456X, doi:10.1086/352793, S2CID 144323050
- Xiong, Victor Cunrui; Hammond, Kenneth J. (2018). Routledge Handbook of Imperial Chinese History. Luân Đôn: Routledge. ISBN 978-1-317-53822-6.
- Yu, Weichao (1997). A Journey Into China's Antiquity: Sui Dynasty, Tang Dynasty, Five Dynasties and Ten Kingdoms Period, Northern and Southern Song Dynasties. Bắc Kinh: Morning Glory Publishers. ISBN 978-7-5054-0507-3.
- Yu, Pauline (1998), "Charting the Landscape of Chinese Poetry", Chinese Literature: Essays, Articles, Reviews (CLEAR), 20: 71–87, doi:10.2307/495264, JSTOR 495264
- Yule, Henry (1915) [1866]. Cordier, Henri (biên tập). Cathay and the Way Thither: Being a Collection of Medieval Notices of China. Quyển 1 . London: Hakluyt Society.

### Tiếng Trung
- Âu Dương Tu (1975) [1054]. 新唐书 [Tân Đường thư]. Bắc Kinh: 中华书局 [Nhà in Trung Hoa]. ISBN 978-7-101-00320-8.
- Bạch Thọ Di [bằng tiếng Anh]; Mã Thọ Thiên; Lý Tùng Mậu (2003). 中国回回民族史 [Lịch sử dân tộc Hồi Trung Quốc]. Bắc Kinh: 中华书局 [Nhà in Trung Hoa]. ISBN 978-7-101-02890-4.
- Cát Kiếm Hùng; Lý Hiểu Kiệt (2014). 疆域與政區【地圖上的中國歷史】 [Cương vực và chính khu (lịch sử Trung Quốc trên bản đồ)]. Hồng Kông: 中華書局(香港) [Nhà in Trung Hoa (Hồng Kông)]. ISBN 978-988-8263-94-3.
- Cung Nguyên Chi (2019). 古裝穿搭研究室：超乎你想像的中國服飾史 [Phòng nghiên cứu cổ trang: Lịch sử trang phục Trung Quốc vượt ngoài sức tưởng tượng của bạn]. Đài Bắc: 時報文化出版 [Nhà xuất bản Văn hóa Thời báo]. ISBN 978-957-13-7847-3.
- Đỗ Văn Ngọc (1998).  唐宋经济实力比较研究 [Nghiên cứu tương quan kinh tế các triều đại Đường, Tống]. Trung Quốc kinh tế sử nghiên cứu. Quyển 1998 số 4. tr. 37–52. ISSN 1002-8005.
- Giả Tuấn Hiệp (2009).  汉唐长安"饼食"综论 [Tổng luận về "bánh ăn" tại Trường An thời Hán Đường]. 唐都学刊 [Đường đô học san]. Quyển 25 số 4. Tây An: 西安文理学院 [Đại học Khoa học và Nghệ thuật Tây An]. ISSN 1001-0300.
- Giang Tăng Khánh (2005). 中國通史綱要 [Trung Quốc thông sử cương yếu]. Đài Bắc: 五南圖書出版股份有限公司 [Công ty cổ phần hữu hạn xuất bản sách Ngũ Nam]. ISBN 978-957-11-3986-9.
- Hà Dược Thanh (2013). 中国文学精华 [Tinh hoa văn học Trung Quốc]. Bắc Kinh: 外文出版社 [Nhà xuất bản ngoại văn]. ISBN 978-7-119-08209-7.
- Hứa Đạo Huân; Triệu Khắc Nghiêu (1993). 唐玄宗传 [Đường Huyền Tông truyện]. Bắc Kinh: 人民出版社 [Nhà xuất bản Nhân dân]. ISBN 978-7-01-001210-0.
- Lưu Chiêu Tường; Vương Hiểu Vệ (2000). 朝鲜文学通史 [Quân chế sử thoại]. Bắc Kinh: 中国大百科全书出版社 [Nhà xuất bản bách khoa toàn thư Trung Quốc]. ISBN 978-7-5000-6303-2.
- Lý Nham; Từ Kiến Thuận; Trì Thủy Dũng; Du Thành Vân (tháng 9 năm 2010). 朝鲜文学通史 [Triều Tiên văn học thông sử]. Bắc Kinh: 社会科学文献出版社 (Nhà xuất bản Khoa học Xã hội Văn hiến). ISBN 978-7-5097-1511-6.
- Park Han-je (2020) [1946]. 大唐帝國的遺產：胡漢統合及多民族國家的形成 [Di sản của Đế quốc Đại Đường: Sự kết hợp giữa người Hồ và người Hán và sự hình thành một quốc gia đa sắc tộc] (bằng tiếng Trung). Quách Lợi An biên dịch. Tân Bắc: 八旗文化 [Bát kỳ văn hóa]. ISBN 978-986-5524-23-4. OCLC 1222053729.
- Phạm Văn Lan (1994). 中国通史 [Trung Quốc thông sử]. Bắc Kinh: 人民出版社 [Nhà xuất bản Nhân dân]. ISBN 978-7-01-002029-7.
- Phó Nhạc Thành (2009). 中国通史: 隋唐五代史 [Trung Quốc thông sử: Tùy Đường Ngũ Đại sử]. Bắc Kinh: 九州出版社 [Nhà xuất bản Cửu Châu]. ISBN 978-7-5108-0060-3.
- Thẩm Phúc Vĩ (1996). 中外文化因緣 [Nhân duyên văn hóa giữa Trung Quốc và nước ngoài]. Bắc Kinh: 外文出版社 [Nhà xuất bản ngoại văn]. ISBN 978-7-119-00431-0.
- Thôi Minh Đức (2005). 中国古代和亲史 [Lịch sử hòa thân Trung Quốc cổ đại]. Bắc Kinh: 人民出版社 [Nhà xuất bản Nhân dân]. ISBN 978-7-01-004828-4.
- Tiết Tông Chính (1992). 突厥史 [Đột Quyết sử]. Bắc Kinh: 中国社会科学出版社 [Nhà xuất bản Khoa học xã hội Trung Quốc]. ISBN 978-7-5004-0432-3.
- Tôn Quang Kỳ (1989). 中国古代航海史 [Lịch sử hàng hải Trung Quốc cổ đại]. Bắc Kinh: 海洋出版社 [Nhà xuất bản Hải dương]. ISBN 978-7-5027-0532-9.
- Tống Nham (1994). 中国历史上几个朝代的疆域面积估算 [Ước tính lãnh thổ của một số triều đại trong lịch sử Trung Quốc]. Sử học lý luận nghiên cứu. Số 3. Viện Khoa học xã hội Trung Quốc. ISSN 1004-0013.
- Trần Diễm (2002). 海上丝绸之路与中外文化交流 [Con đường tơ lụa trên biển và sự giao lưu văn hóa giữa Trung Quốc và nước ngoài]. Bắc Kinh: 北京大学出版社 [Nhà xuất bản Đại học Bắc Kinh]. ISBN 978-7-301-03029-5.
- Vương Tái Thời (2003). 唐代饮食 [Ẩm thực nhà Đường]. Tế Nam, Sơn Đông: 齐鲁书社 [Nhà xuất bản Tề Lỗ]. ISBN 978-7-5333-1174-2.
- Vương Vĩnh Hưng (2003). 唐代前期军事史略论稿 [Bình luận sơ lược về lịch sử quân sự thời sơ kỳ nhà Đường]. Bắc Kinh: 昆仑出版社 [Nhà xuất bản Côn Luân]. ISBN 978-7-80040-669-0.

### Tiếng Việt
- Huyền Quang (tháng 11 năm 1960). Nguyễn Đăng Thục (biên tập). "Lược khảo về khoa cử ở Việt Nam". Văn Hóa Á Châu. Quyển III số 8. Sài Gòn: Hội Việt-Nam nghiên-cứu liên-lạc văn-hóa Á-châu.
- Lệ Dĩ Ninh (1998) [1993]. Nguyễn Hữu Quỳnh (biên tập). Đại từ điển kinh tế thị trường: Tài liệu dịch để tham khảo. Đỗ Huy Lân; Trần Đức Hậu; Nguyễn Quang Thọ biên dịch. Hà Nội: Viện Nghiên cứu và Phổ biến tri thức bách khoa. OCLC 41095750.
- Lê Thời Tân (2015). "Suy ngẫm về chế độ khoa cử Trung Hoa nhân đọc Nho lâm ngoại sử". Tạp chí Khoa học ĐHQGHN: Nghiên cứu Giáo dục. Quyển 31 số 3. Hà Nội: Nhà xuất bản Đại Học Quốc Gia Hà Nội. ISSN 2615-9325.
- Nguyễn Anh Tuấn (2017). "Chính sách bài Phật giáo của Đường Vũ Tông và Pháp nạn Hội Xương (842–846)". Nghiên cứu Tôn giáo. Quyển 163 số 7. Hà Nội. tr. 33–63. ISSN 0866-7497.
- Cao Nãi Quang; Nguyễn Sĩ Giác; Vũ Văn Mẫu (1956). Quốc triều hình luật: hình luật triều Lê. Sài Gòn: Trường Luật khoa Đại học. OCLC 583146541.
- Nguyễn Thanh Hà (2008). 10 vị thánh trong lịch sử Trung Quốc. Hà Nội: Nhà xuất bản Văn hóa thông tin.
- Nguyễn Văn Kim (2013). "Các thương cảng vùng Nghệ – Tĩnh và giao thương khu vực thế kỷ XI-XIX". Nghiên cứu lịch sử. Quyển 1 số 441. Hà Nội: Viện sử học. tr. 16–25. ISSN 0866-7497.
- Thích Hạnh Thành (2009). Biên niên sử Phật giáo Trung Quốc. Thành phố Hồ Chí Minh: Nhà xuất bản Phương Đông. OCLC 1013758493.